# 1930年代中国
| 中国历史 / 中国历史年表                                                                                                   |
| 世紀： 19世纪中国 / 20世纪中国 / 21世纪中国                                                                               |
| 年代： 1900年代中国 / 1910年代中国 / 1920年代中国 / 1930年代中国 / 1940年代中国 / 1950年代中国大陆 / 1960年代中国大陆     |
| 年份： 1931年中国 / 1932年中国 / 1933年中国 / 1934年中国 / 1935年中国 / 1936年中国 / 1937年中国 / 1938年中国 / 1939年中国 |
| 纪年： 乙亥年（猪年）、中华民国24年                                                                                       |

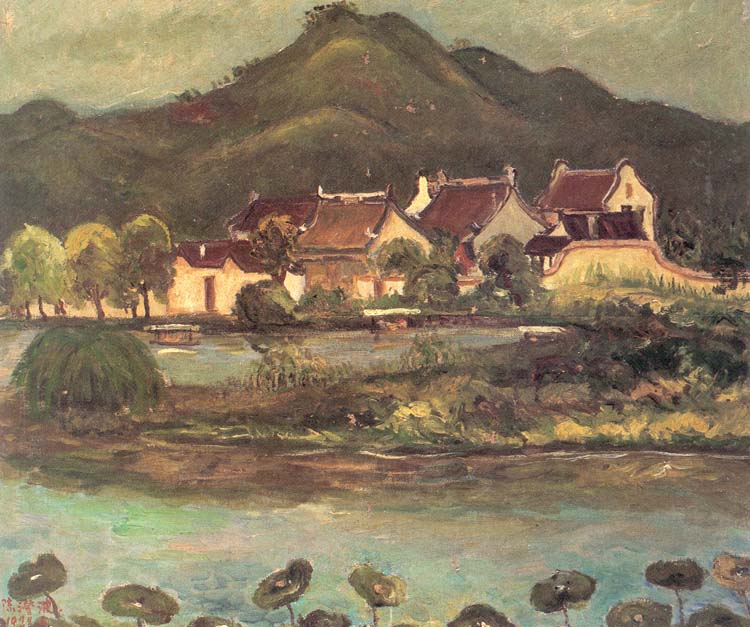
1938年的中國杭州。

1930年代中國是中國近代史及民國時代的「黃金十年」，中國國民黨一黨領政的國民政府持有中央執政權及直接統治內地精華地帶，以蔣中正為首的國民黨人戮力進行中國的現代化建設；同时中国共产党透过苏联扶植建立的中华苏维埃共和国及后续组织，则先后在江西、陕西等地割据活动。此外，苏联扶植蒙古人民共和国控制的蒙古地方、日本扶植满洲国控制的东北地区、英国扶植噶廈控制的西藏地方等区域并不受到国共两党任何一方的领导和控制。
在黃金十年至1940年代太平洋戰爭爆發前，國民政府在政治、經濟、文化、教育、基础设施、社會政策、邊疆民族政策、外交、軍事等項目上皆有一定成就，整體環境為1840年鴉片戰爭以來中國最高水準；但於此同時，國內各派政治勢力競逐爭鬥，北洋政府時代的軍閥勢力未被國民黨完全整編，導致中原大戰、第一次國共內戰等戰事爆發。加以日本侵略滿洲（中國東北）及華北，國無寧日:6。
1937年中国抗日战争全面爆发后，中國1930年代以來由國民政府主導的國家建設遭受重大打擊，導致中國的現代化進程大幅延遲，並影響至中共建政後。

## 經濟
在所謂黃金十年建國初期，國民政府所遇的困難極大，除了財政方面收入少支出大，在政治層面，國民政府實際上只掌握長江下游的江蘇、浙江幾省，其他省表面上服從中央，收入卻不上交。佔總收入百分之八、九十以上的關、鹽、統三大稅收，也因晚清及北洋政府向外舉債而早被當作抵押。戰事頻仍，導致軍費開支龐大且要償還前清政府所定條約債務。當時國民政府財政上面對的困局是中央喪失田賦收入及地方上存在著稅收混亂。1920年代與1930年代之交，國民政府可謂處境惡劣。

### 工商業發展
但1930年至1936年間，中國工業成長率達7.7%以上。1931年至1936年间，中国工业成长率平均高达9.3%。社會經濟狀況也呈現蓬勃發展的趨勢。相較於其他現代化國家的經濟大蕭條，中國工農業產值達到了清朝末期、民國肇建以來的最高水準。其中，最顯著的工業成長分別為中國電力工業、煤炭工業及鋼鐵工業。除此，就農業方面，以鄉村自治、合作社和平民教育為三大主體的鄉村建設，提供廣大的原物料與食物，並開始享受到市場整合的現代經濟制度。
此階段中國經濟雖在國有化及私有資本化的歷程頗有弊端，然而在中央掌控金融主導權與輕工業逐漸成形鼓舞下，中國已進入工業化的起端，並以官僚資本及引進新組織新技術等方式，徹底改善中國既有經濟規模，擴大經濟成果。
中國大陸學者黃漢民通过对1930年代中国工业产值发展趋势的分析，指出虽然1930年代前期中国的经济面临前所未有的困境，但中国工业生产的总趋势却仍在跌宕起伏中继续有所发展，并在1936年达到了近代历史上最好水平，而且又產生了一批新兴行业，如电器用具工业、电机工业、染料工业、酒精工业、酸碱工业等等，新興行業又促進了工業部門結構調整。此外產品種類增多，產品結構也起著變化，部份国貨产品開始替代了进口外貨。其次，工业地区分布也在在扩大，工业生产技术水平和管理水平都有较大提高了。
十年建國時期中國重工業建設，主要以國防工業為核心。具體工作则是由资源委员会进行的。1935年4月，国防设计委员会与兵工署资源司合并，改称为“资源委员会”，隶属于军事委员会。资源委员会的主要任务就是创办与国防有关的工矿企业。从此，资源委员会也担负了整个国家的重工业建设任务，这就表明以后国民政府的经济建设明显地具有作为战时国防体制的一个环节的性质。以國家建設支柱和國民經濟主要指標之鋼鐵業為例，1935年之鋼鐵產量僅在1927年3萬噸之基礎上增加2萬噸:49-50。1936年3月，资源委员会根据国防需要和可能的经济能力，拟定重工業五年建設計劃 ，因為獲納粹德國的資金和技術，1936年6月落實為中德三年計劃，预定于三年之内，在中南省份尤其湘、鄂、赣等内地建设与国防需要直接相关的重工业和矿业，奠定中国冶金、燃料、化学、机器及电器工业的基础。
由于国民政府的重视与推动，上述重工業及廠礦，有的已建成投产，有的进入筹备阶段。在工業化方面，民營工業受外資、外貨影響，發展困難；政府對工礦、交通等企業大量投資，謀主導工業發展:7。在冶金工业方面已建成的有中央钢铁厂、湖南茶陵铁厂、湖北灵乡铁矿、江西钨铁厂、四川彭县铜矿、湖北大冶、阳新铜矿、中央炼铜厂、重庆临时炼铜厂、湖南水口山铅锌矿、云南锡矿、青海金矿、四川金矿等；在燃料工业方面，有江西高坑煤矿、天河煤矿、湖南湘潭煤矿、河南禹县煤矿、四川巴县、达县石油矿等；在化学工业方面，有氨气工厂及无水酒精厂等；正在筹备举办中的有中央机器制造厂、湖南湘潭飞机发动机厂、中央电工器材厂、中央无线电机制造厂、中央电瓷制造厂、四川长寿水电厂等等。1937年，这些工厂的产品产量为电力153.3万度，煤2万吨，净钨砂11,926吨，锑14,597吨，精铜9吨，铁砂6,313吨，电讯机425具。这些厂矿的建成和投产，奠定了战时国防工业的基础。因为资源委员会设立的这些厂矿大多是当时国内没有或非常缺乏的行业，不少与国防建设有着非常密切的联系，如钢铁工业、飞机制造业、电工电料业、化学工业、钨、锑等矿产业。
遼寧、江蘇、湖北等省是重要工業中心，中國抗日戰爭期間，沿海部分工業遷往湖南、四川、雲南、貴州等省，帶動內陸工業發展:7。抗战开始后，资源委员会兴办的已运转的各个重工業机器设备，有不少都拆迁到大后方，成为当地工业生产的骨干企业，这不仅提高了大后方的工业水平，开始扭转中国长期以来轻重工业比例严重失调和地区经济的严重不平衡的状况，而且继续为直接支持抗战提供有力的物质保证。
不過在這段期間，晚清時候建設的漢陽鋼鐵廠在北洋政府統治時期年鋼產量穩定在5萬噸，該廠於1925年停止生產，國民政府統治十餘年間始終沒有恢復生產，惹起爭議。不過有論者指漢陽鋼鐵廠自1925年起十多年未能恢復生產可能跟它自1904年起長期向日資舉債終致日資所入侵有關。另外當時中國炼鋼水平及第一次世界大戰後國際鋼鐵價下滑也是重要因素。。

### 农业发展

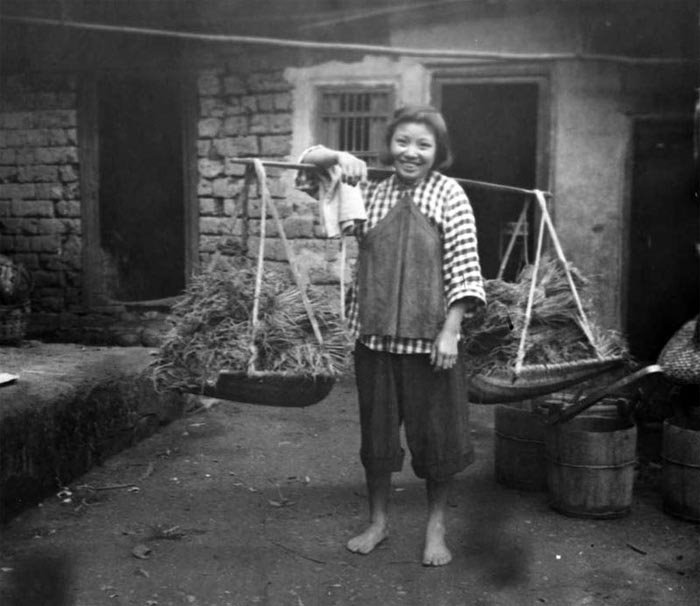
廣東梅縣一位農婦（1934年）

土地改革本是中國國民黨立黨綱領之一，早在辛亥革命時期，孫中山先生就在同盟会的纲领中列入了“平均地权”的内容。同时，中国的工业化、城市化的初步发展及诸多因素，农村自1920年代陷入社会、经济、文化全面衰退危机，为应对危机，各地兴起乡村建设运动。南京國民政府成立以後，复兴农业是国民政府这一时期喊得最为响亮的口号。其目的除了发展国民经济之外，也是为了消除中国共产党进行土地改革运动带来的影响。政府设立了农村复兴委员会等一系列农业结构，任常委担任首脑。政府救济农村金融，减免部分农产品税，对进口粮食征税；设立农业实验所指导农业生产，开办农业推广区等。治理黄河、淮河、长江以及太湖等水利委员会也相继成立，以兴修水利工程。儘管國府為農業發展做了大量工作，但由于种种原因，这些挽救农村经济的措施发挥的实际效用有限，政策基本上可以算是破产的。
有論者指出整個十年建國期間，中國都長期處於內憂外患環境，地方的基層管治還須倚賴地主豪紳，國府並未能完全掌控农村政权，導致其施政收效甚微。其次是中國的农业经济跟欧美的农业经济根本不同，中國屬於一種小農經濟，由于经营规模小，透過机械化實現農業現代化，這必须藉壯大工业並从农村大量吸取劳力，从而把农业人口控制在总人口的20％以内为前提，這在當時的中国显然是做不到的。既然無法實現機械化生產，也就難以實現農產品商品化，難言把整个农业推进入市场经济的軌道。实际上在今日的中國大陸也未能完全做到。1930年代中期以後中国爆發連串灾荒，以及紧接着爆發的抗戰，最終把农民推向了難以生存的边缘。
總括而言，國民政府在平均地权的措施上，因遇到阻力甚大，旋即停止实施，幾乎沒有甚麼建樹。但在农业技术改良方面，则不断努力。例如在1933至1937年问，国民政府先后设立了中央农业实验所、全国稻麦改良所和中央棉产改进所。这些机构的主要工作是引进美国棉种，改良小麦和稻米品种以及实验杀虫剂和化学肥料。但不久抗战爆发，机关紧缩，在八年抗战期间，仅中央农业实验所尚存。除上述的研究机构外，国民政府也成立部会来促进农业发展。譬如行政院于1928年2月设立农矿部，于1933年4月成立农村复兴委员会，于1938年4月设置农产促进委员会，于1940年7月设立农林部。

### 金融改革

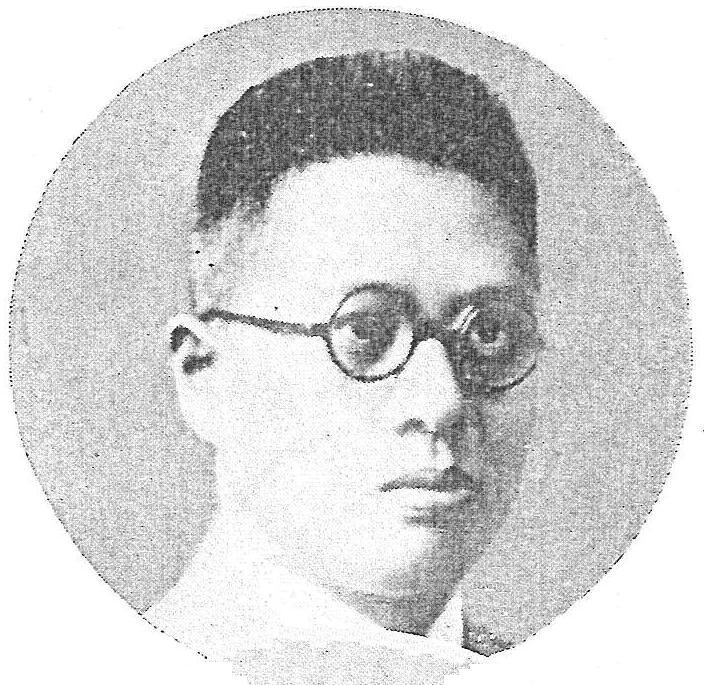
1930年代的宋子文，任中央銀行總裁期間對中國金融改革貢獻不少。

國民政府自成立後即厲行經濟改革，統一貨幣，改革自清末以來金融貨幣制度混亂情況。但因经济落后，中国货币在英镑集团与美元集团之间左右徘徊，日本又极力扰乱中国金融，使得中国金融体系面临崩溃。1933年3月8日，國民政府頒布了銀本位幣製造條例，實行廢兩改元。具體辦法規定1元銀幣為一切交易的本位幣，每銀幣1元（成色為0.88，總重為26.6971公分）易銀7錢1分5厘。上海的金融機構於3月10日一律改用銀元，其他都市自4月6日起一律改用銀元。1933年7月1日起，中央造幣廠的新銀元開始流通。在西方大萧条初期，由于中国的币制不同于西方，在短时间内曾获得部分好处。但是随着英美先后放弃金本位制，中国经济则反而开始恶化。美国为了转嫁国内危机，在1934年5月通過購銀法案，提高银价大量采购白銀。中国白银大量外流，由是年7月至10月中旬的3個半月，出口即達2億元之鉅，严重影响了国民经济的发展及原币制。中國為統一全國貨幣，防止白銀外流，穩定金融，鞏固幣制，改善財政和平衡國際收支，於1935年11月4日公布幣制改革，同時頒布緊急法令，以中央銀行、中國銀行、交通銀行（後加中國農民銀行）發行法幣，禁止用現金，並逐步取消各行和各地發行之鈔票:696。國府於1935年11月4日實施法幣制度，將銀本改變為外匯本位，以纸代银。新辦法規定：1.中央銀行、中國銀行、交通銀行所發行的鈔票，定為法幣，所有完糧納稅及一切公私款項收付，概以法幣為限。2.白銀國有，禁止以白銀作貨幣性的使用，凡銀行、商號、公私機關及個人，應將所有銀元、生銀交於發行準備委員會或指定的銀行，兌換法幣。3.中央銀行、中國銀行、交通銀行按照現行匯價，無限制售賣外匯，匯率是每元法幣買美金0.295元，賣美金0.3元。
此政策既出，對穩定中國貨幣非常成功，可以誉为中国近现代史上最彻底的一次币制改革。中國第一種全面流通的不兌現鈔票法幣的問世，完成了货币统一并使币值脱离银价，迈入了现代化管理通货。隨之國家對經濟的控制開始加深，相對地，各地地方勢力，甚至租界洋行的利益有所削弱，使国民经济发展呈现出新气象。民間及中外銀行所存白銀和銀元紛紛交給政府，半年之間，達國幣8億元。另一方面，纸币則逐漸代銀元而為通貨。銀元的流通量在1933年3月約14億元，自1935年11月法幣開始流通，半年之間達9億餘元，到1937年6月達14億餘元。辅币方面上，中央銀行於1936年2月開始發行20分、10分、5分鎳質輔幣及1分、半分之銅質輔幣，以完成十進新制，解决當時輔幣混亂的状况。可惜的是这种良好势头被日本侵华所破坏，使得法币政策的后续实施成为了世界罕见的恶性通货膨胀。

### 財政整頓

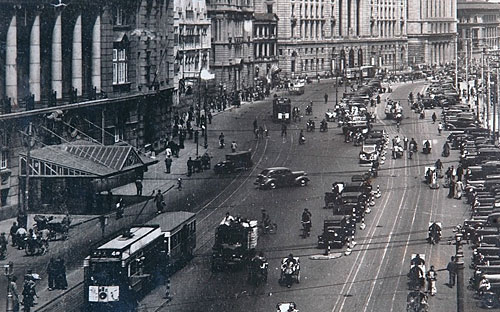
1930年代上海外灘繁華景象

在財經上，政府介入銀行、工礦、交通等企業:7。財政稅收方面，國民政府在此時期建立起統一的稅務機構。以金融措施針對各地稅務機構重疊、稅關林立、濫收稅政、擅自留中央稅款弊病全面整頓，改革稅政，統一徵收機關，使各項稅皆歸統稅機關徵收。1930年更裁撤全國釐金而徵收貨物統稅。在實行關稅上力爭自主：1928年到1934年,先後和外國政府多次談判，通過四次關稅改革，使海關關稅大為提高，顯著增加政府的財政收入，大大改善了十年建國初期財政緊絀的劣勢。不過在收入提高的同時，開支也隨著增加。主要原因在於國防軍事與及各項建設開支大增緣故。赤字的彌補主要靠借債，1927年至1937年間，政府所借各種內債共達35億6,700萬元。償債及軍費支出佔整個支出的三分之二以上，其中償債支出佔25%到20%，1927年至1935年間，共償還債款31億1,000餘萬元，包括內債22億1,000餘萬元，外債6億3,000萬餘元，賠款2億8,000萬餘元。不過這種情況下，政府仍常以貸款和公營企業收入投入建設，在1927年至1936年間，電力增9.4%，交通增8.4%至17.1%，工業增5.6%。
國民政府在整理財政的過程中，還建立預算度、推行直接稅、廢除苛捐雜稅和廢除厘金。廢除厘金方面，1927年7月，國民政府頒布裁撤國內通過稅條例，但因時局動蕩，延至1931年1月1日實行。至1931年6月，各種厘金及由厘金變名之稅捐，一律取消，使國內貨物得以暢通無阻。在廢除苛捐雜稅方面，國府1934年7月通飭各省廢除苛捐雜稅，至1937年的3年間，全國25省市共廢除苛雜7,100多種，廢除款額達6,700多萬元。在推行直接稅方面，1936年7月公布「所得等暫行條例」，是年10月1日正式起徵，首先開徵的為公務人員薪給報酬所得，和公債存款利息所得，到1937年1月，又推及其他方面。這四點財政措施，足以納中國財政於正軌，可惜日本侵華步伐加快，以致實行未能徹底，影響效果。
就在中國邁向工業現代化之際的1937年起，日本發動了中日戰爭，並陸續大量增兵入侵中國。據統計，1930年代末期至1940年代中期的中國，因為此戰爭所造成的損失至少6000億美元，而後果就是讓中國現代化進程至少延宕20年。

## 基礎建設

### 交通建設

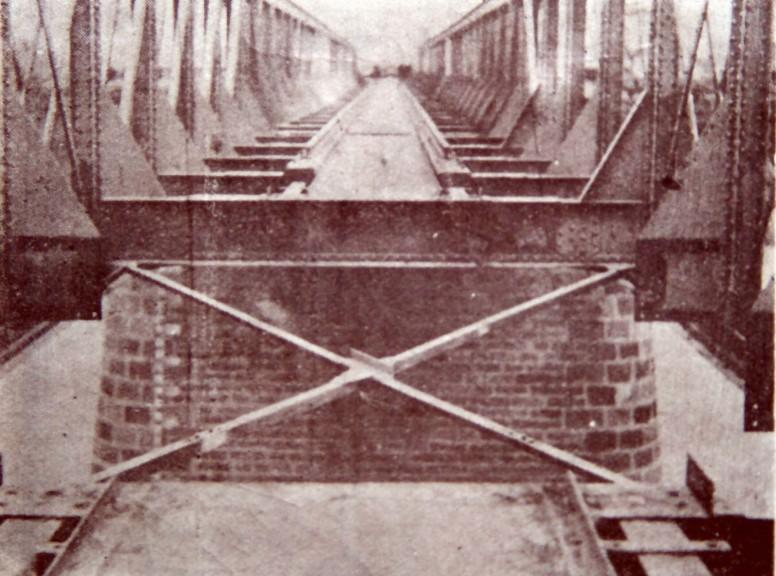
1930年代平漢鐵路上的漯河鐵橋

交通方面，隴海鐵路、粵漢鐵路之修築，全國公路網之興建，航空事業之拓展，以及電話、電訊事業之擴張，均較北洋政府時期為進步:7。1934年年6月，國民政府派出徐庭瑤、俞飛鵬等一行21人赴歐洲考察軍事、交通。1935年中國實行了幣制改革，並得到了大量的外國貨款，開始大力推動基礎建設計劃。1936年底，國民政府制定國防交通建設計劃，使交通建設得到了高速的發展。單從1936年到1937年抗戰爆發的一年半中，就建成鐵路2,030公里，平均每年達1,353公里，這是1927年至1935年8年間年建築速度的6.5倍。具有戰略意義的鐵路、公路幹線例如平漢，粵漢，浙贛等鐵路都是在這一時期完成的。1928年北伐完成後，國民政府特設鐵道部，積極發展鐵路交通，新築的鐵路如下： (一) 1932年8月至1937年7月，利用比國庚款展築隴海路，西段由靈寶至寶雞，東段由大浦至連雲港，使連雲港至寶雞間全部通車。 (二) 1933年7月至1936年5月利用英國庚款，接通粵漢路株洲至韶段，使武昌廣州間全部通車，並於1937年8月完成粵漢鐵路和廣九鐵路的接軌。 (三) 1930年至1936年1月完成由杭州至南昌的浙贛鐵路，初由浙江省政府修至江山（1934年1月1日），繼由鐵路道部會同浙、贛兩省，並與德商合作，展修至南昌，1937年10月又完成萍鄉至株洲線，與粵漢路接軌，路款多由中國銀行承借。 (四) 1933年至1937年6月完成同蒲鐵路，由山西省府自築，此路北在大同與平綏路接，中在太原由正太路與平漢路接，南擬在蒲州風陵渡建黃河橋與隴海路接，惟橋未開工而中日戰起。 (五)  1934至1935年6月完成田家庵至裕溪口的淮南鐵路，以運煤為主。 (六)1933至1935年5月完成宣城至南京的江南鐵路，為民營鐵路。(七) 1935至1936年7月完成杭州至曹娥江的鐵路，使滬杭甬鐵路完工。此外，為聯絡鐵路交通，1930至1933年完成南京和浦口間的輪渡工程，使滬寧路與津浦路相接；1934年11月至1937年10月完成錢塘江大橋，使滬杭路與浙贛路相接。
總計，在黃金十年建國期間，國民政府共修鐵路3,793公里（東三省修築的1,600公里未計在內），使中國本土（東三省未計在內）鐵路共達1.2萬公里。
公路方面1935年後，國府將原來的公路網作了加修和延長。到1936年底，各省聯絡公路已完成2.1萬餘公裡。同時，國府亦積極幫助閩、粵、桂、魯、川、滇、黔等省修建聯絡公路，共建成6,000餘公里。至1937年7月，連接各省的公路網已基本形成，總長度109,500 公里。包括完成公路工程者43,521公里，未完成公路工程的道路65,979公里。至1937年，全國共有公路營業客車1萬輛、貨車1.3萬輛。1938年，中國修築從雲南昆明到緬甸臘戍之滇緬公路，全長1,000公里，是中國西南地區之國際運輸線，銜接緬甸中央鐵路，通向南端之仰光出海口；1940年7月，日本迫使英國封閉滇緬公路，援華物資之輸入幾乎中斷:62。
及時在抗戰爆前建成的交通系統發揮極大效力，尤以鐵路建設成效最為顯著，例如抗戰初期，廣九鐵路就從香港運輸大量武器補給，再轉往東南戰場。可以說沒有戰前的交通建設，國軍在抗戰初期的機動性和作戰能力將會大打折扣。

### 建設戰略大後方

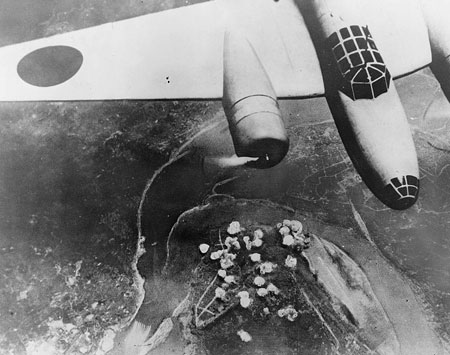
抗戰時日軍轟炸陪都重慶

國民政府計劃中的戰略大後方，是以四川為中心的西南四省。
1935年2月，蔣中正任命劉湘為四川省政府主席，同年4月任命吳忠信為貴州省政府主席，國民政府從持久戰戰略出發，把抗戰作戰軸心由南北向轉為東西向，把西南地區作為抗戰的戰略根據地，經實踐證明是正確的。
更重要是，西南地方當局，在民族危難的大前提下，都願意跟中央達成共識，配合中央的調度。例如龍雲在1937年2月國民黨五屆三中全會上就敦促國民黨中央重視加強雲南的交通、教育建設，開發西南資源，將雲南建設成國防後方。
抗日戰爭爆發後，國府把發展後方工業放在戰略關鍵位置，提出“三分軍事，七分經濟”的口號。先將沿海地區大量的工礦企業和技術人員轉移後方，為後方發展工業創造了物資條件和提供充足的技術人才，並且加快了發展後方工業的步伐。興辦工業企業的種類從鋼鐵、機械、有色金屬冶煉擴大到化工、電子等方面，發展工業地區也從湖南、湖北、江西擴大到四川、雲南、貴州、廣西、甘肅、青海等省區，很快形成了重慶、川中、廣元、昆明、貴陽等11個工業區，使戰前中國工業地區分佈不平衡、輕重工業結構不合理的狀況有了明顯的改變。國民政府的措施也催生了一批新興產業，推動了中國工業現代化的進程，不論重工業或輕工業；軍工或民用，但凡國防民生之物，差不多一應俱備。抗戰期間，中國第一次建立了鋼鐵製造、特殊合金鋼製造、電解銅、精密機床製造等新興工業。幾乎覆蓋當時中國有能力生產的所有產品，形成了一個基本能夠自給的相對完整的工業體系。

### 西北大開發

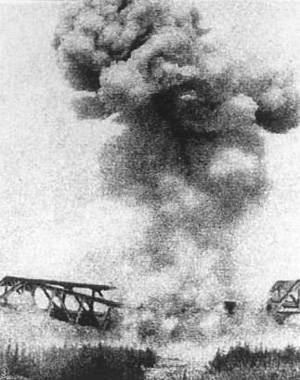
抗戰時日軍突擊隊炸毀西北隴海鐵路橋樑

1931年九一八事變爆發，中日矛盾激化，為了國防戰略需要，國民政府把目光投向遙遠落後的西北地區，希望籍著加快西北地区农业，及工業近代化，促進商貿與及東西部經濟文化交流，改善中國戰略環境，為未來的全面戰爭造好準備。
事實上早於民國初年，孙中山先生曾发表《实业计划》即"建國方略"之二：物质建設"提出了改善西北交通與及開發西北资源的一系列構思。1927年，國民政府定都南京，即依孫中山的建國方略，逐步提出開發西北的計劃。1930年，国民政府建设委员会就制定了《西北建设计划》。1931年，九一八事變爆發，国府即加强国防建设，社會也發出開發西北的呼聲。1934年，《开发西北》杂志创刊，蔣中正亲笔题写"开发西北"，這一時期开发西北的各種言論及計劃紛紛出籠。社會上各界人士争相到西北地区进行考察。而各大公私營銀行皆到西北建立分支機構，擴展業務。可以说，由九一八事变到七七事变之間，国民政府將開發西北的構思逐步具體化，並且構想以西北作为未来的战略基地的
1937年七七事變爆發，国民政府更加积极推进西北开发，加大了对西北开发的資源投入。國民政府依西北特殊地理環境，在西北的交通水利、农业开发和工业近代化的发展上，都取得不少成就。
國府開發西北，先從交通水利著手，尤其以铁路建设为重，陇海铁路1937年通車，全長1075公里大大便利西北對外交通，公路建設方面，更逞爆炸性倍增，西兰公路，甘新公路及各條新建公路及整修公路，皆於此時期完成，其中1937年通車的迪伊线迪哈公路，是一条重要的国际交通线，抗戰時大批苏联援华物资就是通过这条公路运往中国的。
水利方面，1936年全国经济委员会制订的《全国水利建设五年计划大纲》，其中涉及西北水利的就有"完成关中八惠灌溉工程"、"整理绥远、宁夏、甘肃水渠"等计划案。西北各省中，陕西省的水利在抗日时期发展速度最快，1930-1941年已完成的大型灌溉工程就有泾惠渠、渭惠渠、梅惠渠、织女渠、汉惠渠。
近代西北地区的经济主要还是以农业为支柱，但农业生产發展却停滯不前，有見及此，全国经济委员会于1933年6月制定了《西北建设实施计划及进行程序》，提出"救济西北，当以流通农村金融为首务"的西北合作事业计划。于是西北农村合作社很快发展起来。据统计，僅僅咸阳、三原、大荔、武功、凤翔等关中5个地区成立的互助社就有1882个，合作社1688个，申请贷款总额1881741元，已贷合贷390631元，劝贷510587元。同时还在陕北协助中国农业银行拨款30万元，办理了陕北农贷，除信用合作社外，西北地区还成立了生产合作社、消费合作社、垦荒合作社、畜牧合作社、水利生产合作社等。农村合作社的广泛建立，对缓和西北地区农民所受的高利贷剥削、发展农牧业生产等起到了一定的作用。除了財政上的援助，国府又推進西北农业科研，奖励人民种植作为发展农业生产的主要途径。包括1938年於甘肃成立了农业改进所，专门负责改进农村畜牧生产技术的工作。此外，因為棉花为重要的战略物资，1934年全国经济委员会会同陕西省建设厅成立棉花改进所，大力发展棉户为之基本工作。凡此種種，皆對西北的农业科技水平发挥了積極作用。

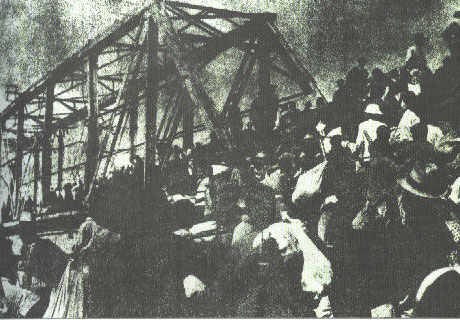
抗戰爆發後大批上海技工隨軍西遷到大後方(1937)

西北工業近代化方面，抗戰爆發後，国府确立战时经济体制，采取了一些扶持后方工业的政策和举措。先是支持沿海工厂的内迁，果断地把濒临战区的工厂迁往内地，重新建立后方工业基地，作为战时经济支柱。1938年 國府组成以资源委员会为主办机关的工厂迁移监督委员会，實現了史上空前大规模的工业迁移，迁入西北的企业主要分布在陕西的西安、宝鸡、汉中和甘肃的天水、兰州等地。 国府在内迁工業的同时，还对后方的民营工矿企业实行奖励扶持的政策，如1938-1939年，国民政府先后颁布了《非常时期矿业奖励暂行条例》、《经济部小型工业贷款暂行办法》、《战时领办煤矿办法》等法，一定程度上促进了后方工矿业的发展。 國府又積極發展後方重工業，整个抗日时期，国民政府及所属的资源委员会、工业部、交通部、中央石油公司、各大银行，加上第二、第八、第十战区及各省地方政府，都对西北的厂矿建设进行投资，兴建了一批石油、煤炭、电力、化学、机械、电器、建材等重工业企业。由此，西北作为近代中國重工业基地初具雏形，显然，西北近代工业的全面发展在一定程度上离不开国民政府的支持与投资。
總而言之，儘管西北開發仍受制於地理，資源，及人才等多方面的限制，1930年代，中國开发西北的活动隨著戰爭步伐臨近與及西北戰略地位轉變而不斷掀起高潮。整體上，国民政府在面对艰难的條件和战争环境，为西北开发做出了积极的貢獻，西北開發與建設，在不少方面如交通、水利、农产、工业等都取得了顯著的成就，對打破日本的经济封锁、支持长期抗战並取得抗战的最后胜利起了鉅大作用，並且也基本上改变了西北地区极其落后的面貌。

### 市政建設
十年建國初期，在一批市政学家倡导，国民政府主导下，掀起了一场旨在推动城市现代化的“市政改革”运动。歷史上中国的行政序列向来没有市的建制，近代市政建設最早可追溯到清末“新政”所推行的地方自治，但真正开始按照西方现代城市体制建立现代城市市制的，是1926年國民革命軍北伐时期的广州由孙科主持颁布实行的《广州市暂行条例》，标誌著中国近代史上真正意义的城市改革拉开了序幕。1928年7月3日，南京国民政府公布《特别市组织法》和《市组织法》，正式将城市纳入国家行政序列，奠定了近代中国城市建制。 
市政改革是中国城市发展史上的重大事件，对于中国城市早期现代化具有里程碑意义，这次改革使城市从封建行政体系附庸转变为一种独立的政治经济社会实体。至此，中国城市从传统到近代的转型至少在形式上得以完成，形成了现代城市体系的雏形：首先是重组了中国城市的空间，修了马路，盖了楼房，城市的外在景观开始有了现代气息。其次是建立了新的市制，并以法律的形式加以确立，从而使中国城市作为一个独立的政治单元第一次出现在国家行政建制上；使中國城乡合治的传统开始改变，传统城市的功能单一性、政治地位的从属性和与乡村的同一性状态开始改变。第三是城市管理法制化的探索成为“市政改革”的重要组成部分，初步确立了现代化的城市政府体制以及确保这种体制运转的相关机制，如对政府机构及组成人员的产生、权力和义务、议事和办事规则等方面予以规定，并初步建立起制度保障机制。

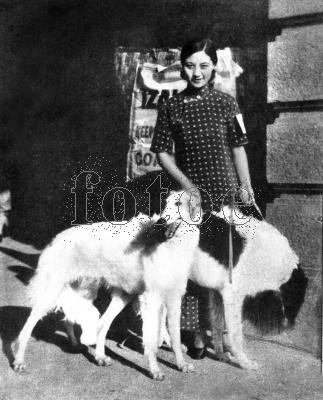
1930年代生活在中國大城市的時髦少女

不過1930年代中國的“市政改革”及城市現代化進程，卻因抗战爆发而中断了。再者，当时中国的城市化比率极低，实现城市现代化变革所需要的完善的社会条件并不具备，城市基本上仍然处在贫穷落后的乡村的包围之中，整个国家工业化发展仍未足够，大部分城市仍然还只是消费性的。加上中國传统的专制体制和专制观念仍然存在，城市独立和市民自治仍缺少宽松的制度环境和社会文化氛围。儘管受到當時歷史條件限制，國民政府的市政改革影響仍然深遠，對近代中国現代化留下了许多深刻而有益的启示。 
推行市政改革同時，國民政府亦著手起草了可謂中國近代最早的城市規劃，即“首都計劃”。這部規劃於1929年底頒布，著眼于城市的百年大計，其後卻因戰事而擱置，但今時南京內城的基本格局，仍有當時規劃排布的沿襲與留存。“首都計劃”邀請了美國人亨利墨菲及古力治作顧問，墨菲就是清華園的規劃設計者，中方主事的則是林逸民負責的“國都設計技術專員辦事處”。有論者指儘管以現代目光來看，“首都計劃”的時代局限性十分大，但其有關城市之史地概略、空間佈局、道路系統、公園安置諸方面的用心深微還是令人感嘆的，可說是一部有情有心的規劃。。

## 政治
政治方面，中國1930年代的主權政府為以國民政府為主體的中華民國政府。國民政府前身為孫中山於廣州成立之護法政府或軍政府等機構，但是因其主權治權未及全部中華民國領土，直到國民革命軍北伐期間，建都南京、統一各省、底定北平、張學良決定率東三省服膺國民政府行動後，才獲得如英國、美國、西班牙、德國、法國、日本等大國承認。自此，國民政府在1930年代才成為中國唯一合法政府。
1930年代前期，國民政府為委員制:6。政府的運作主要決策者為中國國民黨黨內機構遴選出之國民政府委員所組成的國民政府委員會，而除了國民政府委員會之外，國民政府也有許多行政機構取委員制。而這種體制即使於1937年，中日戰爭爆發後仍繼續施行。依照《中華民國國民政府組織法》規定，國民政府委員定額早期為12至16人，1930年代之後增為24至36人，而凡其行政院長、立法院長、監察院長、考試院長、司法院長及其副院長等政務要職均由該委員會推選。
如再就職權細分，1930年代的國民政府主席為中華民國國民政府元首，與國民委員會共同負責外交與軍事及中國國家統治權，內政則由行政院負責。而國民政府從1930年蔣中正內閣開始，於1930年代中間，國民政府共在中國大陸組閣過十數次。另外，中國因為抗日戰爭，於1938年宣佈實施戰時政府制度，軍事權由國民政府主席轉為國民政府軍事委員會。
就總的來看，1930年代的政治中樞之國民政府一直是以蔣中正為主、其他國民黨中心幹部為輔的黨國政府。國民政府與行政院之間之權力分配，常隨蔣介石之職位而轉移:7。1932年3月，中國國民黨四屆二中全會在洛陽開會，決議任蔣為國民政府軍事委員會委員長，負責救國:24。1930年代間，不論職務是國民政府主席、行政院長、軍事委員會委員長，蔣中正一直都是中國政府的權力核心。

### 訓政時期

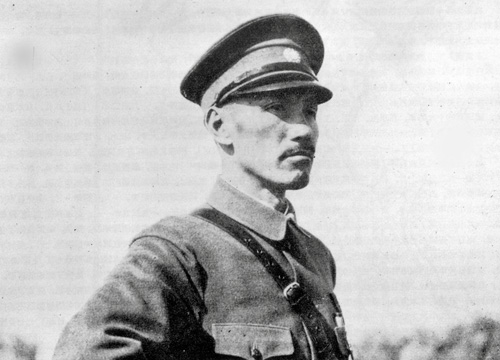
1930年代的蔣中正

1930年代，是中國由軍閥割據局面逐步走向實質統一的階段，同時間也在日趨嚴重的外患陰影下重建國家時期，國民政府在政治現代化的努力，有着實質性進展。晚清以来，中国在政治上第一次重新取得了凝聚力。
中國國民黨以孫中山遺教治國，將孫中山思想奉為南針，此不僅影響中國向世界各國取精用宏，且阻害國人思想之進步:7。國民政府以孫中山三民主義及建國大綱實行訓政和準備憲政。1929年中國國民黨開始訓政，實行指導式的民主:6。1931年2月，蔣中正準備召開國民會議制定約法，遭到立法院長胡漢民反對；蔣中正軟禁胡漢民，引起中國國民黨分裂:61。訓政時期約法經國民會議通過，於1931年6月1日正式頒佈。
為了使訓政時期約法獲得更多國民的認可，國民政府於1931年5月5日至17日召開國民會議。國民會議代表來自各省、各市、蒙古、西藏及華僑社會，主要由下列各機關團體中選出：包括農會；工會；商會及實業團體；教育會；國立大學；教育部立案的大學及自由職業團體；及中國國民黨。5月，唐紹儀、陳濟棠、汪精衛等在廣州召開非常會議，自組國民政府，聲言北伐，於九一八事變後在上海與南京政府召開統一會議，於1932年1月宣佈撤銷，仍自設西南政務委員會:61。另外又確立五權分立制度，1928年10月3日所草的「訓政綱要」及「國民政府組織法」，都採行五權制度，此一制度也納入1931年6月1日所頒行的「訓政時期約法」中。訓政時期約法第71條規定，中央政府設行政院、立法院、司法院、考試院、監察院:6。五權分立跟西方三權分立制度不同處，在於為考試、監察二權的加入。考試院為國家甄選人才，提高公務院素質；監察院監督全國公務和公務人員，以促進政務發展。考試院曾於1931年至1937年間，考選高考及格者589人，普考及格者1,244人，特種考試及格者2,166人；監察院於同期共有糾彈案841件，涉及官員1,443人。

### 法制建設

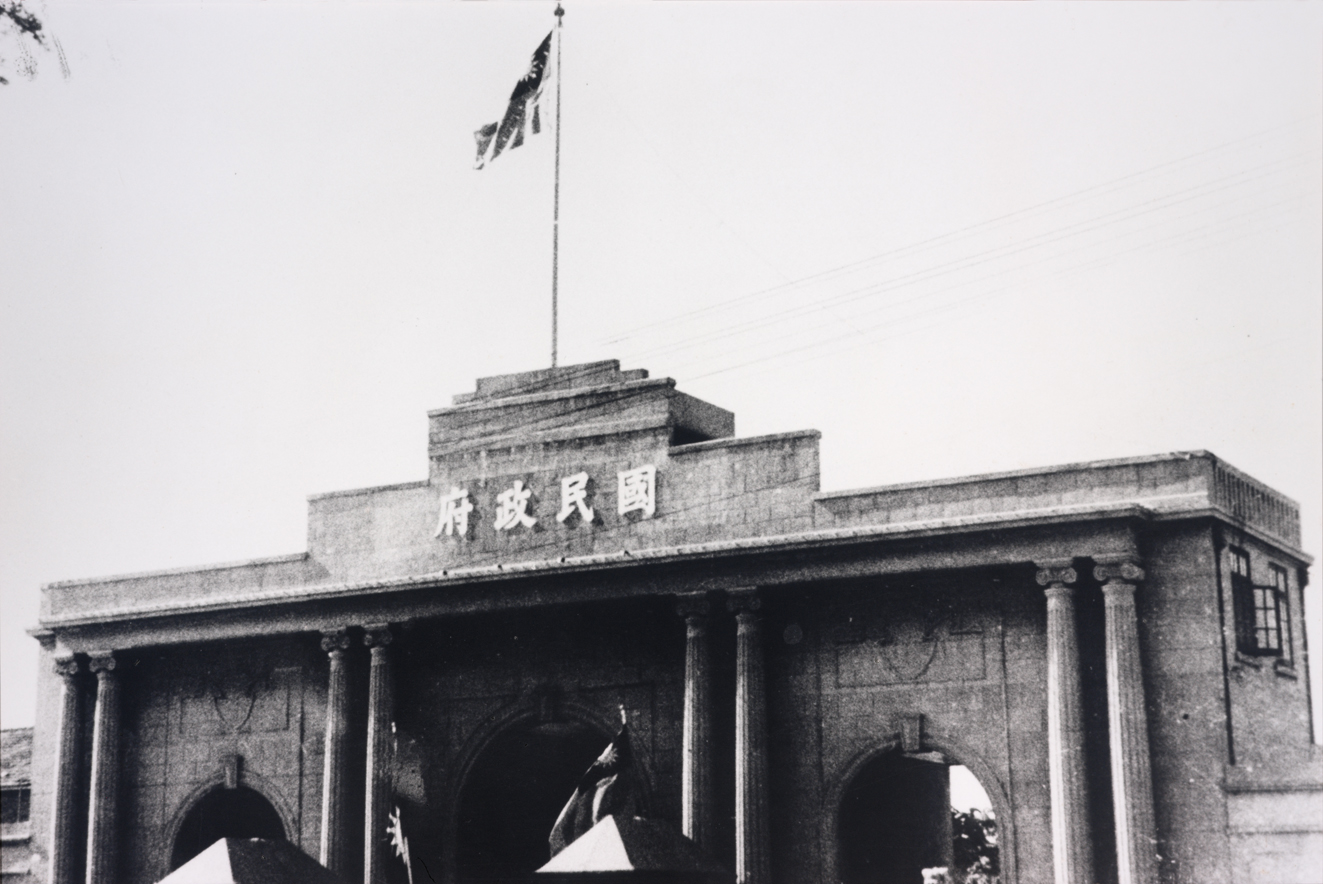
南京國民政府（1927年）

十年建國期間，即由1927年至1937年，可說是國民政府法統創立時期，主要標誌為中華民國訓政時期約法和中華民國憲法草案的完成。1932年起，國民政府法制建設日趨成熟，省、市、縣參議組織陸續成立，有關參議員選舉條例也日漸完備。國民政府的法規可分為憲法，民法，刑法，商法，訴訟法和法院組織法（也有分成憲法，民法，刑法，商法，民事訴訟法和刑事訴訟法）六大類，匯編為一起，稱為“六法全書”，或“六法大全”，它構成了國民政府法律制度的基本框架。
1928年10月，國民政府制訂了訓政綱領，確立了訓政時期政治制度，1931年5月，國民會議通過中華民國訓政時期約法。1936年5月5日，國民政府頒佈中華民國憲法草案，是為五五憲草。 抗戰勝利後1946年11月國民大會正式通過《中華民國憲法》並於次年1947年1月1日實施。
民法包括總則、債、物權、親屬、繼承五編，民法典是於1929年5月至1930年12月間草擬分期公佈的，主要是參照德國，瑞士，日本等國的民法條款。商法主要由公司法、票據法、海商法和保險法四部份構成的，都是在1929年10月至12月間公佈。它是為了適應工商業發展而制訂的。
國民政府在暫行新刑律和改定的第二次刑法草案基礎上於1928年3月公佈了刑法，通稱為舊刑法。1935年公佈的刑法則通稱為新刑法。新刑法側重于主觀主義，強調犯罪性質，強調保全及教育機能，引進保安處分制度。保安處分是新刑法中專門一章，適用於未成年的少年犯及有犯罪及妨礙社會秩序嫌疑的人士。此外還頒佈其他刑事特別法，包括1927年的《懲治盜匪暫行條例》，1928年的《暫行反革命沿罪法》，1939年的《共產黨問題處理方法》等等。
民事訴訟法在1930年至1931年頒佈，1935年修改後重新公佈。主要特點是實行不干涉原則，以及特定案件的法院調解原則。
刑事訴訟法於1928年頒佈，1935年修改後重新公佈。七七事變後，又陸續頒佈其他特別法規，例如《修正危害民間緊急治罪法例》、《妨害國家總動員懲罰暫行辦法》和《特種刑事案件訴訟條例》等等，刑事訴訟法的主要特點是採用自由心証原則，嚴格限制自訴權，擴大檢察官權限等。
行政法規方面有組織法如中華民國國民政府組織法、五院組織法和軍事參議院組織法等。薪俸，任用，和使用方面法規，有“文官官等俸表”、“公務員任用法”、“官吏服務規程”和“五院處務規程”等。
考試法在新六法全書中列為“憲法及關係法規”，但依其法規性質仍為行政法，例如考試法、考試法實施細則、公務人員升等考試法和典試法等。
內政法規方面，則包括內政部各委員會、司、室、處的規則，各省民政廳的規程，市、縣的政綱，組織法等。
國民政府的普通法院分為地方法院、高等法院及最高法院三級，實行三級三審制，第三審為法律審，實行公開審判制。但對有可能妨害公共秩序或善良風俗案件可不公開審判。實行審檢合署制，檢察機關置於法院內。此外還有特種刑事法庭和兼理軍法司法法院，實行陪審及辯護制，但陪審員必須是國民黨員 。
1949年國府播遷台灣，移植六法全書，延續了中華民國法統。在中國大陸，普遍對於國民政府法制及六法全書評價甚低，認為其體現蔣中正個人獨裁專政，是鎮壓共產黨人的工具。中华人民共和国成立后，六法全書被廢除，之后又对六法全书进行了严厉的批判，引进苏联法律。不過改革開放後，中國大陸法學界中也有反思六法全書的呼聲，並指出廢除六法全書固然有其歷史因素，但對中共建政後的法制建設也產生了深遠的影響，有正面的經驗，也有反面的教訓。其最大危害就是中斷了中國法制現代化的歷史進程，強化了社會蔑視法律的民族傳統心理，也為當代中國大陸長期以黨代政、以黨治國開了方便之門。

### 憲政建設

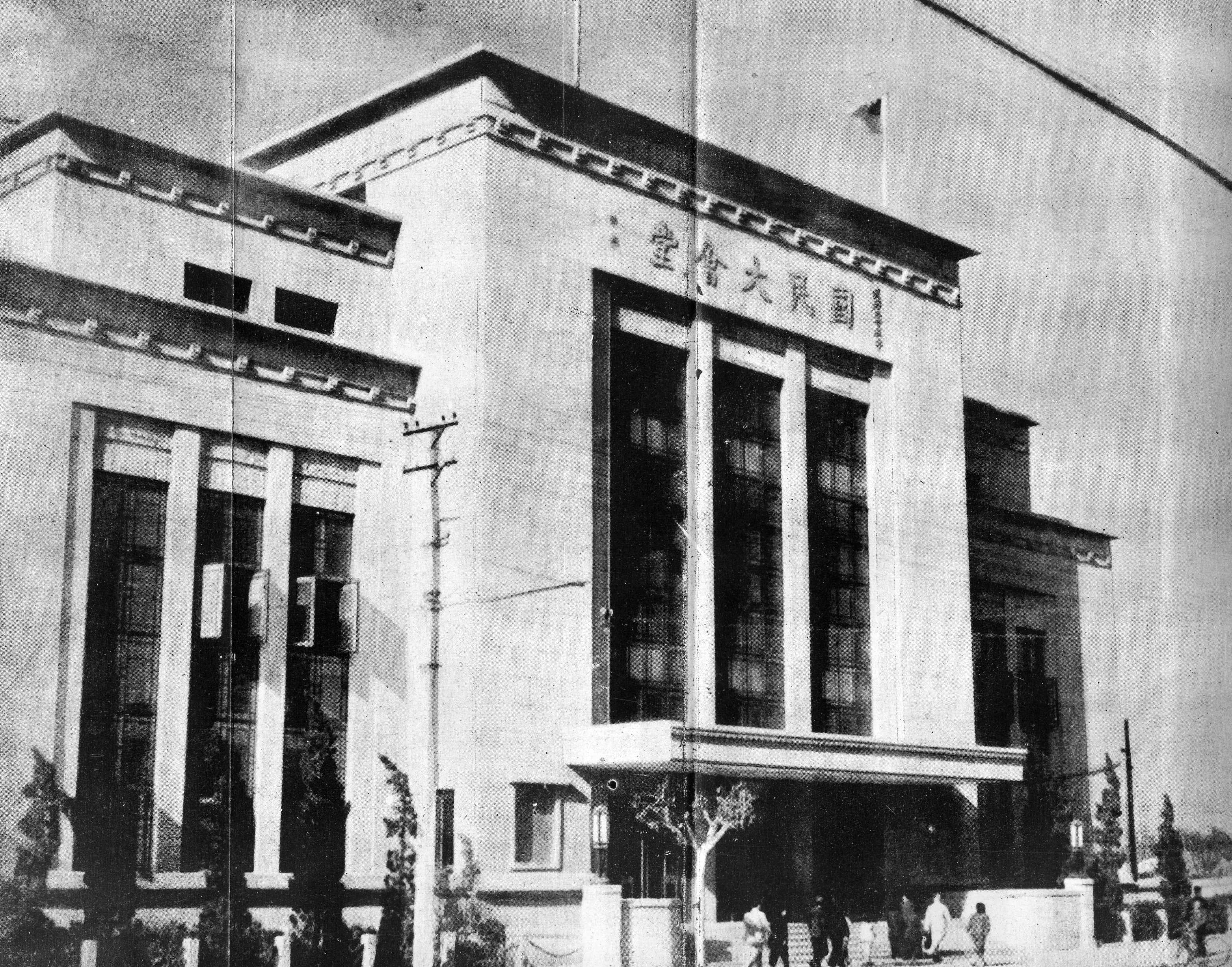
南京國民大會堂

如前述國民政府是根據孫中山先生制訂的軍政，訓政，憲政的建國步驟去建設國家，訓政時期自1929年起定為6年，但1931年即爆發九一八事變，變亂頻仍，訓政工作不能順利進行，但國家正處於多事之秋，黨外人士亟欲參與國事，國民政府仍希望如期結束訓政，早日成立民意機構。憲法草案於1934年2月由立法院草擬完成，於1935年11月由國民黨六中全會審查通過，至1936年5月5日正式公布，是為五五憲草。
國府原欲於1936年11月12日召開國民大會，議定憲法，由於局勢緊張，國大代表未能如期選舉完竣，乃不得不繼續實行訓政。不過憲政建設工作仍然沒有因為抗戰爆發而終止。1938年7月，武漢會戰剛開始，國府即已邀請全國各黨派重要領袖（包括中共）和全國各界名流學者，於漢口組織國民參政會，該會是戰時最高民意機關，主要從事抗戰救國和抗戰建國的工作。國民參政會組成人員共二百名，國民黨佔八十名，各黨派領袖佔五十名，無黨派人士佔七十名以上。國民參政會對於在戰時準備制憲國民大會的召開，起到了相當大的作用。 
1939年9月9日至9月18日，國民參政會於重慶召開一屆四次會議時，已決請政府明令定期召開「制憲國民大會」，制定憲法，結束黨治，實行憲政，並由議長蔣中正指定參政會若干組成人員，組織憲政期成會。憲政期成會於1939年9月成立的當天，即在它召開的第一次會議上已決請國民政府早日頒布召開國民大會，公佈憲法及憲政實施之明令。1939年10月，國民黨五屆六中全會決議於1940年11月12日召開制憲國民大會，修改後之憲政期成會憲法草案（又稱「昆明草案」），恢復因抗戰停頓的國民代表選舉工作，並決議於重慶建造「國民大會堂」。後因戰事吃緊，暫時無法召開國大，但其它準備工作照常進行。抗戰其間，國民黨中央和國民參政會，還曾合組憲政實施協進會，協調各黨各派各方人士推動憲政的準備工作，召開常委會十一次，直至一九四六年制憲國大準備就緒，方才休會。

### 威權統治

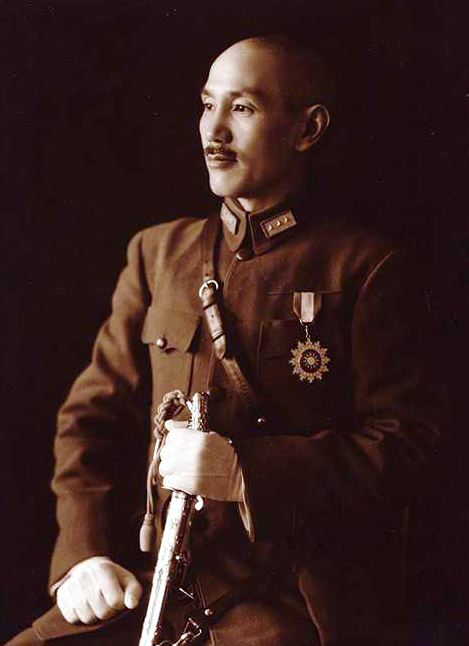
全副戎裝的蔣中正

十年建國期間中國政治，其中一個特點，就是建立了一個以蔣中正為核心的黨國體制。其一特徵是建立了效忠領袖的秘密政治組織，從而加強黨對政治及社會的控制。國民黨的威權統治是建國的過渡階段，是從孫中山軍政，訓政建國思想而來。不過1930年代威權統治的加強，跟當時國民黨派系林立，地方分離主義仍未撤底根除有密切關係。在這前提下，樹立新的中央權威，從而達致國家的實質統一就成為蔣中正首要任務。由於黨內存在著強大離心勢力，建立秘密政治組織就成為蔣中正加強黨內紀律達致有效管治的重要手段。
1928年，国民党中央组织部调查科成立（后改名为调查统计局，即中统），标志着国民党以秘密组织形式开展统治活动的开始。到1932年，由蔣中正亲自主持，在南京成立了“中华复兴社”，擬定了“驱逐倭寇，复兴民族，平均地权，完成革命”的纲领和“内求统一，外抗强权，拥护领袖，收复失地”的宗旨，要求组织的“内部团结统一”，“发扬硬幹、快幹、实幹精神”，以“力行哲学”作为思想依据。在复兴社成立前后，还成立了更为核心性质的“三民主义力行社”（即廣泛流傳的“藍衣社”），和复兴社有密切关系的，还有“革命军人同志会”和“革命青年同志会”，后来又合并为“中国革命同志会”。
對於這些秘密政治組織，一直為學者所批判。中共建政後，大陸歷史研究，主流看法都是認為這些機構是专门针对屠戮共產黨人及同情中共的民主人士，是獨裁統治的反動舉措。不過有論者指出，這些机构固然堅決「反共」並對中国工农红军予以沉重打擊，但事實也有其抑制黨內離異力量及反抗日本侵略的作用。例如，1932年9月由国民政府军事委员会政训队举办的一期“政训研究班”，復興社刘健群为班主任，90％的結業学员被组成“华北抗日宣传总队”，刘健群任总队长，在华北各地的非国民党嫡系部队中，广泛宣传服从中央，服从蔣中正，在蔣中正的领导下“抗日救国”。这种明显的反日活动，引起了日本驻屯军的不安。在后来的华北问题中日谈判中，日本人的一个强烈要求就是停止复兴社在华北的活动。由这事例中，可見复兴社在抗日宣传动员，加強黨內紀律及抑制腐敗傾向，有一定積極作用。 
在1930年代威權統治的強化及戰爭陰影籠罩下，在文化藝術領域，出現了浪漫唯心的文化批判及復興文化運動，企圖籍提高人民的精神生活和公民道德，及主張排斥病態與奢華墮落的清潔檢查政策，宣揚對領袖忠誠，國家至上觀念，達致民眾的組織化，紀律化，藝術化，軍事化，從而振興民族，抵抗外敵。
浪漫唯心的文化批判，同時出現在左翼及右翼的理論家當中，1930年代初期，左翼電影理論界出現了對於上海影評人劉吶鷗、黃嘉謨等人「軟性電影」理論「道德頹廢」的批判，文學界也同時展開了一場對於政治立場不明的「自由人」與「第三種人」的論戰。此論戰自1931年延續到1933年共維持了一年半，前後包括胡秋原、蘇汶、瞿秋白、周楊、馮雪峰、魯迅、胡風、陳望道等人的參與，有論者認為此論戰背後左翼與右翼共同以「法西斯心態」夾攻所謂「自由人」與「第三種人」，而這系列的論辯起因於胡秋原的《阿狗文藝論》一文。胡秋原這篇"阿狗文藝論"發表於1931年《文化評論》的創刊號，明言要批判“民族主義運動宣言”中的法西斯主義。該期社論“真理之檄”亦指明要批判「思想界的武裝與法西斯蒂的傾向」。 。
1933年底三民主義力行社社員在南昌成立了「中國文化學會」，設計中國文化復興運動。由此展開了所謂新生活運動，提倡紀律、品德、秩序、整潔等等，一再教導人們禮義廉恥，不要隨地吐痰、隨地丟垃圾，養成整潔的習慣等等。新生活運動所要針對的，是蔣中正於1934年二月在南昌演講時所指出的「野蠻」與「鬼生活」。 對付「野蠻」與「鬼生活」的方式，就是新生活運動綱領中所謂的「藝術化」生活。蔣中正曾經幾次說明此「藝術化」之所指：「並非欲全國同胞均效騷人墨客畫家樂師之所為」，而是要人民「持躬接物，容人處事，能素儀循禮，整齊清潔，活潑謙和，迅速確實」 ；所謂「藝術化」即是他說的「國民生活軍事化、生產化以及合理化」，使全國國民生活做到「整齊簡樸，迅速確實」，以便準備好「精神力量」，「萬眾一心，立志奮發，不辭犧牲，不惜勞苦隨時隨地都可予敵人以打擊」。因此，所謂「藝術化」，其實指以軍事之戰鬥態度整理生活之秩序。1939年 新生活運動促進總會發動「國民精神總動員」，主張「國家至上民族至上」「軍事第一勝利第一」「意志集中力量集中」六義。有論者認為這種強調「規矩」、「清潔」、「組織化」、「紀律化」、「軍事化」、「一心一德」的運動中所楬示的簡樸、節制、清醒，屬於一種「嚴厲的美學」，與當時歐洲法西斯主義政治美學，有精神上相互呼應的性格。
對「新生活運動」的評論，以「復古」和「法西斯」最為常見，這種組合，多少說明了作為中國現代化過程中的政治運動，其「中西全璧」、「古為今用」的折衷。漢學家阿里夫·德里克則從其反動論（counterrevolution）角度分析，不認同「新生活運物」是單純為了強化統治權威的運動。認為透過介入私人生活領域，「新生活運動」更多地是透過動員來喚召一種積極的國民性，以每一位國民為對象；透過假借儒家傳統，建構能夠迎合現代民族國家需要的被統治對象（subject of governance）。
新生活運動在1934年2月19日發起，跨越八年抗戰，於1949年國府播遷台灣前夕「暫停辦理」，但並沒有正式宣告結束。1960年代，中華民國政府推行的中華文化復興運動除了是對當時中國大陸爆發的文化大革命的回應，也被認為是新生活運動的延續。

### 專才治國

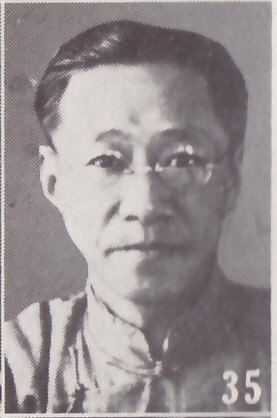
翁文灝博士

十年建國，政治上另一個特點，是起用了一批非國民黨的技术专家进入政府，特别是在外交、经济、教育等方面，专家的作用较为显著。當中最著名的，是1932年11月成立的国防设计委员会（1935年4月改名为资源委员会），主持者是钱昌照、翁文灏，其他委员還包括著名学者胡适、丁文江、杨振声、张其昀、吴鼎昌、张嘉璈、陶孟和、范锐、吴蕴初、刘鸿生、万国鼎、沈宗瀚、王世杰、周鲠生、徐淑希等人。1930年代中國的现代化建设，主要是由这些人主持的。这个机构和这些学者，为中国的现代化作出了極大贡献。
資源委員會的前身国防设计委员会，于1932年11月成立時，本隶属于国民政府参谋本部，会址设于南京。1935年4月易名為資源委員會会後,改隶属于军事委员会。1938年3月改属国民政府经济部。1946年3月改隶于国民政府行政院。蔣中正一度兼任委员长，由正副秘书长（后改称正副主任委员）翁文灏、钱昌照负实际责任，其成员为军政、财经、工商文教各界的知名人士。它的主要任务为执掌资源的调查研究和资源的动员开发，后来逐渐发展成为重工业的主管部门。
1935年初起，资源委员会负责统制全国钨、锑等战略矿产品的出口运销事宜；1936年起，在湖南、江西等地筹建中央钢铁厂、中央机器制造厂、中央电工器材厂、湘潭煤矿、龙溪河水电厂等二十余家重工业厂矿。抗日战争爆发后，负责主持上海等地工矿企业的内迁，并购储大量汽油等战略物资。抗战期间，在四川、甘肃、云南等地创办电厂、煤矿、油矿和机械、化工、冶炼等厂矿共一百一十九个,大量生产后方急需的汽油、电力、机器、煤炭等产品，缓和了后方物资紧缺的危机，同时向美、苏等国输出价值数千万美元的钨、锑、锡等矿产品，换回大量军火和重要物资，并培养了一大批企业管理和技术人才，为抗战作出了極大贡献。

### 國共關係

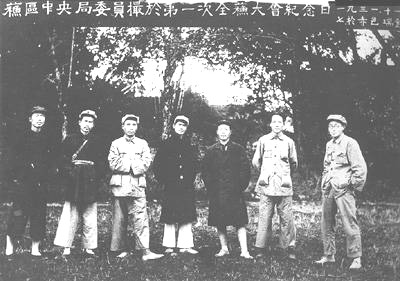
中共蘇區中央局委員合攝（1931年）

國民政府備受內戰，及日本侵略困擾。內憂外患導致中共得以繼續發展，建立新的根據地。 
到了1930年，中共已在江西南部、福建西部及湖南、湖北、河南、安徽等邊區建立蘇維埃區:42。中共發展紅軍，兵力在10萬人以上，黨員擴展至12萬人，實力與聲勢非常浩大，武裝力量短短數年間增長迅速。1930年3月，閻錫山、馮玉祥、李宗仁及各地軍閥組成反蔣聯盟，5月蔣中正下令討伐:41。此時期國民政府內部派系林立。雙方在河南、山東及湖南等地開戰，以河南戰事最為激烈，9月張學良通電擁護中央，派東北軍入關，佔領平、津地區，閻、馮、李戰敗下野，部隊被收編；雙方動員兵力100多萬，歷時7個多月，傷亡30萬人，戰禍之烈，為民國以來僅見:41。
九一八事變發生時，中國仍陷於分裂之局：中國共產黨盤踞江西一帶，與國軍作戰；中國國民黨內部分裂，廣州政府與南京政府對抗:47。內戰不息，未能集中力量征討中共軍隊，內戰結果也令部份殘餘部隊轉向投靠共軍，加上中共土地改革運動宣傳策略甚為成功，中共勢力日益增長。1931年11月，中共在江西瑞金建立中華蘇維埃共和國臨時中央政府:42。中共召開第一屆全國蘇維埃代表大會，推舉毛澤東為中共中央黨主席，項英，張國燾為副主席，朱德則出任紅軍最高總司令，此外又將中共中央總部由上海遷往瑞金。國共關係更形緊張。

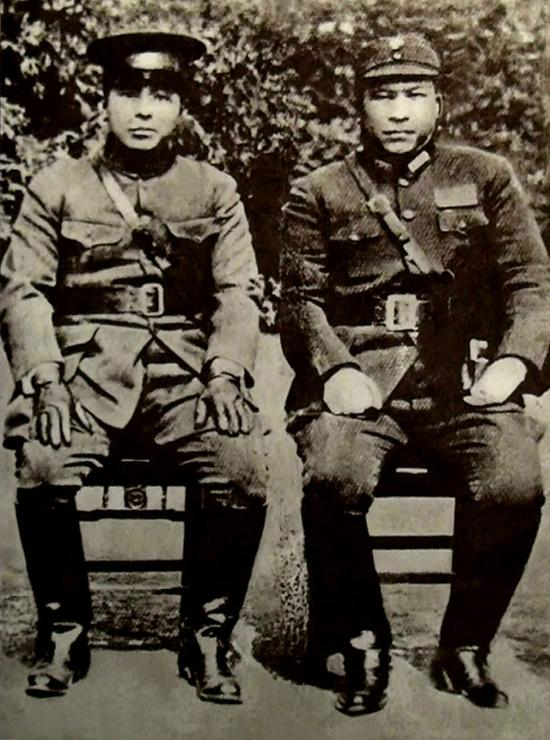
西安事變中的張學良和楊虎城(1936)

國民政府鑑於中共勢力日盛，於是在1930年代開始按「先安內，後攘外」政策實行一連串大規模的軍事行動，以圖肅清中共的根據地，但由於戰略錯誤，加上內戰及九一八事變爆發諸等因素，前四次均無功而還。1932年1月，蔣介石籌劃應付日軍紅軍呼應夾擊之對策，決定對外積極準備，對內加緊剿中國共產黨:26。
1933年底國府再調動達80萬大軍，由蔣中正任總司令，十月發兵，準備全面進攻共產黨於江西瑞金的基地，展開第五次剿共行動。1934年4月至7月期間，國、共兩軍展開決戰，先後有會昌，驛前兩大陣地戰，紅軍傷亡慘重，軍事失利令外圍據點盡失。共產黨見勝利無望，乃退而採突圍策略。1934年，中國共產黨被中國國民黨打敗，中共紅軍紛紛從長江南北之根據地突圍西走，10月，中共中央紅軍從江西、福建西走，歷盡艱辛，於1935年10月到達陝北，僅存數千人，加上陝西紅軍，總數不過一萬人:61。在國軍連串攻擊後，紅軍損失慘重，由最初85,000人之數最後只餘下6,000多人，途經湖南，廣西，貴州，雲南，四川，青海等省，歷時一載，中共黨史號稱二萬五千里長征。1935年10月紅軍抵達陝西延安，再建立革命基地，由於陝西並非國民政府勢力所在，國府惟有按兵不動，國共兩黨處於對峙形勢 。
長征途中，中共中央於貴州遵義舉行會議，打擊了所謂左傾機會主義者王明的領導權，又排斥了張國燾的勢力，由毛澤東任軍委會主席，集黨及軍的領導實權，奠定其在黨內的領導地位。 
此時期日本對華威脅與日俱增，人民情緒反日。1935年，中共紅軍到達貧瘠偏僻之陝北，呼籲停止內戰，一致抗日:50；共產國際轉變策略，指示各地共黨聯合民族力量，組織反法西斯聯盟，中共也依照指示，建立抗日統一戰線，逐步由「反蔣」轉變為「聯蔣」:62。一時全國上下響應。這時國民政府把東北軍調往陝西，中共利用心理戰術，挑起東北軍思鄉情懷和抗日情緒，1936年中共派周恩來游說張學良，雙方達成停戰協定:50。1936年12月4日，蔣中正抵達西安督師，12月7日張學良向蔣陳述停止內戰、一致抗日之必要，遭嚴詞申飭，張學良和西北軍將領楊虎城密商「兵諫」；12月12日，張學良派兵圍攻蔣中正之駐所，槍殺侍衛，逮捕蔣中正:50。張學良、楊虎城要求立即抗日，史稱「西安事變」。事變發生後，中共派周恩來見蔣中正，在各方斡旋下，事件終能和平解決:50。由此，國共兩黨暫時放下敵對，一致抗日。
1937年初，國軍停止對中共之軍事行動，使中共轉危為安，國共醞釀合作，逐漸形成全國團結抗日；4月20日，楊虎城在西安舉行宴會，慶祝西安事變和平解決:50。七七事變後，中國共產黨向中國國民黨提交《共赴國難宣言》，願意和中國國民黨攜手抗日，中國國民黨表示接受，在宣言內提出下列四項保證：一、孫中山先生的「三民主義」為中國今日之必需，本黨願為其徹底的實現而奮鬥；二、取消一切推翻國民黨政權的暴動政策和赤化運動，停止以暴力沒收地主土地的政策；三、取消現在的「蘇維埃政府」，實行民權政治，以期全國政權之統一；四、取消紅軍名義及番號，改編為國民革命軍，受國民政府軍事委員會之統轄，並待命出勤，擔任前線之職責:52。8月，國民政府遂收編陝北紅軍2萬餘人為第八路軍，任命朱德、彭德懷為正副總指揮，令赴晉北作戰；10月，收江南各地紅軍為新編第四軍，約萬餘人，以葉挺、項英為正副軍長，規定其游擊於南京、蕪湖間，各軍之糧餉、彈械均由中央按編制發給；中共於是取得政治、軍事合法地位:52。

## 外交

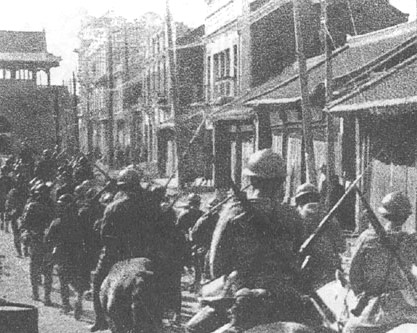
九一八事變的日本關東軍（1931年）

当建國十年后，國民政府外交方針主要有四大目標：
1. 廢除不平等條約；
2. 阻止日本的大陆政策；
3. 爭取列強對中國的經濟援助；
4. 建立東亞集體安全保障體系。[參⁠ 11]

1930年代的中國外交成就，在於逐漸廢除許多不平等條約，並收回領事裁判權、關稅自主權的重大權利。主要活動如：
- 1930年10月1日收回英國佔領的威海衛；蔣中正領導的中華民國國民政府將江蘇地方政府所轄上海臨時法院改為中央所屬。
- 1931年1月15日收回比利時在華租界；4月1日，上海臨時法院裁撤並改設上海特區地方法院。改制同時，上海租界中國人民刑事案件須中國與相關國家官員會審的司法制度完全取消，也就是租界內不涉及西方國家人員的民刑事案件，皆由中國法院審理。
- 1933年國民政府實行新稅則，標志著中國基本實現了關稅自主。

### 中蘇關係

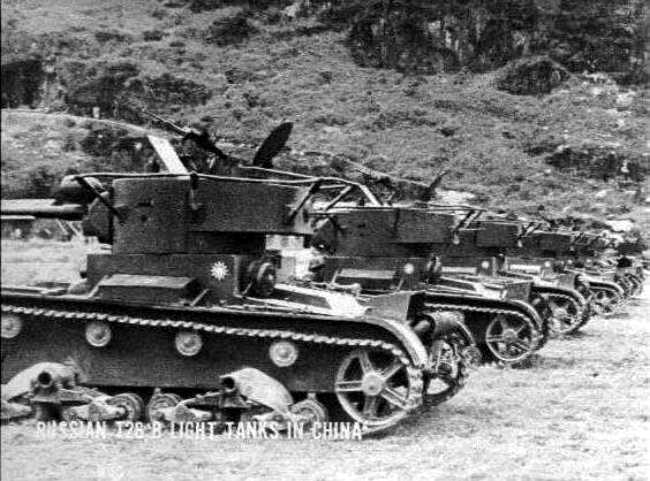
蘇聯援華的T-26戰車

在1930年代國際政治舞台上，國民政府與西方英、法、美諸國友善，跟德國也關係良好，而跟日本、蘇聯疏遠。1931年就爆發著名的九一八事變。跟歷屆北洋政府盡可能取得日本的支持顯著不同，國民政府對日本持有極大戒心。對蘇聯政策方面，基於蘇聯一貫支持中共立場，自1927年廣州起事後，國民政府很快就與蘇聯斷交。在中东铁路和中国东北地区、蒙古的問題上，國民政府跟蘇聯發生利益上衝突。早於1929年，張學良就在國民政府的鼓勵下，跟蘇聯對抗並企圖接管中東鐵路，是為中东路事件，雙方並且於绥芬河發生激戰，在一定意义上，這是國家收回應屬自己权益的行為。1930年10月11日，中國遣代表團前赴莫斯科討論中東路等問題，但無結果。1931年以後，意大利、德國和日本相繼建立法西斯政權，均宣稱反對共產主義，使蘇聯同時受到來自東西方之威脅；蘇聯為避免兩面作戰，極欲改善與中國之關係，希望中國能團結抗日，長期拖住日本，以減輕它東部所受日本壓力:62。直到1933年12月，中蘇始恢復外交關係，兩國關係有所改善。不過由於蘇聯繼續背後支持中共發展勢力，而國府又在江西進行剿共，為中蘇關係投下極大陰影。
於此同時，自「九一八」和「一二八」事變以後，日本加速對中國侵略行為，且提出「反共」的口號，蘇聯亦蒙受日本軍事威脅。在這種情況下，蘇聯亦急欲與中國改善關係。故此在中蘇復交後不久，中共就提出了《为创立全国各党各派的抗日人民阵线宣言》。
1937年抗戰全面爆發，中蘇兩國終於在同年8月21日簽署了《中苏互不侵犯条约》，奠定了蘇聯援華抗日的基礎。蘇聯提供的第一批飛機和軍火等物資在1937年10月至1938年2月間陸續運到中國，主要有軍用飛機297架、各式火炮290門、坦克82輛、汽車400輛及各類零配件和大量槍枝彈藥，總值為485574436美元。僅此第一批，蘇聯提供的飛機、火炮、坦克等重型武器就超過了德國，其中一些是蘇聯所能提供的最好裝備。
不過由於蘇聯援華的目的在於讓中國拖延日軍，減低進攻蘇聯的可能性，因此一直拒絕國府要求蘇軍參戰的請求。待1941年當看清日軍無意與德軍夾擊蘇聯後，史太林跟日本簽訂"蘇日中立條約"，並於次年召回駐華軍事顧問團長瓦西里·崔可夫元帥。蘇聯援華抗日政策告一段落。

### 中德關係

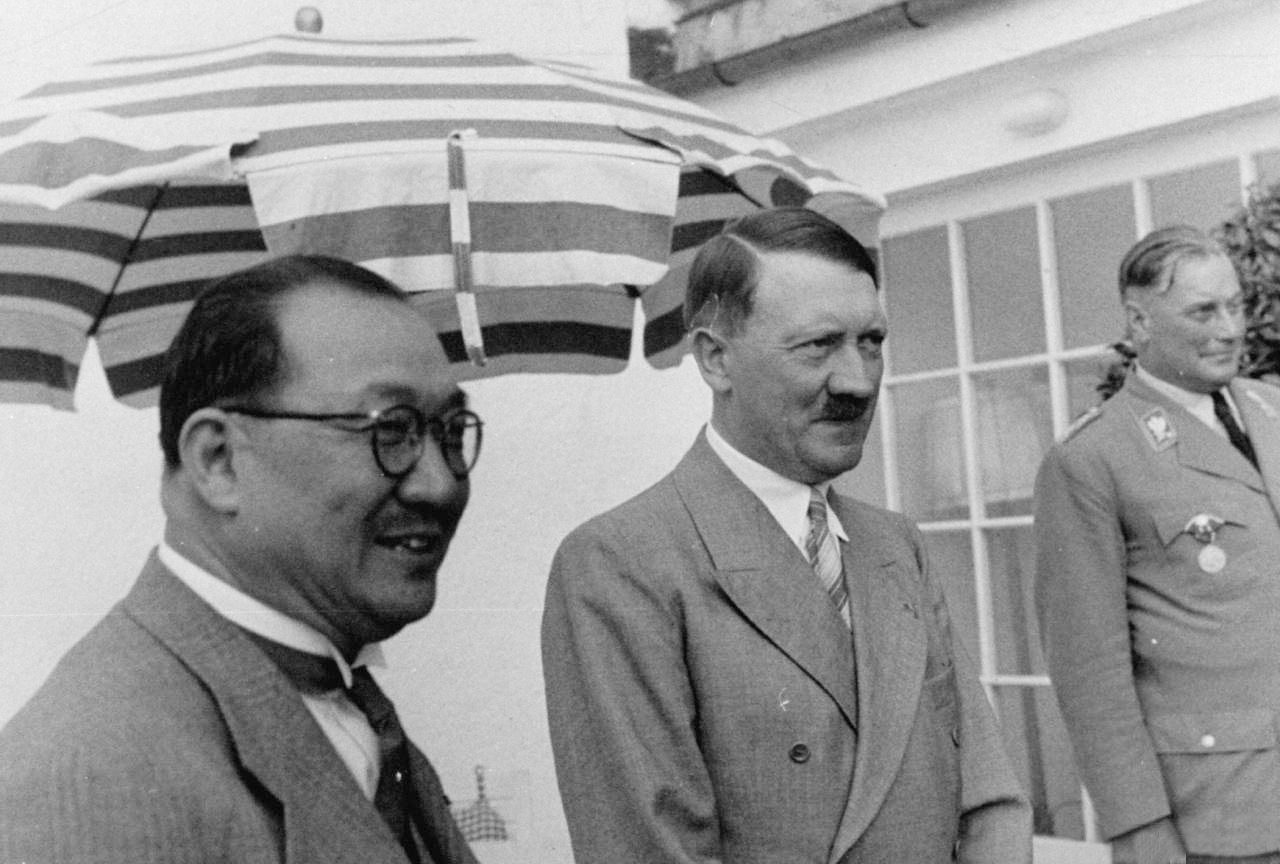
孔祥熙柏林會見希特勒爭取德國向華售武 (1937)

1930年代抗戰爆發前，是中德關係的蜜月期，國府透過兩國的合作，使中國的工業建設和軍備迅速實現現代化，大大提高抵禦日本的侵略的能力。中德合作其實早在納粹執政之前就開始了，當時德國向中國派遣了軍事顧問，提供武器裝備和建軍思路，中國則出售一些原料給德國。在對紅軍的圍剿中，就有德國軍事顧問的身影。納粹上台后，出於國內擴軍備戰的需要，對原料的需求擴大，而中國是一個非常重要的原料產地，尤其是鎢，是德國非常需要的戰略資源，因此雙方的合作就進一步擴大，1930年代中國最優秀的部隊如教導總隊，包括36、87、88幾個師，都是使用德械裝備。 
不過當時的德國政府，存在親華與親日的力量，其中親華以最初的國防部長勃洛姆堡和外交部長康斯坦丁‧馮‧紐賴特為代表，主張在中日之間取比較中立的態度，而不放棄與中國的經貿往來和合作。而以里賓特洛甫和戈培爾為首的一派則主張聯合日本，拋棄中國。 希特勒最初也曾經猶豫不決，但反共產國際協定簽署后，德日關係日漸接近，黨內親日力量對希特勒的影響也日益擴大。希特勒最終決定支持日本，於1938年重新調整了政府，確立了親日派在外交領域的主導地位，此后中德關係就日漸下滑。同年德國還召回了駐華軍事顧問。不過雙方和合作關係一直持續到1939年，武器易貨貿易也一直在進行，甚至德國入侵波蘭后，雙方仍然進行了少量貿易，但總的來說，此時德國在華的影響已經大大下降
1941年底中國正式向德、日、意軸心國宣戰，標志著這段中德合作的歷史徹底終結。

### 中美關係

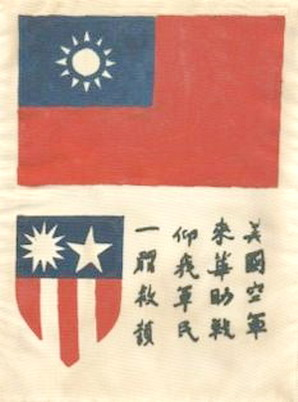
美國航空志願隊徽

1931年的九一八事變，從某種意義上說是日本對美國門戶開放政策的公然挑戰，但美國正受經濟大蕭條困擾，對中日爭端基本上採取不介入態度。不過出于經濟上的考慮，中美之間仍存在某程度上的合作。1933年5月，中美之間簽訂了一筆價值5000萬美元的棉麥借款協定。1935年5月，中美兩國財政部又以備忘錄和換文形式達成了一項白銀協定。美國還協助中國建立了中央航空學校。從1933年至1937年，美國一直是中國最主要的飛機供應者，在中國空軍史扮演了一個重要角色。然而整過1930年代，美國國內籠罩一片孤立主義氣氛，民意普遍反對國家干預國際社會上的糾紛及軍事衝突。1935年8月31日，美國國會通過中立法案，象徵此時期美國外交上採取的孤立主義政策。
1937年七七事變之後，9月14日，美國總統羅斯福宣佈，美國在遠東保持中立，禁止將武器或其他用於軍事行動的任何裝備運往中國或日本。國民政府對應之道是設想通過短暫的抵抗引起英、法等西方國家出面干涉，盡快結束中日衝突。當時，中國外交工作的重點在英國而不在美國。待九國公約會議和德國駐華大使陶德曼調停相繼失敗之後，國民政府積極考慮以爭取美國為重心的戰時外交方針。蔣中正的戰時外交方針綜括為以下幾點：（一）對英美應有積極信賴的方案提出，應運用英美之力，以解決中日問題；（二）對蘇俄應與之聯絡；（三）對德應不即不離。為盡快加強對美外交工作，1938年9月，國民政府派遣胡適出任駐美大使。10月1日，外交部致電胡適，列舉對美方針，計有四項內容：（一）促成美國修正《中立法》；（二）盡快爭取美國財政援華；（三）促請美國對日實行“隔離”政策，限制美日貿易；（四）期待中美英三國在亞洲合作，並以美國牽制英國，防止歐洲戰爭爆發後英日妥協。這份電報表明國民政府已形成明確的對美政策，以爭取美國援助為主。此後，這四個方面就成為中國對美外交的主要任務。
抗戰初期國府對美外交重點是爭取美國財政上的支持。1938年底至1939年初，中國與美國達成了戰爭期間的第一筆貸款協議，即桐油借款。按照這一協議，美國進出口銀行將向中方公司貸款2500萬美元，年息4.5釐，期限5年，中方公司在此期限內向美方公司出售22萬噸桐油。這筆貸款的主要作用是購買汽車及改善滇緬路的運輸。可以說，這筆貸款標誌了戰時中美合作之端。
自確立了以美國為中心的戰時外交政策之後，國府一路都積極爭取更多美國援助，但事實收獲甚微。中國爭取美國援助之所以十分艱難，一方面在于美國國內《中立法》的掣肘，另一方面則在于羅斯福政府一直謹慎地在中日間尋求平衡，其援華目標是在維持中國不致全面崩潰的同時，又不想惹怒日本對美國進行報復。
中美合作的轉捩點是在1940年秋季，當德意日三國簽訂了軸心國三國同盟條約之後。一方面，國際形勢的演變使得羅斯福政府意識到必須加強中國的力量以牽制日本，1938年底，日軍已經攻下中國最富庶的地區，但也以投下百萬大軍。由於軸心國有會師中亞的計劃，中國戰場能黏住日軍主力，使之無法馳援德、義，對英、法來說，是相當有利的；另一方面，蔣中正也利用這一機會向美國施加了壓力。蔣中正成功之處不僅在于他很快從美國得到了一筆巨額援助，更重要的是他極大地影響了此後中美關係朝向更緊密方向發展。

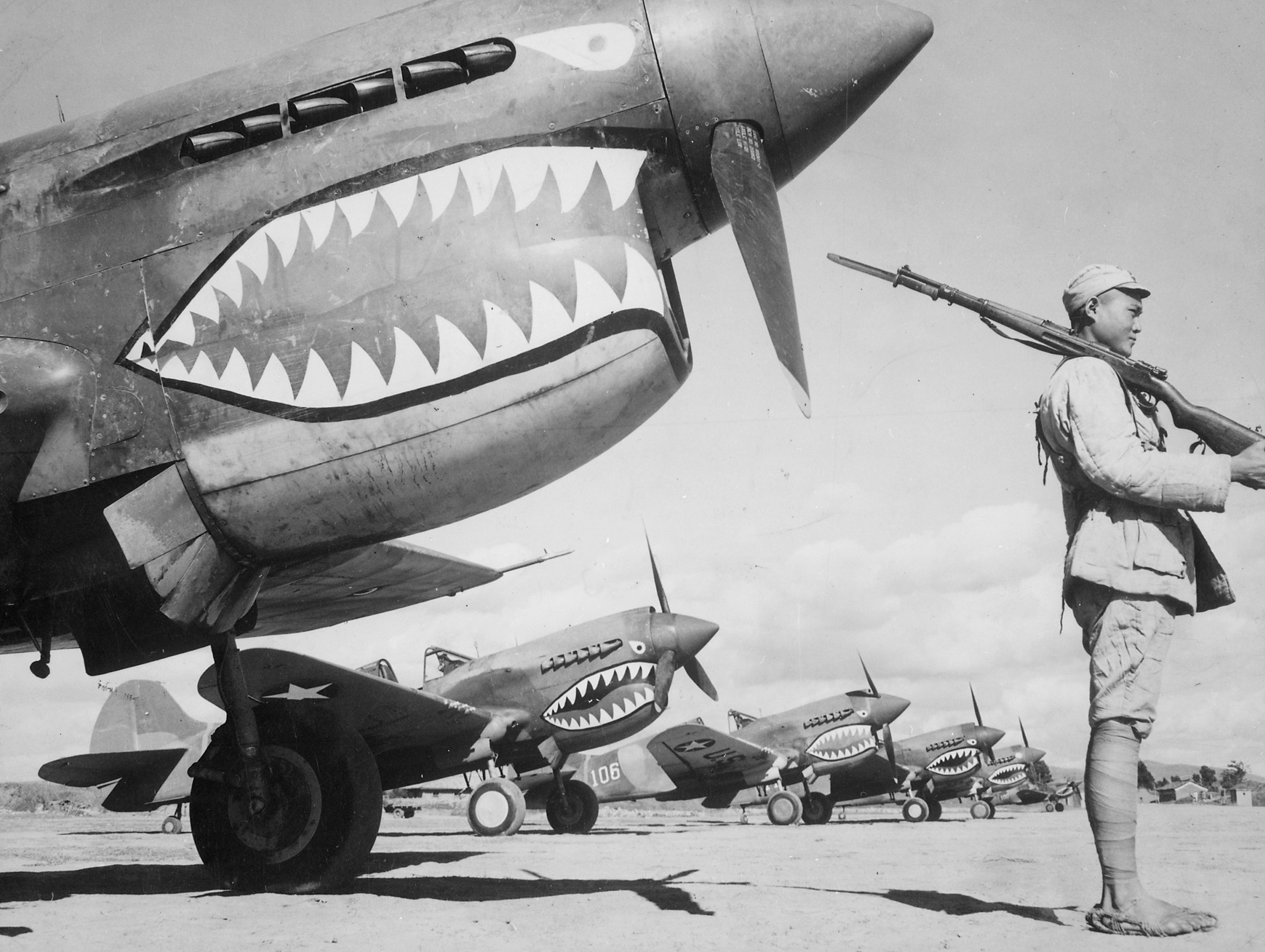
國軍守衛著一隊美國P-40戰機

1941年，蘇日中立條約簽訂深深地打擊了中國抗戰士氣，有見及此，美國於1941年4月17日決定立即向中國提供4500萬美元的軍用物資，這是租借法案軍事援華的開始。自此，美國對中國的援助逐步納入了租借法案援助計劃之內。5月6日，羅斯福正式發表軍火租借法案適用于中國的聲明，同時宣稱：“保衛中國即是保衛美國的關鍵”。國府隨即任命宋子文為代表，負責申請並接收租借法案下給予中國的美援物資事宜。按照蔣中正的指示，宋子文與美方交涉軍事援華重點為三項：第一，由美國提供訓練與技術援助，幫助中國建立現代化空軍；第二，訓練並裝備中國陸軍30個師；第三，幫助中國建設滇緬公路和鐵路，並提供運輸車輛等。7月，羅斯福派拉鐵摩爾來華，出任中國政府政治顧問。8月，美國宣布以馬格魯德為駐華武官兼美國駐華軍事代表團團長，其主要任務是負責租借物資援華。
1941年12月8日（美國時間12月7日），日軍偷襲珍珠港，太平洋戰爭正式爆發。1942年元旦，美、英、蘇、中等26國共同簽署了《聯合國家宣言》，中國被列為世界“四大強國”之一。
總括而言，抗戰期間中國從外國獲得的援助相當有限，全部算起來也只有11億美元左右。用極為有限的裝備和物資對抗強大的敵人，這是第二次世界大戰期間任何戰區所僅見的。

### 中日關係
九一八事變發生後，國府採取不妥協、不作戰、不直接交涉之方針，僅請求國際聯盟制止日軍侵略:47。九一八事變中，國府的反應備受國內輿論指責為“不抵抗政策”，但事實上國府仍坚持從外交渠道积极努力，透過「特種外交委員會」，於國聯力争国际力量对日本侵略行径的谴责和抵抗。但國聯只要求中日雙方早日撤兵，不使事態擴大，1931年12月，國聯議決派遣調查團到中國，但不干涉軍事行動:47。1932年3月，國際聯盟調查團抵華，於同年10月發表調查報書，指出九一八事變是日本之預謀，滿洲國是日本之傀儡政權；1933年，國聯大會接受報告書，不承認滿洲國，並要求日本撤兵，日本置若罔聞，索性退出國聯:48。但自1933年热河抗战和长城抗战起，國府對日本政策基本上已轉為“一面抵抗，一面交涉”。到华北危机时，國民政府對日本态度日渐强硬。
1934年冬，蔣兼任國民政府行政院長之前，曾於病榻中口授陳布雷一文，而以徐道鄰名義發表，題目是：「敵乎？友乎？」:131-132。警告日本今日之冥行不顧，有類于狂夫之趨井；同時曉諭國人。10月，蔣對日反提五條件，表示抗日決心:33-34。11月，派陳誠入山西主持綏遠防務；蔣蒞臨太原，督攻蒙偽；克復百靈廟；12月，蔣進駐西安；召集各將領在西安會談，並嚴督張學良、楊虎城加緊進剿:34。1937年6月，近衛文麿出組新內閣，華北駐屯軍之演習突然頻繁起來，日本見形勢對它不利，決定開戰:50；日本一面利用談判作緩兵之計，一面大舉增兵:51。
1938年底，汪精衛逃離重慶，1939年底汪精衛與日本簽訂密約，規定日、滿、華「互助合作」，建設「東亞新秩序」:62。

## 邊疆民族政策
南京國民政府成立之初，即須繼承晚清以來列強侵凌中國的負面歷史遺產，尤其在邊疆地區，面臨被帝國主義列強分割離中國版圖的嚴峻挑戰，一方面國民政府尚缺乏實力對邊疆地區實行直接統治，另方面，帝国主义列強利用边疆地区的民族分裂分子频频插手边疆事务，以图达到侵占的目的。問題最嚴重的地區包括內外蒙古，新疆，东北與及西藏等等，背後牽涉蘇聯，日本，英國這幾個國家。蔣中正在1934年3月7日南昌演讲时称：-
“边疆问题实到处牵涉外交问题，盖谈东北与内外蒙古，不离对日俄之外交，谈新疆西藏不离对英俄之外交，谈滇桂不离对英法之外交，故中国之边疆各方面皆有问题……各国解决边疆问题之方法，就其侧重之点观察，不外两种：一即刚性的实力之运用，一即柔性的政策之羁縻。如果国家实力充备，有暇顾及边疆，当然可以采用第一种手段，一切皆不成问题；但吾人今当革命时期实力不够，欲解决边疆问题，只能讲究政策，如有适当之政策，边疆问题虽不能彻底解决亦可免其更加恶化，将来易于解决。”
國民政府對應邊疆問題主要是从两方面著手：一是政治方面；二是经济、文化、教育方面。

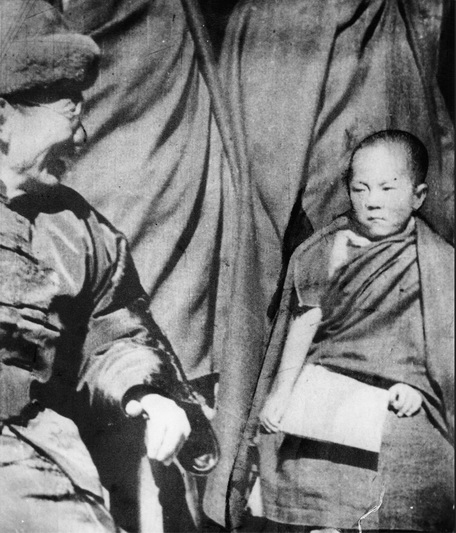
1940年1月31日，国民政府专使吳忠信在拉萨罗布林卡荷亭看视十三世达赖喇嘛的轉世靈童拉木登珠

政治方面，國府先以宪法形式规定了各民族一律平等，以此作為其民族政策法理基礎。1931年6月1日，国民政府公布《中华民国训政时期约法》，其中“第二章第六条、中华民国国民，无男女、种族、宗教、阶级之区别，在法律上一律平等。”1929年2月，国民政府公布了《蒙藏委员会组织法》，正式成立蒙藏委员会，在中央政策層面，積極推動管理边疆民族事务。蒙藏委员会在当时起到了一定的积极作用，加强了中央政府跟边疆地区的關係。其中最明显的是蒙藏委员会在西藏设立了驻藏办事处。1934年8月，“致祭护国宏化普慈圆觉大师达赖喇嘛专使”黄慕松进藏后，留专使行署于拉萨，派驻大员筹建蒙藏委员会驻藏办事处，设置了无线电台和测候所等机构，加强了中央政府与西藏地方政府之间的联系。1940年2月，蒙藏委员会委员长吴忠信入藏，主持第十四世達賴喇嘛坐床大典，在西藏期间，与热振活佛洽谈在拉萨设置驻藏办事大员事宜。1940年4月1日，国民政府蒙藏委员会驻藏办事处正式成立，设正副处长各1人，秉承蒙藏委员会之意综理藏务。驻藏办的设立使國民政府跟西藏地區的關係加强了，西藏噶廈至少同意，外交上國民政府可稱西藏為中華民國領土。在藏期间，驻藏办做了不少工作，對维护国家主权，起到了积极的作用。
国民政府为加强少数民族地区的统治，对边疆地区的行政区划进行了改制，其中影响最大的是在内蒙古地区设立行省，以削弱蒙古各盟旗的自主权利。1928年9月5日，中國国民黨中央政治会议决议将热河、察哈尔、绥远三个特别区以及青海、西康、宁夏等边疆民族地区正式改设为同内地一样的行省。
此外國民政府又積極拉攏邊疆地區上層政要，改善中央与边疆地区的关系，尤其是處理西藏問題方面，尤其落力。国民政府透過尊重西藏宗教傳統，對班禪额尔德尼及達賴喇嘛兩位西藏政教領袖加以禮遇和冊封，除了改善了西藏人民對中央的印象外，更重要是遏制了西藏的分離活動。此外，对于西藏政教领袖的册封，转世灵童的认定，特派专使主持坐床大典，都体现了国家對邊疆地區的主权。
除了以上懷柔政策以外，國府又在经济、文化、教育層面，積極改善西藏人民生活條件。试图通过促进民族地区的经济和文教事业的发展，培植少数民族的自治能力，从而获得边疆民族对中央的拥护，巩固国民政府的统治地位。1929年6月，中國国民党三届二中全会通过《关于蒙藏之决议案》：“对于蒙藏各地教育、经济之设施，与交通实业之建设，应由中央政府协助其地方政府，依据本党主义纲领尽力推行。”

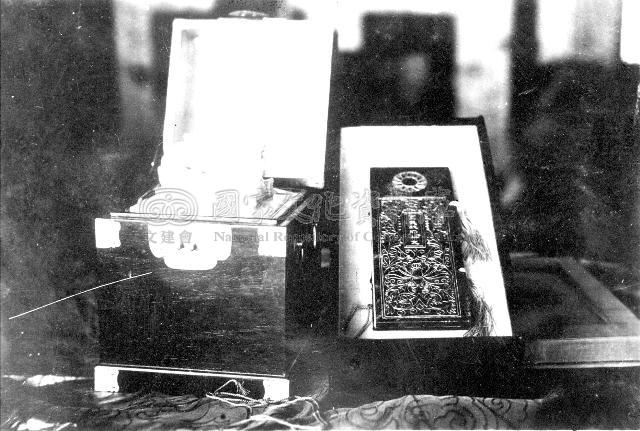
國民政府頒授十四世達賴喇嘛的玉印玉冊

1930年4月，中國国民党第二次全国教育会议通过《蒙藏实施教育计划》，主要内容包括：“一、实施教育行政办法，限令蒙藏各盟旗在1931年6月以前成立教育行政委员会，主管该盟旗教育事宜。二、奖励私人或团体倡办或捐资兴办蒙藏教育者。三、奖励把‘党义’或科学的图书翻译成蒙藏文者。四、教育部会同蒙藏委员会在南京设立蒙藏回学生管理会，管理蒙藏回学生之招、送、指导等事项。五、在1931年前，蒙藏各旗必须设小学一所，6年以内蒙古各盟部及西藏重要各地、新疆回民繁庶之区，必须设职业学校和中学各一所。六、在首都（南京）、康定二处，各设立一国立蒙藏学校，应在年内完成成立。原有之北平蒙藏学校，亦应充实整之。七、教育部限令中央北平两大学务于本年秋成立蒙藏班，国立各大学应酌设蒙藏回文学系或讲座。八、在八年内，分年资送蒙藏学生出洋留学，内蒙十名，外蒙八名，青海二名，西康四名，西藏八名，新疆四名，共计三十六名。”1931年11月，国民政府第四次全国代表大会通过《确定边区建设方针并切实进行案》：“一、在人口稀少地方，须以不损害当地人民之利益，充人口开土地为要着，而以其他建设为辅。二、在人口数量较多之地，应以经济建设为主，文化建设为辅。三、在人口繁殖经济发达之地，须侧重文化建设。”1932年12月，国民党第四届三中全会通过《开发西北案》，在国民政府行政院设西北拓殖委员会，其下设国道、劝业、采矿、垦殖四局，主持西北地区的经营开发事宜。
總的來說，國民政府在武力不能直接统治邊疆民族地区的情况下，根据民族地区的不同情况，一方面采取懷柔手段，另方面给予一定的政治、经济等方面的优待，從而加強邊疆民族對中央的向心力，對維持中國統一及領土完整起了一定作用。

## 文化學術

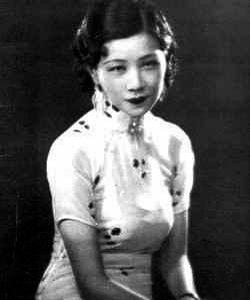
1930年代的藝人：阮玲玉

在文化方面，發展與動亂間，造就許多各領域的重要人物，如以文學影響政治界的魯迅；創造新哲學觀的胡適；文化出版業的鄒韜奮及陶行知；文學界的張愛玲、沈從文、曹禺；京戲與新藝術的梅蘭芳與阮玲玉等。除此，尚有李叔同、顧頡剛、徐悲鴻、梁漱溟、張元濟、黃炎培、林徽音、梁思成、林語堂、馮友蘭、齊白石、錢鐘書、楊絳、巴金、吳清源、俞平伯、費孝通、陳獨秀及傅抱石均對1930年代的文化中國貢獻良多。
因為新舊文化雜陳，1935年，中國學者間爆發了全盘西化與中国本位之间的文化论战，並形成了关于中国文化建设路向独特的视点與张力。
由胡适於1929年提出的全盘西化（Whole-sale Westernization）概念，於1930年代的中國學界繼續發酵，並獲得陈序经等多名中國知名學者以「全盘接受」等言論或撰文來附和胡適的此全盘西化观。不過，此概念也遭到中國許多學者反對。最大反對聲浪起端，為1935年；由王新命、何炳松等十位中國學者針對全盤西化发表的《中国本位的文化建设宣言》（《十教授宣言》）以及随后的《我们的总答复》開始。之後，兩方陣營揭開了相當長時間的“全盘西化”和“中国本位”的激烈论战。然論戰结果，到1930年代末期，兩方确实达成了「中国社会亟需要现代化」的共識。

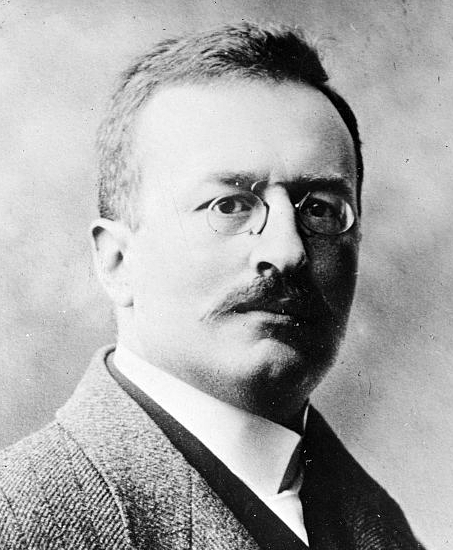
考古學者斯文赫定

科學發展方面，由於社會著重物質建設，因此地質學、生物學、物理學、化學都有長足發展，受重視程度甚至超過了數學，地質學的研究主要由實業部的地質調查所主持，調查地質、礦藏，研究土壤、地震，皆有成就。生物學的研究主要由中國科學社附設的生物研究所。北京靜生生物調查所，中央研究院動植物研究所等主持，對全國各地動植物的分類、形態、生理遺傳、經濟用途等，都有廣泛而深入的研究。
考古研究方面，十年建國期間成果十分豐碩，1927年發掘河北房山縣周口店始石器時代遺址。1929年至1936年發掘河南安陽小屯村殷朝的都城，1930年發掘河北易縣練臺村戰國時燕國的都城，1930年至1931年發掘山東歷城縣城子崖黑陶遺址，同時發掘山西萬泉縣荊村新石器時代遺址，1934年發掘陝西寶雞縣鬥臺新石器時代遺址。西北方面，瑞典人斯文赫定（Sven Hedin）組西北科學考察團，於1927年至1936年間在新疆各處考古。江南方面，1930年發掘南京棲霞山六朝墓，1931年發掘廣州市大刀山晉墓，1936年於浙江杭州、吳興、杭縣等地發現新石器時代遺址。

## 教育

### 正規教育

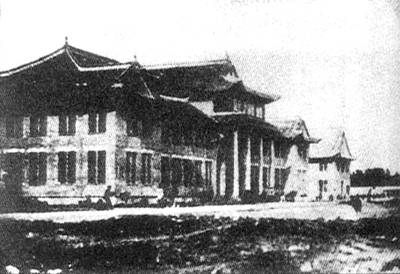
西南聯大臨時校舍（1938年）

近代日本及西方列強的崛起，其一原因，就是義務教育的普遍化。清末起有識之士已意識到義務教育的重要性。1912年，新成立的中华民国教育部就明确规定：“初小、师范、高等师范免收学费。”免费上师范就成了当时很多家境贫穷的学生接受教育的唯一途径。教育制度，仍如北洋政府時期，分為大專、中等（中學、師範、職業學校）、初等（小學）三級，但中國國民黨之勢力進入各級教育部門，黨義被列為教材:7。1928年，国民政府大学院召集第一次全国教育会议，即通过了《整理中华民国学校系统案》，决议厉行国民义务教育。1935年5月，国民政府行政院修正通过《实施义务教育暂行办法大纲》及《民国24年度中央义务教育经费支配办法大纲》。计划拟于10年期内使全国学龄儿童逐渐由受一二年制义务教育而达于四年制之义务教育。1937年，国民政府教育部颁布《学龄儿童强迫入学暂行办法》，不過國府義務教育计划还未實行，八年抗战就爆發了。由1927年至抗戰爆發這十年間，时值内憂外患，不過国民政府的教育建设仍有相當不錯的建樹。1929年-1936年，学龄前的儿童就学率从17.1%上升到43.4%，当时的大学生的比例是1：16000；中学生的比例是1：4407；小学生的比例是1：60。1936年全国共有专科以上的学校108所，其中，大学42所，独立学院36所，专科学校32所。共有272个学院，1095个系，在校生41922人。
李华兴主编的《民国教育史》則指出:“从南京国民政府成立到抗日战争爆发前的十年间，是民国教育稳步发展、趋于定型的时期。由于社会政局相对稳定，教育投入的逐年增加，教育管理的渐次完善，尤其是广大教育工作者的勤勉敬业，各级各类教育都取得了较大的发展。”。
國府對教育重視程度，可反映在教師的待遇上，1927年公布的《大学教员资格条例》规定，大学教员的月薪，教授为600元-400元，副教授400元-260元，讲师260元-160元，助教160元-100元。教授最高月薪600元，与国民政府部长基本持平。在20世纪30年代初，大中小学教师的平均月薪分别为220元、120元、30元；而同期上海一般工人的月薪僅为15元。。
抗日戰爭爆發後，国府即有计划地将大学迁往内地，沦陷区90%的高级知识分子、50%以上的中级知识分子和37所高校都转移到了大后方。但大批来自沦陷区的学生衣食无着，教育部长陈立夫便以个人名义借贷建立了贷金制度，凡经济有困難的学生，可直接向学校贷款以维持生活，贷金包括膳食及服装各项费用，并免费提供住宿。由于通货膨胀等因素，这些贷金以后并未偿还，这等于政府向学生无偿提供了学费和生活费，因此贷金制随后改成了公费制。

國府遷都重慶時，由於财政状况极为窘迫。一些政界、教育界人士极力提倡实施战时非常教育或国防教育，主张将一切正规教育中断，高中及大专院校停办，师生员工应召入伍，共赴国难。不過蔣中正卻提出了“战时教育需作平时看”的观点：
“我们切不可忘记战时应作平时看，切勿为应急之故而丢却了基本。我们这一战，一方面是争取民族生存，一方面就要于此时期改造我们的民族，复兴我们的国家，所以我们教育上的着眼点，不仅在战时，还应该看到战后。”
這時期，国民政府财政极其困难，但仍然将巨款投向了教育，对大中小学生全部免除学费，甚至提供食宿，教育经费在财政支出中仅次于军费，居政府财政支出的第二位。蔣中正的"戰時教育需作平時看"政策，保證了戰時教育的持續發展，影響深遠。
据著名学者何兆武所憶述：“在西南联大上学时，大学生不仅免学杂费，而且还免每天的午餐费，如果学生上学仍然有困难还可以申请助学救济金，且助学救济金在大学毕业后可以不还。同时，抗战客观上为中国的西部教育带来了发展的契机，使西部诸省在基础教育方面有了很大的发展。国民政府教育部于1937年底开始在四川、河南、贵州、陕西、湖南、甘肃、江西、安徽等地先后成立了22所国立中学及3所国立华侨中学，先后培养教育了10万‘战区流亡学生’。中国共产党的许多杰出人才就是这些国立中学培养出来的，比如：国务院前总理朱镕基、中国‘两弹元勋’邓稼先、当代著名经济学家董辅礽、著名诗人贺敬之、国防科工委主任上将丁衡高等。抗日战争结束后，这些国立中学于1946年逐步复原，完成了它们的历史使命，谱写了一个残酷战争期间中国教育的传奇。”。
在教育规模扩大的同时，国民政府也重视大学的科学研究。教育部于1938年特地拨经费给国立大学，令其恢复因战争而停办的研究所，恢复招收研究生，并酌情增设新的研究所。1938年到1944年，经济部共获准专利423项，是从民国初年到战前专利总数的182%。
總括而言，十年建國以至抗戰期間，儘管面對內憂外患與及財政匱乏的種種困難，國府仍將可觀的資源投放入教育建設及科研上。由此培养出了一批具有世界水准的知識人材，對近現代中国现代化建设作出了不少貢獻。 。

### 職業教育

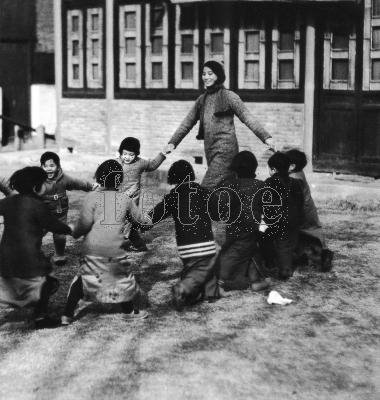
一位金陵女大學生跟小學生玩耍（1935年）

在1927年南京國民政府建立前，职业教育多是由民間社會團體倡导，国家很少介入。但南京国民政府成立后，情况则发生根本改變，为了巩固新政权的统治基础，遏制當時失业惡化情況，國民政府运用行政权力，采取多項措施支持職業教育發展。同時也加强了对社会团体的监督与控制，其中对劳工教育的重视程度尤为突出。1931年，实业部为谋全国劳工教育之发展，会同教育部拟定劳工教育设计委员会章程，并于1931年5月12日会令公布。1932年2月公布施行《劳工教育实施办法大纲24条》，该大纲规定：“劳工教育分识字训练，公民训练，及职业补习三种，凡农工商各界劳工均应受此种训练，责成地方教育行政机关督促当地农工商及其他各业之厂场公司商店等负责完成之”。随后，全国各地一律遵照劳工教育实施大纲，筹设劳工学校。根据调查，1929年，北平市共有市立民众学校38班，学生人数1，533人，1930年增至68班，学生数为1，618人，1931年增至74班，学生人数为1，704人。其他地方情况大体类似，只是数量上存有差异。此外，政府鉴于职业指导的重要性，命各省设立专门职业指导机关。1933年7月教育部颁发《各省市县教育行政机关暨中小学施行升学及职业指导方法大纲》，至此，职业指导实践在官方指导下全面展开。
中国的职业教育秉承着“教育救国”的主旨，最初由社会团体举办，后来转向了以国家倡导为主，社会办学为辅，“使一般劳工阶级，都能受过相当职业教育，获得职业上必须的知识技能”。这种由职业学校教育、职业补习教育与职业指导等三方互动形成的职业教育，适合了當時中国国情。然而，抗日战争的爆发中断了职业教育的繁荣局面，最终使國民政府為“职业救国”所付出毀於一旦，也使其应对失业問題的努力受到了極大限制。

## 社會政策
建國十年，中国正处于由传统农业社会向现代工业社会转型時期。为了解决与工业化发展相伴生的社会问题，发展现代社会福利事业，南京国民政府制定了一系列社会福利法规并以政府的力量推行，取得了一定的成效，体现出国民政府时期的社会事业已在一定程度上步入现代化轨道。在社會上，政府透過社會團體之組織，對各行各業人民加以動員和控制:7。
在1920年代至1930年代之交，中国面臨外憂內患，國家到处弥漫着失业恐慌的阴霾。有見及此，国民政府坚持「标本兼治」的原则，采取傳統與現代雙管齊下的方式治理失业，收到了一定的社会成效，反映了国家对其所承担的社会责任的体认程度。国民政府为更好地发挥控制社会的功能，针对失业问题欲采取层次分明的治理措施，首先设立调查统计机关，查清全国各地的失业人数、失业种类与失业原因，然后通过兴办实业、开设平民工厂、举办职业介绍所、实行失业保险与移民垦殖等办法，筹建社会再就业工程，促成失业人员的重新就业。可惜由于社會立法自身存在局限性與及日本侵華步伐加快，最終未能徹底解決失業問題。
在社會福利政策方面，國民政府主要從兩個層面去施行其政策，一是對生活遭遇困難者予以適當救助，維持其最低標準生活。二是從積極方向，進一步協助其恢復工作潛能，參加生產，服務社會。國府曾先後頒佈以下各項有關社會救助法規：
- 1928年6月，各地救濟院規則，內政部公布；
- 1928年6月管理各地方私立慈善機構規則，內政部公布；
- 1928年，勘地災歉條例，內政部公布；
- 1929年6月，監督慈善團體法，國民政府公布；
- 1930年7月，監督慈善團體法施行細則，內政部公布；
- 1930年10月，救災準備金，國民政府公布；
- 1935年6月，實施救災準備金暫行辦法，國民政府公布；
- 1935年6月，救災準備金保管委員會組織規程，國民政府公布；
- 1936年11月，各地方建倉積穀辦法大綱，內政部公布；
- 1936年12月，各省建倉積穀實施方案，行政院公布；
- 1937年4月，全國建倉積穀查驗實施辦法，內政部公布；
- 1938年10月，抗戰建國時期難童教養實施方案，行政院核准實施；
- 1942年8月，修正非常時期難民救濟辦法大綱，行政院公布施行。

國民政府主管社會福利行政之機關為內務部，後改為隸屬社會部，後又改為隸屬內政部。1940年 11月16日，行政院為適應社會需要，將原隸屬於中國國民黨中央執行委員會的社會部，改隸行政院，成為全國最高之社會行政主管機關的社會部。直到 1949年國府播遷台灣，原社會部於是年4月30日裁併，劃歸內政部。

## 新聞及出版

### 廣播業
南京國民政府成立後，即於1928年秋於南京設中央廣播電臺，作為宣傳政令的機關，同時各省市的公民營電臺亦迅速增加，全國電臺，無論公營民營，均受該會的指導監督。
中央廣播電臺初隸中國國民黨中央宣傳部，1931年7月改隸中央執行委員會，其節目有宣傳、演講、教育、新聞、娛樂五類。據1937年6月調查，全國共有電臺78 家，總電力為122‧8635瓩。以地域分，分佈於全國十九省區，江蘇及上海地區佔半數以上。當時廣播仍在初興階段，電臺電力弱，在78 個電臺中，一百瓦特以內28 家，一百至五百瓦特者 38 家，一千瓦特以上者12 家。不過，當時全國各地收音機數目不及百萬，僅占中國人口的百分之0.25，聽眾是很少的。

### 報業

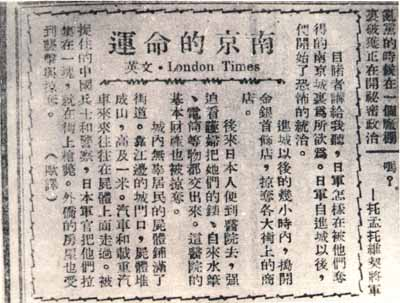
上海租界報章紛紛報導南京淪陷後日軍的野蠻行為（1937年12月）

1930年代的中國報業，大報企業化經營趨勢逐漸明顯；內陸及偏遠地區的小報也逐漸發達。
當時的中國報業，北方的主要集中在河北、河南、山東，南方的則集中在江蘇、浙江，據1935年的統計，江浙地區的報紙414家，佔全國百分之41.4，河北、河南、山東的報紙223家，佔全國報紙百分之22.3。大報社都集中在都市，具有悠久歷史的，上海有《申報》、《新聞報》、《時事新報》，天津有《大公報》、《益世報》等等；十年建國期間，新創辦的報紙，上海有《晨報》（1932），《立報》（1935），北平有《華北日報》（1929），南京有《民生報》（1927）、《京報》（1928）、《民報》（1929）、《朝報》（1933）、《救國日報》（1933）、天津有《庸報》（1927）、《商報》（1928）等等。

### 雜誌

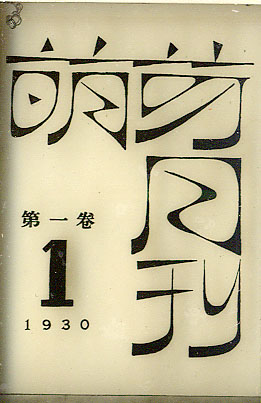
左翼作家聯盟所創辦的《萌芽》月刊（1930年）

南京國民政府成立後，政界、學界各派競逐，雜誌業十分興盛。
據統計，1936年全國有雜誌1,518家，週刊423家，旬刊152家，半月刊184家，月刊591家，雙月刊20家，季刊101家，半年刊18家，年刊11家。創於十年建國時代，而影響力較大的雜誌以政論性的和文藝性的居多，當中又以左派的刊物為盛。左派刊物中，如創於1928年的《文化批判》（月刊）、《拓荒者》（月刊）、《世界文化》（月刊）；創於1931年的《文學導報》（月刊）、《文藝新聞》（週刊）、《北斗》（月刊）；創於1932年的《文化月報》、《文學》（月刊）；創於1932年的《藝術新聞》、《文化新聞》、《北平》（半月刊）；創於1935年的《大眾生活」（週刊）等，都具有影響力。
為了對抗左派的刊物，親政府人士也辦了不少政論性和文藝性的刊物，如陶希聖主編《新生命月刊》（1928年創於上海），葉楚傖主編的《中國文藝月刊》（創於南京）、陳穆和主編的《當代文藝》（1931年創於上海）、張其昀主編的《國風半月刊》（1932年創於南京）、中國文化建設協會所辦的《文化建設月刊》（1934年創於上海）等。
總括而言，儘管1930年代國府剿共益烈，對廣播及新聞出版業的控制也有所加強，但同時期政見不同者在各個媒體仍然針鋒相對，尤其在左翼及親政府人士之間為甚。反映社會仍享有相當言論自由。

## 體育

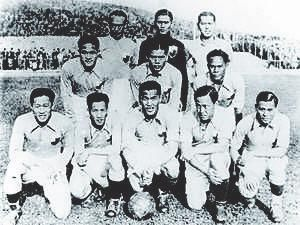
中華民國柏林奧運足球代表隊（1936年）

1930年代前期由於社會較為安定，中國的體育活動較之前有所發展。這個年代，在足球名將李惠堂的推廣及宣傳下，足球一度十分風行各地，足球也成為當時中國的國球，當時有「睇（看）戲要睇梅蘭芳，睇波（球）要睇李惠堂」的說法。
而政府也在期間，舉行了數屆全國運動會，中國國內的綜合體育活動，也有了比較好的表現跟發展。
在參與國際體育活動部分，1932年時，由於「滿洲國」打算組織國家代表隊出賽奧林匹克運動會，引起輿論譁然，政府為了回應民意，正式派遣成員參加比賽，是中國首次參與奧林匹克運動會。1932年中國派出的隊員只有一人，為出身東北的中國短跑健將劉長春。
1936年奧運會，中國正式組織大規模的代表隊，前往德國柏林比賽，由於當時中國整體體育實力尚不足，並未在運動場上取得名次。不過由亞洲球王李惠堂帶領的中華民國代表隊，首戰英國隊，上半場雙方打成零比零平手局面，雖然最後以兩球落敗，但中國隊的出色表現已為亞洲第一足球王國的美譽打下了基礎。

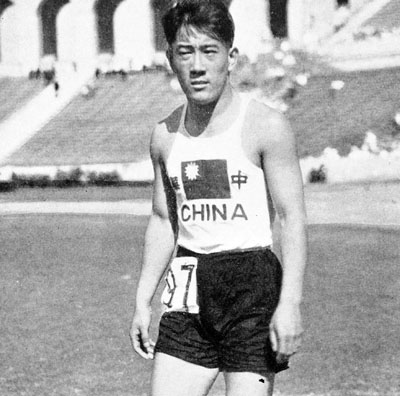
中國首位奧運代表劉長春於洛杉磯（1932年）

十年建國期間，國府透過建設組織架構及相關條例措施，大力推动了社会体育的开展。早於1929年4月16日，国民政府就公布了中国历史上的第一部针对体育而专门制定的法令《国民体育法》。1927年成立了全国体育指导委员会，1932年10月成立了教育部体育委员会(后改称国民体育委员会)積極推行相關工作。另外又透過投入大量經費建設体育硬件设施，使中国的体育事业由军队和学校逐渐向社会普及，体育逐渐成为普罗大众日常生活的重要组成部分。在这十年中，国人逐渐改变了“军国民体育”所宣扬的“强兵、强种、强国”的观念，转而追求体育运动的真谛，即休闲娱乐、健身、竞技。对于促成这一观念的转变，社会体育起了重要作用。
另一方面，1930年代中國民族危机日益加深，不論國家領袖或爱国人士纷纷把目光投向了体育事业，试图从体育中找寻中国积弱原因及救國之道。重要文獻包括，孙中山的《<精武本纪>序》，朱执信的《精武本纪题词》，蔣中正的《救国救种的唯一要图就在提倡体育》，戴季陶的《由中国历史文化上见到的体育的意义》，邵元冲的《民族精神与国民训育》，吴稚晖的《中华民族恢复强健的起点》，蔡元培的《注重运动的原因》等等。它們都是在國家危難背景下出現，也貫穿著一樣的思想，就是體育救國。

## 國防建設

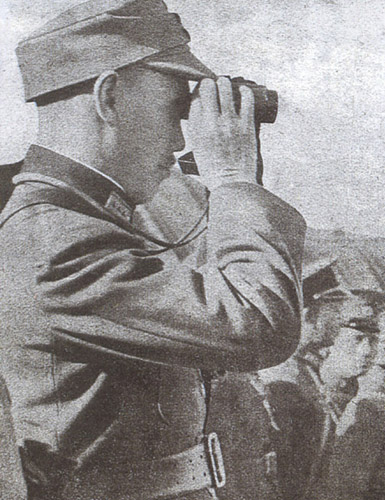
蔣中正在淞滬會戰前線（1937年）

南京國民政府剛成立時，國家仍處於實際分裂狀態。1930年以後軍人之間衝突稍緩，國共之間衝突又增:6。在九一八事變發生前，蔣中正密誡張學良避免與日本衝突，張學良訓令東北軍，對於日軍挑釁，須萬分容忍，不得還擊，致釀事端:47。外部既要面對日本侵略，內部又要應付共产黨的割据政权，國防軍事建設，就成為國民政府逼切事務。國府的軍事建設目標是「安內攘外」，內求統一，外抗日本。建設的主要內容為確立國防體制，聘用外國軍事顧問，實施徵兵，軍事教育，建立國防工業，發展陸海空軍等等。

### 確立國防領導體制
國府先後於1932年恢復軍事委員會及於1935年通過《國防會議條例》設立國防會議。
1937年2月國民黨五屆三中全會上通過《國防委員會條例》，成立了國防委員會。國防委員會為全國國防最高決定機關，是一個實權機構。可以直接秘密指導國民政府的軍事及行政各高級機關，並督促其完成。該機構設主席、副主席各一人，以中央政治委員會正、副主席兼任之。國防委員會為抗战时期一元化最高领导机关，它標誌著國民政府戰時體制的形成,從法制上确保了战时国家权力的高度集中和统一.对抗战勝利起了积极的作用。

### 聘任德國軍事顧問

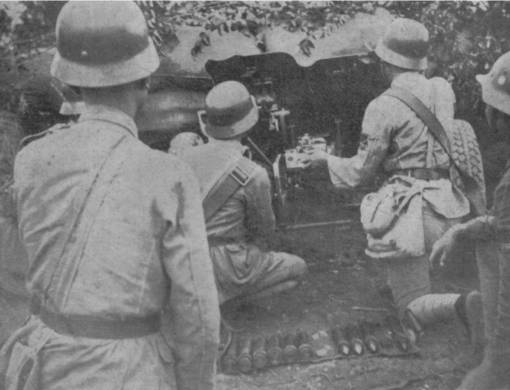
國軍操控37mm德製反坦克炮

國民革命軍建軍之初，原聘用蘇聯顧問，自1927年中共发动廣州起事後，國府即與蘇聯斷交，轉為聘用德國顧問，開展中德十年軍事合作，十年間，共有135位德國顧問在華任職。他們積極地參與了中國的國防建設，貢獻鉅大。第一個聘任的德國顧問是鮑爾（Max Baur）上校，他於1927年8月向國府提出整理陸軍計劃書，12月初到上海晉見北伐軍總司令蔣中正，說明新式武器發展情況，特別介紹自動步槍和兩聲的平射砲；並陳述飛機進步的狀況，建議中國發展空軍。鮑爾另一貢獻是成立了德國軍事顧問團。開創了顧問團的工作模式，奠定了未來十年的合作基礎。

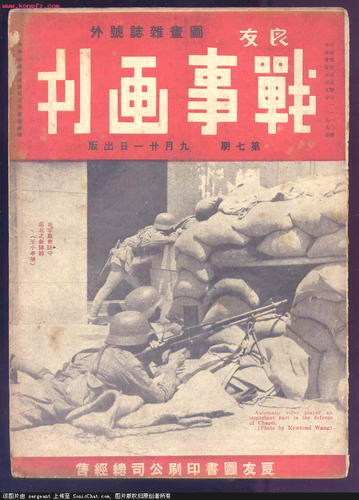

其後德國軍事顧問團先後由克里伯（Hermann Kniebel）中校，魏澤爾（Georg Wetzell）將軍，德國前國防部長漢斯·馮·塞克特（Hans Von Seeckt）將軍及其助手亞歷山大·馮·法肯豪森（Alexander Von Falkenhausen）擔任，他們對中國的軍事訓練，改革及部隊裝備、海空軍、防空設施等方面都投入了大量工作。德國軍事顧問在華是簽訂私人合同，與德國政府無關。人數多少按照實際需要而定。德式訓練的陸軍，最初的目標是8萬人，後來增加到30萬人。在兵工業方面，德國顧問也協助中國製造各種德式武器。国民政府當時的軍事目標，除了围剿共产黨以外，便是對付日本的侵略。不過隨著日，德兩國親近，德國最終於1938年召回所有駐華軍事顧問。

### 實施征兵制及民眾軍訓

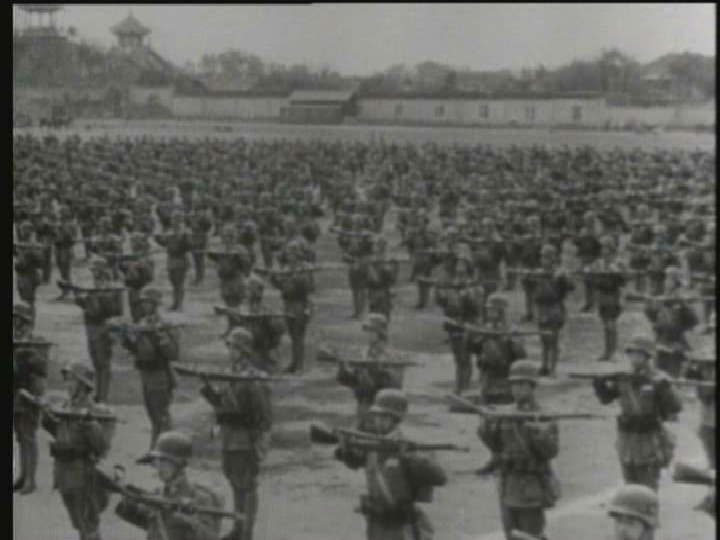
接受軍訓中的國軍士兵

1933年國府通過《兵役法》确立了征兵制。1936年9月8日，國民政府頒布征兵令：“東鄰肆虐，侵我疆土，自非全民奮起，全力抵抗，不足以保衛國家之獨立，維護民族之生存。在此非常時期，凡屬兵役適齡之男子，均有應征入營服行兵役之義務。”到當年底，共征集5萬新兵入營。這是征兵制之始。
1937年6月，蔣介石下令催各地完成國防建設；令設全國防空協會:34。「八一三淞滬會戰」爆發後，政府曾徵集國民兵服役。在徵募並行的政策下，在1937年下半年，共約徵募了70餘萬壯丁入營。
此外國府又在民眾中推行軍事訓練，主要進行壯丁訓練和學生軍訓。1936年國府颁布《壮丁训练实施纲要》，重点对壮丁进行军训，以备战时补充兵员。各县市设立社会军事训练总队，对壮丁及各类人员进行军事训练。到1936年底，已在13个省实施训练壮丁约200万人。 接著在1937年8月又颁布了《战时社会军事训练整备纲要》，1939年3月制定《国民兵组织管理教育实施纲领》，並按此纲领制定《国民兵组织管理实施办法大纲》，对国民兵(即原壮丁队)的组织训练作了新的规定，对壮丁的训练更为加强。
1938年11月25日至28日，蔣中正在湖南南岳召开军事会议，在這次会议上蔣中正提出“整理军队建立军队”的任务，指出今后抗战建国必须以“建军为中心”，要求各战区轮流从前方抽调部队分三期进行整理、补充和教育训练，以增强战力，把"抽出部队轮流整训，强化战力"作为抗日战争第二期作战指导方针之一

### 軍事教育

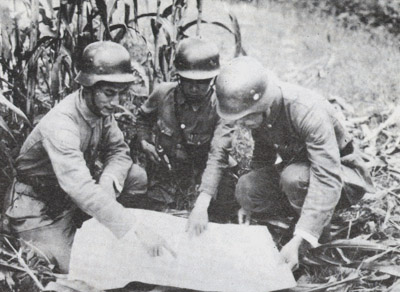
淞滬會戰國軍軍官（1937年）

陸軍教育以中央陸軍軍官學校為主，此校於1924年建於廣州，由第4期起，中央陸軍軍官學校改名為中央軍事政治學校，分為步兵、礮兵、工兵、政治、經理科。
海軍訓練以福州海軍學校為主，其前身為清末的馬尾船政學堂，這軍校以輪機、航海兩科最重要，修業年限均為8年4個月。為普及海軍人才起見，1930年規定全國各省市依定額保薦學生應考，在南京覆試後，依據成績錄取。
另外清末的黃埔水師魚雷學堂，民初時改為海軍學校，於1930年6月復校，北洋政府時代的葫蘆島海軍學校，於1933年遷往青島，改稱青島海軍學校，也肩負訓練軍事人才的責任。而新建立的海軍學校則有1932年在鎮江所設立的電雷學校。

### 國防工業

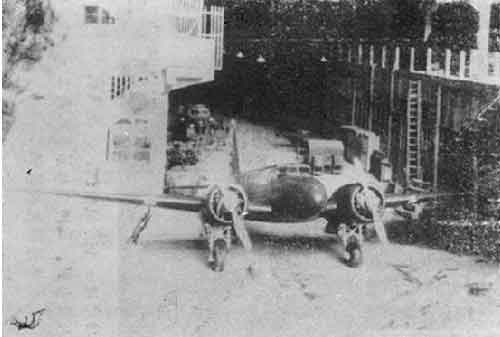
國府自研生產的“中運”軍用運輸機

國防工業是為國防準備物質基礎，是國府準備抗戰的一項重要內容。中國由于經濟落後，技術力量薄弱，兵工產業十分落後，幾乎談不上有自成體系的國防工業。
1931年“九一八”事變以後，日本輕易拿下東北，東北的兵工廠被日本侵佔。中國失去東北的工業，使得當年的國民生產總值倒退。由國民政府兵工署所控制的僅有上海、金陵、漢陽、濟南、德州、鞏縣、華陰等地的兵工廠，四川、廣東、廣西和山西的兵工廠則由地方當局控制，生產技術都比較落後。為應付日本的侵略，1933年後，軍政部對兵工業積極整頓，新出產的武器有仿造的德國1924式步槍、捷克式輕機槍、德國式重機槍、法國勃郎得廠式迫擊砲等。另外自造的有7.5公分至15公分的要塞砲鋼彈、飛機用的10公斤至1,000公斤重的炸彈，以及毒氣彈、燃燒彈、照明彈等。當時著名的兵工廠有金陵兵工廠、鞏縣兵工廠等。
空軍方面的兵工業，除原有的韶關飛機製造廠和上海海軍飛機製造廠外，航空委員會曾於1934年10月和美國聯邦航空公司合辦杭州中央飛機製造廠，1936年10月和意大利合辦南昌中央飛機製造廠，1937年2月又和德國合辦萍鄉中國航空器有限公司。
當時全國有6個飛機修理工廠，設在南京、南昌、洛陽、廣州、杭州和重慶。海軍方面，以製造艦艇為主，1912年至1927年製造艦艇共15隻，共4,138噸；1928年至1937年製造的艦艇共16隻，共9,080噸。
海軍飛機的製造也有進展，1919年至1927年的9年間共造9架，1928年至1933年的6年間亦製造9架。

### 發展海空軍
空軍是二十世紀的新興的軍種，南京國民政府成立後，就在德國顧問的建議及協助下，積極發展空軍。1928年國府於杭州設航空班，1931年改為中央航空學校。1936年又於南昌成立中國航空機械學校。九一八事變以後，國府提出航空救國的口號，積極發展空軍。一二八事變時，中國有陸上飛機七隊，水上飛機一隊，約有飛機百架。
1936年，國府陸續由美國、意大利購入新機，飛機總數增至855架，計戰鬥機170架，轟炸機335架，偵察機280架，另廣西有飛機70架，分駐南昌、西安、漢口、成都等地。
1937年5月，國府將全國分為6個空軍區，先在南昌成立第三軍區司令部，後在南京成立第一軍區司令部。全國共設9個空軍大隊，計3個轟炸大隊，3個驅逐大隊，2個偵察大隊，1個攻擊大隊，共轄26個中隊。大隊以外還有直屬的5個中隊及4個運輸隊，全國共有飛機場262個。
海軍發展方面，1919年西方所成立的對華軍火禁運條款，到1924年4月廢除，這對中國建立海軍有很大的幫助。1928年12月1日，國府成立海軍署，1929年4月12日擴充為海軍部，海軍部直轄第一、第二艦隊，及魚雷游擊隊、測量隊、巡防隊、練習艦隊等。1933年又將原來東北海防艦隊及舊渤海艦隊殘部合編為第三艦隊，有艦艇13艘，共14,222噸。另廣東原編有第四艦隊，後部份艦艇不受中央調遣，受調遣者均被編入第一、二、三艦隊。
到抗戰爆發後，全國艦艇總兵力合計新舊艦艇66艘，大者3,000噸，小者300噸，連魚雷快艇12艘，共有59,034噸。這些艦艇除北洋政府時代原有改編者外，部分購自外洋，部分為自造。
不過，當時建軍的重點在陸軍和空軍，海軍大體上只是整頓，這由歷年海軍經費及海軍建設專款與陸、海軍建設專款的比例中略可探知。1931至1936年，海軍每年經常費和臨時費實支均在1,000萬左右。1937年的軍事建設專款，陸軍列119,710,000元，空軍列70,000,000元，海軍只列2,800,000元。

### 整編陸軍

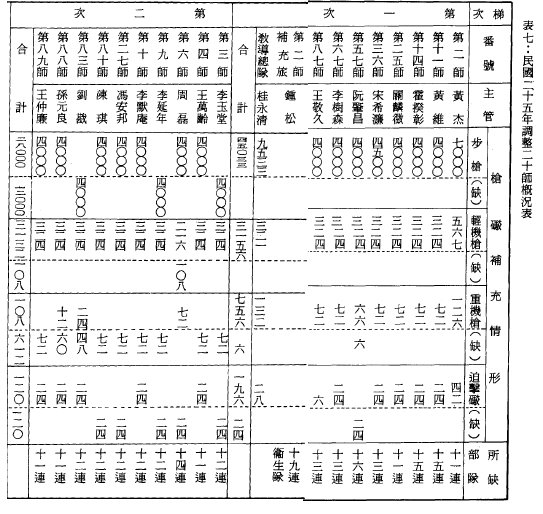
1936年國軍整編二十師概況表

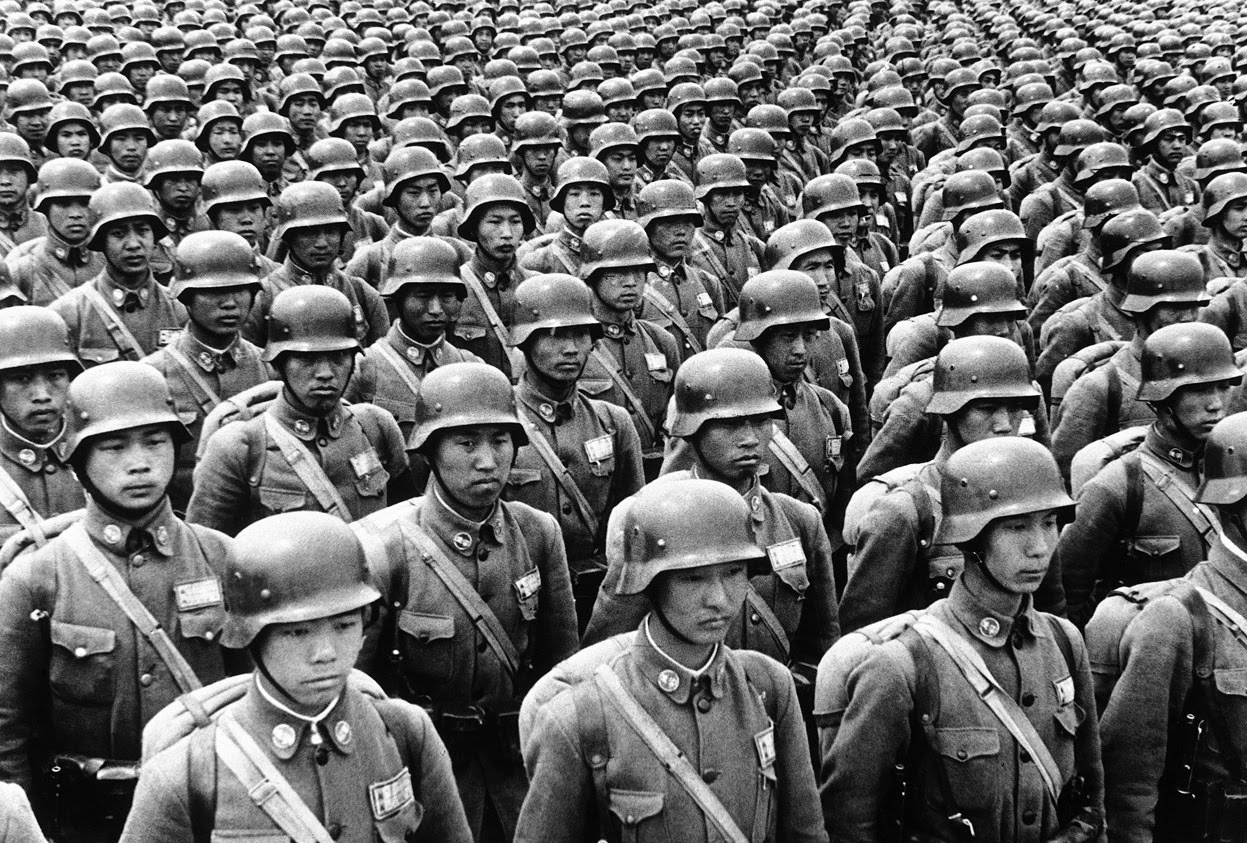
二戰時德製裝備的國民革命軍

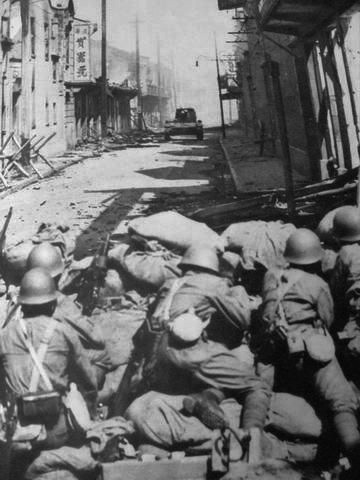
國軍戰車衝向日軍敵陣（1937年）

北伐完成後，國內隸屬於國民革命軍下之武裝，多達220萬之眾，不過部隊編制分歧頗大，不成系統，難以統一指揮。另外軍費開支龐大，每年已達8萬萬元，遠超過全國總稅數5萬萬元，不但國家無力負擔，而且軍隊亦缺乏效率。為了達致國家實質統一，必須進行軍隊國家化。國府乃計劃部隊的編遣，加強效率，從而充實戰力。1928年底德國顧問團鮑爾等，即針對此情形提出「裁軍及整軍委員會計畫書」，建議保留65個師，建立一支完整，戰鬥力強且屬於國家的軍隊，這份計畫書，成為了1929年1月編遣會議之藍本。1929年的編遣會議，決定全國陸軍步兵不超過65個師，騎兵8個旅，砲兵16個團，工兵8個團，合計兵額約80萬人，軍費額度縮減至全國稅收百分之40止，暫定一年經常預備費9,200萬元。同時劃全國為7個編遣區。第一、二、三、四集團軍各為一區，東北一區，川、黔、滇為一區，及一個中央區，以處理其他各軍。
編遣會議並決定分期實施裁編，在第一、二期的裁編中，將全國軍隊暫時縮減至160萬人，每一編遣區皆編留約20餘萬人左右。然協議未達成，即惹閻錫山，李宗仁及馮玉祥等軍閥不滿，觸發「中原大戰」。閻錫山、馮玉祥、李宗仁、張發奎等聯合發兵，與蔣中正大戰，雙方投入兵力超過130萬人，死傷超過30萬人，戰火蔓延到河南、河北、湖南、湖北諸省。军费浩大，佔了预算百分之40以上。及至1933年的南昌會議，編遣亦未達成。1934年12月，第五次圍剿後中共被逼退到貴州，蔣中正開始著手60個師整軍計畫，為抗日工作奠定基礎。
1935年1月26日軍事委員會召開全國軍事整理會議，對60個師整軍計畫，完成參謀作業。指令武昌行營設立陸軍整理處，派陳誠兼任處長，分期整理全國陸軍。整軍計畫約分六期至八期實施，每期約編6至10個師。原計劃於1939年前編練全部60個師，並由德國售予40個師現代化的裝備，且已談妥，後來卻遭日本破壞打斷，60個師整軍計畫，未完成其半，即告終止。
綜計當時全國已整編與未整編部隊，計步兵182個師，又46個獨立旅﹔騎兵9個師，又6個獨立旅﹔砲兵4個旅，又20個獨立團。共計170萬人，其他各特種部隊在外。 
在部隊訓練方面，1927年4月，德籍顧問鮑爾於「整理中國陸軍計畫書」中， 建議成立「教導隊」並使之接受德國的戰術觀念，軍隊教導制度，其實是德軍訓練精良的重要因素，此制之優點在建立訓練標準，落實部隊訓練， 擴大訓練成效。並由教導師負責訓練其他整訓之部隊，通常不擔任一般之戰備任務。第八十七、八十八師由教導旅與國府警衛旅改編而成，並由兩師編餘部隊成立第三十六師。此時由德國顧問所訓練的中央軍逐漸增多，戰力也因之日益增強。不過由於整個1930年代內戰不斷，加上日本不斷發動武裝挑釁，造成中央軍相當大損失，致使整軍成果打了折扣。總括而言，整軍工作雖受經費限制，軍閥阻撓與及日本侵華等因素而未能順利完成，不過還有一定成效，例如第二〇〇師就是最著名的德國式機械化部隊。

## 抗日戰爭

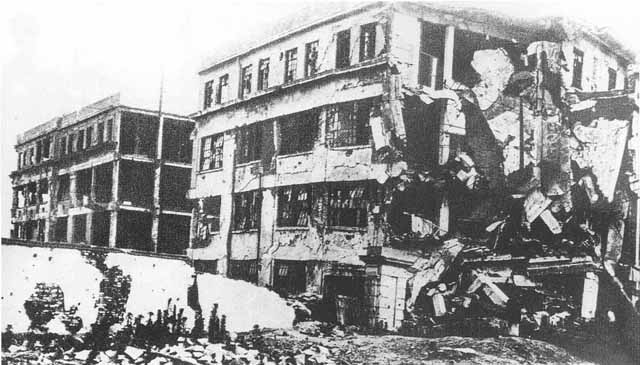
被日军轰炸后的上海商务印书馆（1932年）

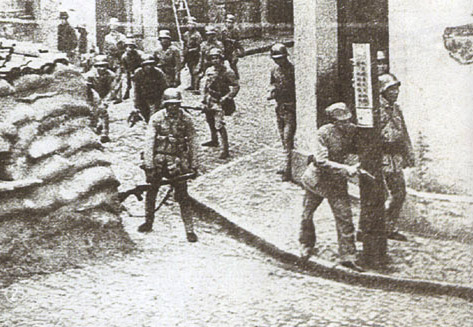
淞滬會戰（1937年）

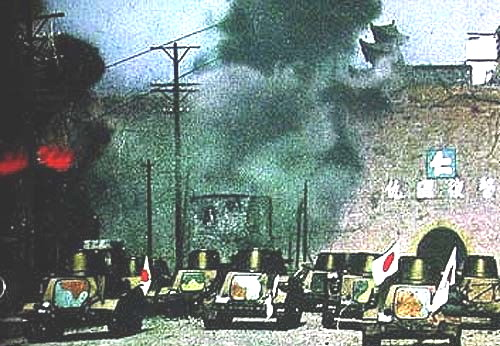
日本戰車群攻擊南京中華門（1937年）

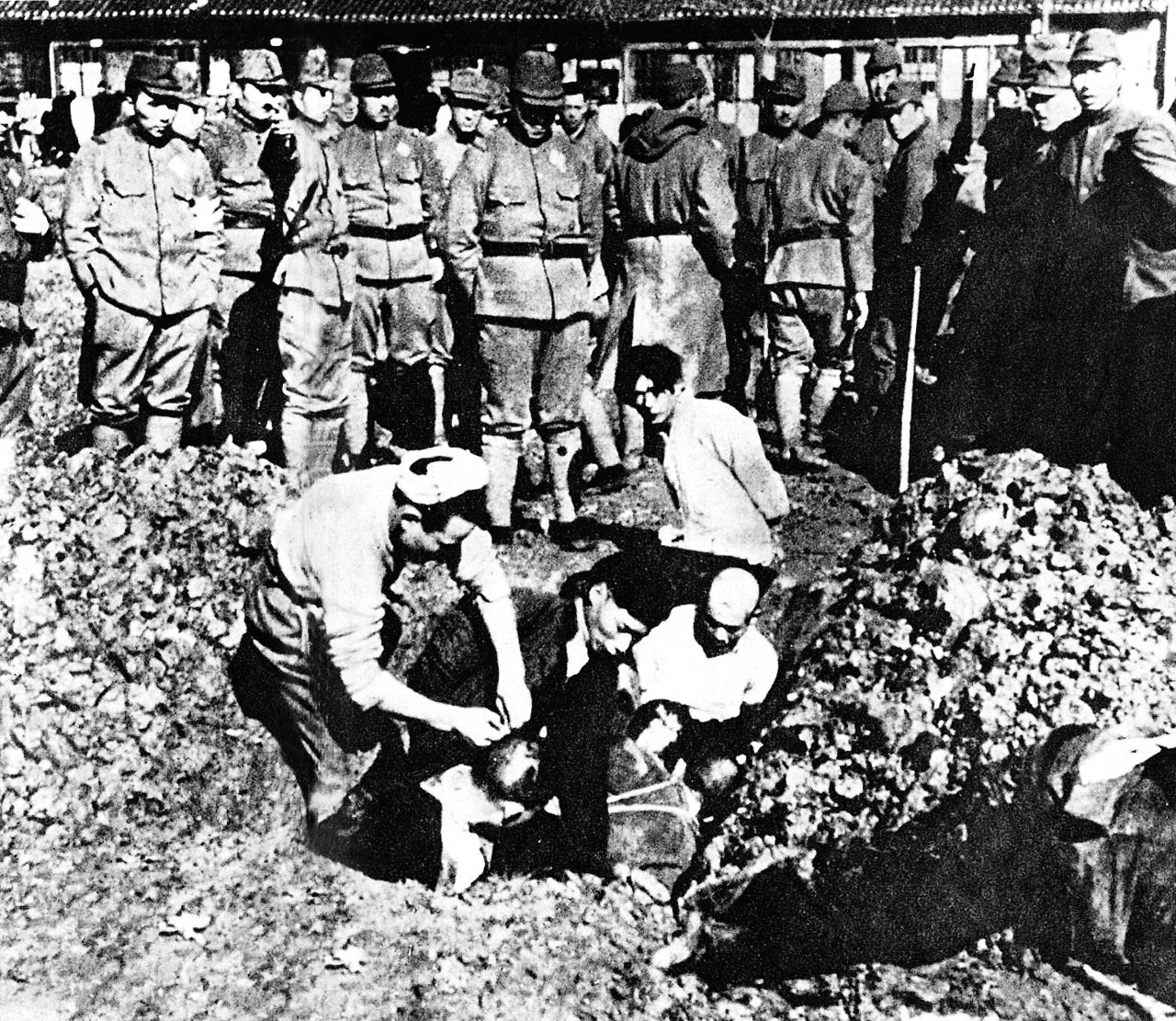
1937年南京大屠殺中，日軍強硬將中國平民押進坑中準備集體活埋。

1930年代中，中國仍深受如中原大戰、國共內戰、中日戰爭等戰亂影響，其中影響中國至鉅的莫過於中日戰爭。廣義戰爭起始可追溯到1931年9月18日的九一八事變的該場戰爭，一直到1940年代中期才告終止。
1931年，日本決定用武力侵佔中國東北地區，於是不斷挑起事端，作為出兵藉口，7月挑起「萬寶山事件」:46：萬寶山朝鮮移民與當地中國農民因修築水道發生爭執，日本駐長春領事館派出日本警察前往干涉，日本藉此要朝鮮排華並鼓吹增兵滿洲:60。7月23日九一八事變前夕，蔣中正发表《告全國同胞書》，号召「攘外必先安內」，宣告了解決國共內戰優於對抗日本軍事入侵的國民政府戰略。5月，日本派遣陸軍大尉中村震太郎偽冒農業專家，潛入洮南偵察軍情，被國軍拘留，後因逃跑被擊斃，8月日本駐瀋陽領事館指國軍虐殺中村，要求調查:60。在1931年之前兩三年，由於世界經濟衰退，西方國家無暇東顧，中國內戰不息、黨派分裂、東北地區防衛空虛；日本對外貿易劇減、失業人數激增、在南滿之經營也陷入不景氣，遂予日本可乘之機，企圖對外擴張擺脫困境:45。1931年9月18日，日本关东军突然進犯瀋陽，侵佔中國東三省，蔣在行營聞訊，書立遺囑，決心抗日，即回南京籌商禦侮救國之大計，電令張學良，嚴飭守軍積極抵抗；11月，中国国民党第四次全国代表大会开会，蒋出席讲演统一为禦侮救国之前提，大会决议，团结国内，积極抵抗侵略之方針:23。事變發生時，東北邊防司令官张学良正在北平養病，聞訊後以為此舉或是出於日方调动駐軍之行動，未必是秉承日本軍部或政府之命令，張學良希望用和平手段解決，遂致電留駐瀋陽之參謀長，囑轉達部隊避免與日軍直接衝突，东北军在此命令下便完全處於被攻擊地位:61。11月，日軍以蘇聯表示無意干預，進兵黑龍江省，該省代理主席马占山率兵抵抗，終因兵力薄弱不敵，省城齊齊哈爾失守:47。事变两个月内，日軍佔領中国中国东北主要城市，并未遭受重大损失。「九一八」事變後，1919年正式成立於旅順之關東軍司令部遷至瀋陽，關東軍總兵力約一萬人，滿洲國成立後又移至長春，以後不斷擴編至數十萬人:60。此戰略一直到西安事變後才有其更動，而該事變影響深遠，除讓脫困的蔣中正掌握更多軍事權力外，也間接促成國共合作及讓日本軍隊加速攻擊中國的行動。九一八事變後，中國反日情緒高漲，各大城市都有群眾上街示威遊行，抵制日貨；日本為轉移國際視線，上海日本海軍製造事端:47。
事實上，早在1930年代年初，日本就持續得入侵中國領土，並獲得一定戰果。1932年1月，日軍輕易攻佔錦州，東北軍退入山海關內:47。日軍侵入淞滬，國軍十九路軍就地抵抗，「一二八」戰事爆發；蔣以辭職在野之身，密電各軍積極準備抗日；蔣密令何應欽指揮第十九路軍作戰，並密令張治中率第八十七與第八十八兩師加入淞滬抗戰:24。1月18日，5名日本僧人與中國工人毆鬥，1名日人死亡，日本嗾使浪人鬧事，煽動日僑抗議，日本領事要求上海市政府懲兇、道歉、賠償和取締抗日團體:47。1月28日，日本海军陆战队进攻上海市闸北区，一二八事變爆发。事變發生後，駐防上海之第十九路軍奮起應戰，國府一面交涉，一面抵抗，調派第五軍精銳部隊赴援，國軍堅守月餘，打得日軍一再增援，三易主帥:48。2月，日軍攻陷哈爾濱:47。後來日本援軍從側翼攻擊，國軍腹背受敵，被迫撤離上海，在英美等國調停下，中日雙方在5月簽訂《淞滬停戰協定》，日軍撤退至事變前地區:48。但日本於中國北方軍事行動並沒有停止。日本策劃在東三省成立傀儡政權「滿洲國」，宣稱熱河為滿洲國領土，長城為滿洲國國界:48。3月滿洲國成立，以長春為國都，以清廢帝溥仪為執政（1934年改稱皇帝），但由日人掌握實權；滿洲國國防及治安全部由日軍控制，鐵路、港灣均由日軍管理，由日人開發礦產資源、充任滿洲國官吏:48。3月，中國國民黨四屆二中全會在洛陽開會，決議任蔣為國民政府軍事委員會委員長:24。九一八事變以來，國民政府「先安內，後攘外」之主張不為國人諒解，備受抨擊，全中國興起抗日救國運動:50。
1933年，日军攻佔熱河省，進犯長城各口:48。2月，蔣一面派兵北上防日，一面加緊剿中國共產黨，並密籌對付日本宣戰與封鎖之準備；3月，承德失守，蔣北上布置；日軍入侵，長城戰起，蔣進駐保定督戰，國軍第二十九軍第二十五師予敵以重創；蔣製定反攻古北口計劃；確定華北作戰方略；解除張學良之軍職；4月，蔣赴江西主持剿中國共產黨軍事，力挽頹勢；屢次誥誡高級將領，說明長期抗戰方略與決心；6月，《塘沽協定》簽字，蔣指示停戰後應注意善後之點；蔣密令購備裝甲汽車、坦克車等武器:27。第二十九軍堅守長城，屢挫敵鋒，但終於激戰後失利，平津地區告急，國府被迫签訂《塘沽協定》，劃冀东為非武裝區，從此华北（當年包括河北、山東、山西、察哈爾、綏遠五省和北平、天津兩市:61）门户洞開，暴露於日軍虎口之下:48。7月，廬山軍官團訓練開始，蔣親赴牯嶺主持訓練事宜；8月，籌劃對日開戰時國府遷都西北之準備:27-28。日軍侵佔熱河後，又滲透和分化華北:48。9月，蔣命令中學以上畢業生實施軍事訓練；趕築西北公路；籌備洛陽航空分校；10月，蔣在南昌召集各將領會議；杭江鐵路建築完成；八省糧食會議開會；規劃建築江防海防各要塞；11月，蔣命令召集蒙古青年受訓；又命令妥籌移民辦法；切實整理田賦:28。
1935年，日本藉口中國破壞《塘沽協定》，調兵入關威脅，迫使國府撤退河北省和察哈爾省中央軍（指國民政府直轄的軍隊:61），又積極策動華北五省自治，企圖借「自治」之名義吞併華北:48-49。1935年底，在日本扶植下，殷汝耕在通州成立「冀東防共自治委員會」，宣佈脫離中央政府；宋哲元在北平成立「冀察政務委員會」，名義上隸屬中央，但實際上處於半獨立狀態:61。1936年春，蔣介石調集中央軍5個師入山西，準備打擊經過長征進入西北之紅軍，同時也準備對日本侵犯綏遠有限度抵抗:493。1月，蔣親自督建東南國防工事，先後視察雨花台、江陰和烏龍山等戰略要塞；3月7日，蔣視察紫金山麓工事；3月15日，蔣又登富貴山視察地下室工程；10月起，蔣開始預定各院部遷移計劃，並預備將瓦斯和漢陽藥廠等遷往內地:374。蔣開始有計劃巡視和整頓航空學校；10月12日，蔣到航空學校閱兵，觀看飛行表演:375。
1936年以後國共衝突稍緩，日本全面侵略中國:6。1937年7月，廬山暑期訓練開始；7月7日，日軍侵蘆溝橋，戰事爆發，蔣中正派兵北上，決心應戰，並令宋哲元駐保定指揮:35。7月17日，召集各界賢達在廬山開會，蔣發表主張四點，無論何人，皆有守土抗戰之責任，皆應抱定犧牲一切之決心:35，表明中國立場：希望和平而不求苟安，準備應戰而決不求戰:51。7月底，北平、天津相繼失陷:51，蔣發布抗戰全軍將士書:35。平津失守後，中國決定在上海另闢戰場，以求一挫敵鋒，駐上海日軍亦積極備戰:52。8月，蔣決定抗戰時期軍政各種重要問題，並決定以軍事委員會為抗戰最高統帥部，不另設大本營:35。8月9日，中日士兵發生衝突:52-53。日軍入侵中國淞滬，「八一三」戰起，全面抗戰開始:35。8月13日日軍挑起戰火，翌日國府宣佈自衛抗戰；雙方動員海、陸、空軍參戰，一再增援，全力以赴，計日投入兵力20餘萬，國軍約50萬:53。9月，上海戰爭激烈，蔣赴崑山督戰:35-36。日軍憑藉戰艦炮火及飛機轟炸取得優勢，國軍雖傷亡慘重，但前仆後繼，鬥志頑強，令日軍陷入苦戰:53。中國決定“以空間換取時間，積小勝為大勝”的大方針。七七事變後，中國制訂持久戰、消耗戰之戰略，惜運用不當；自上海、南京陷於日軍之手，國際干涉無望後，中國遂調整部署，寧可放棄一城一地，盡量保持國軍戰鬥力並消耗敵人兵力，又將沿海、沿江之工廠、學校、文化機構等向內地轉移，把西南建設成為抗戰根據地，準備持久作戰:54。10月，上海形勢危急，蔣赴松江督戰；消耗目的已達，下令撤退上海，變移陣地:36。日本企圖速戰速決，一舉滅亡中國，然後以中國為基地，北犯蘇聯，南佔南洋地區；但中國全面抗戰，迫使日本一再增兵，將其陸軍主力投入中國戰場，泥足深陷，進退維谷:55。11月，蔣布置南京保衛戰；部署山西、山東作戰:36。當時中國人口4億5千萬，前線作戰兵力90萬人，海軍排水量5萬9千噸，戰機305架；日本人口包括屬地1億500萬，前線作戰兵力70萬人，海軍排水量190萬噸，戰機2,700架:57。11月20日，蔣介石宣佈遷都重慶，是為陪都:40。到了11月，日軍在杭州灣登陸，南北夾攻，日軍繼續向南京追擊；國軍全線潰退，上海、松江、蘇州等地失陷，約10萬人準備死守南京，但激戰失利，倉皇撤退，大部分壯烈犧牲:53。12月，日本轉請德國駐華大使陶德曼向中國言和，蔣嚴詞拒絕:36。12月13日，日軍入南京城，在司令官縱容下，將大批民眾、婦孺及失去抵抗力之士兵集體槍殺、燒死或活埋:53；南京失陷，蔣發表告全國國民書，移節武漢，主持抗戰:36。血腥屠殺持續到1938年1月上旬，被殺者估計約30餘萬人，此外被強姦、搶掠者不計其數:53-54。1938年1月1日，蔣辭行政院院長職務，專一於對日抗戰之指麾；召集軍事會議:36。不過，遷往重慶的國民政府仍積極於各地防線與日軍對峙。中國地域廣闊，日軍深入內地，兵力不敷分配，補給運輸十分困難:55。
1938年初，日軍在津浦鐵路北段大舉增兵，企圖直下徐州，打通南北戰場，於3月下旬一度攻入徐州東北之台兒莊，到4月初突圍後撤，在增援後包圍徐州；國軍迅即包圍日軍，殲敵萬餘人，鼓舞全中國軍民抗戰士氣，卻不能扭轉整個戰場全線敗退，國軍為保存實力突圍而出，徐州遂於5月中旬落入日軍之手:54。3月29日，臨時全國代表大會開會於武昌；大會修改總章，確定總裁制，推舉蔣介石為中國國民黨總裁；4月，台兒莊會戰，國軍大捷，殲敵精銳兩師團，蔣電勗國軍，聞勝勿驕，務須沉着驚戒；宣布抗戰建國綱領；籌備三民主義青年團；5月，徐州失陷；6月，河南花園口黃河堤防決口:37。1938年下半年，日軍40餘萬兵分三路攻擊武漢，佔領廣州，封鎖華南沿海，企圖切斷海外援華物資輸入；國府也調集100萬大軍防守，雙方在武漢以北及長江沿岸激戰；武漢會戰歷時4個多月，大大消耗日軍兵力，但日軍侵入長江腹地，也使中國抗戰更為艱苦，給中國持久抗戰造成新困難:54。11月，武漢失守；12月，汪兆銘響應近衛聲明，離開重庆出走至河內，發表艷電，主張中止抗戰；蒋返回重慶，嚴詞駁斥汪電；1939年1月，中國國民黨五屆五中全會開會，決議組織國防最高委員會，推蔣任委員長，統一黨政軍之指揮；3月，中央訓練團黨政訓練班成立，蔣任團長；4月，核定縣以下黨政基層組織之體制；5月，日本軍機開始濫炸重慶，蔣親臨督救難民:38-39。武漢會戰後，日本已無力發動強大攻勢，機械化部隊難以發揮效能；國軍主力進入山區，憑險固守，利用有利地形，經常誘敵深入，然後予以圍剿:55。總括而言，國軍於抗戰初期，雖然代價慘重，但國府把作戰線由原本的南北向轉為東西向，解除國軍主力於抗戰初期即被日軍圍殲於沿海地區的危機。其次是爭取了寶貴時間，將東南沿海的戰略物質、軍工生產設備，遷移到大後方，為持久作戰提供良好條件。中日戰爭遂進入相持階段:55。爾後四年，在東亞戰場，中國差不多獨力跟日本週旋，直到1941年太平洋戰爭爆發止。

## 評價
从積極的方面說，在這段時間内中華民国的工業，尤其是東部沿海地区的輕工業得到了長足發展。国民政府1933年實施廢兩改元,以銀元代替銀兩，接著1935年發行法幣，与英鎊及美元掛鉤。這是中国金融史上首次建立現代金融体系的嘗試，統一了国家貨幣。从此国家能够有效掌握白銀等強勢貨幣，保証抗戰期間国民政府財政基本稳定。
在教育方面及文化方面，商務印書館和中華書局為当時的出版事業做出了巨大貢献。1942年，政府組織向美国派出三十多人由廠礦工程技術骨干组成，并有專人管理的實習進修隊伍。其中大部分学員回国成為当時大型国營廠礦的領導骨干。
農業方面，从1921年到1936年間粮食總產量增長了30％，平均每年1.76％。1936年是中華民国統治時期粮食產量最高的一年，總產量（包括大豆）約為3000億市斤，這一数字到1951年才被打破。值得一提的是，1936年中国的主要粮食產区大多風調雨順，這對当時抵御自然灾害能力極低的中国農業而言是至轐重要的因素。
1928年，南京国民政府公布了《中華民国權度標準方案》，規定：万国公制為中華民国權度之標準制，以与標准制有簡單的比率而与民間習惯相近者為「市制」。這種單位制，通常称之為「一二三制」，即一公升等于一市升，一公斤等于二市斤，一公尺（即一米）等于三市尺。這種簡單而有效的標准将中国民間普遍使用的度量衡制和國際標準統一起来，影響巨大。直至今日，中国大陸仍是公制與市制并行使用的局面。
1972年蘇聯學者對南京國民政府1927至1937年經濟政策給予肯定。
1951年9月19日美國魏德邁將軍在國會說：「1927年至1937年之間，是許多在華很久的英美和各國僑民所公認的黃金十年。在這十年之中，交通進步了，經濟穩定了，學校林立，教育推廣，而其他方面，也多有大幅進步的建制。」這段時間國民政府在政治、經濟、基建、文化、教育、社會政策、邊疆民族政策、外交、軍事等項目上皆有高度成就。
《劍橋中華民國史》評價稱，1928年至1937年，中國國民黨力量鞏固，取得成就:189。政府積極革新刑法，穩定物價、改革貨幣、建設道路、改善公共衛生、立法禁毒、擴大農工生產:189。此時期因為國民政府在經濟建設取得成就而稱為「黃金十年」:189。
白修德（奧西多·懷特）與賈安娜（安娜麗·賈科比）在1946年出版《中國的驚雷》中認為：「在統一的過程中，蔣在南京所創立的新的官僚機構，其人數之多，幾乎跟軍隊不相上下。這以以前，中國甚至從沒有最原始形成的現代政府。新政府有一個真正的財政部，一個真正鐵道部，一個真正實業部。該政府有一些農業研究所以及衛生局，雖然這些機關絕不能和西方的標準相比，但已經是中國從沒有見過最好的機關。中央銀行建立起來了，這銀行給中國帶來了一世代以來從未有過穩定通貨。新的公路開通了，激勵着工商業。新的教科書出版了，新的科學發展了。」:185-186

## 大事紀

### 1931年
- 1月7日——中共中央在上海召開六屆四中全會，在共產國際代表帕維爾·米夫支持下，以王明為代表之「左」傾冒險主義開始在中共中央占據統治地位[參⁠ 73]:14。
- 1月15日——中共蘇區中央局發布第一號通告，宣告中共蘇區中央局在小布成立，周恩來任書記（未到），項英任代理書記，並在中共蘇區中央局領導下，作立中央革命軍事委員會，項英為主席，朱德、毛澤東為副主席，中共紅一方面軍總前委撤銷[參⁠ 73]:14-15。
- 9月18日——日本关东军突然進犯瀋陽，侵佔中國東北三省，蔣在行營聞訊，書立遺囑，決心抗日，即回南京籌商禦侮救國之大計，電令張學良，嚴飭守軍積極抵抗[參⁠ 25]:23。
- 9月下旬——以博古（秦邦憲）為負起之中共臨時中央政治局在上海成立[參⁠ 73]:15。
- 12月22日——中國國民黨第四屆中央委員會第一次全體會議開會，粵方人員僅一部參加，胡漢民等在上海堅持要蔣介石下野[參⁠ 25]:24。蔣为促成党內团結，辞国民政府主席职，离京回乡[參⁠ 25]:24。
- 12月底——周恩來從上海抵中央蘇區瑞金，任中共蘇區中央局書記[參⁠ 73]:15。

### 1932年
- 1月9日——中共臨時中央發出《關於爭取革命在一省與數省首先勝利的決議》，要求紅軍攻打大城市，「占領一二個重要的中心城市，以開始革命在一省數省的首先勝利」[參⁠ 73]:15。
- 1月26日——日本領事發出最後通牒[參⁠ 15]:47。
- 1月27日——中華蘇維埃共和國臨時中央政府人民委員會第五次常會決議「中央革命軍事委員會總政治部」改名為「中國工農紅軍總政治部」[參⁠ 73]:15。
- 1月28日——上海市政府完全接日方要求，但日軍仍於該晚向上海守軍發動進攻[參⁠ 15]:47-48。
- 3月18日——蔣介石就任委員長，並兼任參謀本部參謀總長[參⁠ 66]:277。
- 9月——山東韩复榘與劉珍年，陝西楊虎城與馬青苑，四川劉湘與劉文輝，各起衝突，蔣函電勸解，得以妥善解決[參⁠ 25]:26。
- 10月上旬——中共蘇區中央局在寧都召開會議，為貫徹執行臨時中央左傾路線，對毛澤東戰略戰術批評和指責，排斥毛澤東領導紅軍，會後中共臨時中央把毛澤東調回後方，主持中央政府工作，撤銷他紅一方面軍總政治委員職務[參⁠ 73]:16。

### 1933年
- 1月——中共臨時中央負責人博古（秦邦憲）等從上海抵中央蘇區，中共臨時中央直接領導中央蘇區工作[參⁠ 73]:16。
- 4月15日——中共蘇區中央局主辦《鬥爭》報發表〈羅明路線在江西〉一文，批判鄧小平、毛澤覃、謝唯俊、古柏[參⁠ 73]:16-17。
- 5月4日——中央局作出《關於江西羅明路線的決議》，指出「羅明路線不但在福建的杭、永、岩，而且也在江西」，攻擊鄧、毛、謝、古「是羅明路線在江西的創造者」[參⁠ 73]:17。
- 5月5日——中共蘇區中央局批准《江西省委對鄧小平、毛澤覃、謝唯俊、古柏四同志二次申明書的決議》，繼續對鄧、毛、謝、古「殘酷鬥爭，無情打擊」[參⁠ 73]:17。
- 5月8日——中央人民委員會第四十一次常會決定，任命朱德為中國工農紅軍總司令兼第一方面軍總司令，周恩來為中國工農紅軍總政治委員兼第一方面軍總政治委員，增加博古、項英為中革軍委委員，中革軍委主席朱德在前方指揮作戰時，由項英代理主席[參⁠ 73]:17。
- 9月——第三國際派來軍事顧問、德國人李德進入中央蘇區[參⁠ 73]:16。
- 11月——蘇維埃政府在瑞金宣布成立，在全國蘇區第一次代表大會上選舉毛澤東為蘇維埃共和國中央執行委員會主席和臨時政府（中央工農民主政府）主席[參⁠ 73]:17。
- 12月——李德以統一前後指揮為名，建議並經中央決定，「前方總部」（即中國工農紅軍總司令部兼第一方面軍司令部）撤回後方，並入中革軍委機關，取消中國工農紅軍總司令部和第一方面軍司令部之名義和組織，中革軍委主席仍為朱德，副主席仍為周恩來、王稼祥，但實際上由博古、李德直接指揮軍隊[參⁠ 73]:17-18。

### 1934年
- 由於圍剿紅軍的需要，蔣介石要到危險戰區雲貴川指揮戰爭，調用面貌與身形與蔣介石相似的杭州市公安局長何雲，做為行動替身。
- 1月——中共臨時中央在江西瑞金召開六屆五中全會，會議認為中國已存在「直接革命形勢」，第五次反圍剿「即是爭取中國革命完全勝利的鬥爭」，在黨內要「反對主要危險的右傾機會主義，和反對右傾機會主義的調和態度」[參⁠ 73]:18。
- 5月15日——蔣介石在南昌發表《新生活運動綱要》[參⁠ 25]:29。
- 10月——中共中央根據地之興國、寧都、石城一線相繼失陷，中共中央領導人博古等決定中央紅軍（紅一方面軍）一主力撤離中央根據地，突圍轉移[參⁠ 73]:18。
- 10月21日——中央紅軍連同後方機關共8萬餘人，從福建長汀、寧化和江西瑞金、雩都等地出發，向紅二、六軍團所在地湘西進軍，開始長征[參⁠ 73]:18。
- 11月——長征開始後，中共中央領導人在軍事上逃跑主義，使紅軍損失巨大，在突破湘江封鎖線時，中央紅軍即損失過半，減至3萬餘人[參⁠ 73]:18。
- 11月7日——蔣介石在綏遠會見榮王、德王、潘王等蒙人與黨政人員，並對各主席和邊外將領指導一切[參⁠ 67]:366。
- 12月上旬——中央紅軍渡過湘江後，蔣介石為阻止中央紅軍與紅二、紅六軍團會合，調集40萬軍隊，準備圍殲向湘江轉移之紅軍[參⁠ 73]:18。
- 12月18日——中共中央政治局在貴州省黎平召開會議，接受毛澤東提出之放棄和紅二、紅六軍團會合之原定計劃，改為向敵人薄弱之川黔邊地區進軍之意見，作出《中央政治局關於在川黔邊建立新根據地的決議》[參⁠ 73]:18-19。

### 1935年
- 1月15日至1月17日——遵義會議指出紅軍第五次反圍剿之失敗以及退出蘇區後遭到嚴重損失，主要原因是博古、李德在軍事上犯一系列錯誤；會議推選毛澤東為政治局常委，取消博古、李德最高軍事指揮權，決定仍由最高軍事首長朱德、周恩來指揮軍事[參⁠ 73]:19。
- 3月11日左右——在遵義縣鴨溪、苟壩一帶成立由毛澤東、周恩來、王稼祥組成三人軍事小組，全權指揮軍事[參⁠ 73]:19。
- 4月1日——國民政府特任蔣介石為特級上將[參⁠ 25]:31。
- 5月12日——在四川省會理縣城郊召開之中共中央政治局擴大會議，會議批評林彪要求撤換毛澤東、朱德軍事指揮和反對機動作戰之錯誤，進一步闡明機動作戰才能擺脫敵人重兵包圍之作戰方針，決定立即北進，與紅四方面軍會合[參⁠ 73]:19。
- 7月——蔣介石在成都計劃峨嵋訓練團[參⁠ 25]:31。
- 8月——蔣介石主持峨嵋訓練團，前後畢業兩期；日軍懼蔣整頓西南，大施威脅，縱令特務機關，到處滋擾[參⁠ 25]:31。
- 9月——蔣介石劃配四川各軍防地，嚴禁軍人干涉行政、財政，打破以往割據分裂之積習；整理四川地方鈔幣，由中央發行公債收回[參⁠ 25]:31。
- 10月，蔣介石兼任西北剿匪總司令；蔣由四川飛陝西，巡視河南、山西，與閻錫山會商安定西北計劃[參⁠ 25]:31-32。
- 11月19日——在中國國民黨第五次全國代表大會中，蔣介石發表「最後關頭」演說[參⁠ 74]:266-267。
- 12月9日——一二九運動在北平爆發[參⁠ 73]:19。
- 12月25日——中共中央在陝西省瓦窑堡召開政治局會議，會議通過《中央關於目前政治形勢與黨的任務決議》，決議規定策略任務，就是要用最廣泛之民族統一戰線，去發動、團結和組織一切抗日力量，開展民族革命戰爭，戰勝日本帝國主義[參⁠ 73]:19-20。

### 1936年
- 1月，蔣介石派員赴歐洲接洽經濟合作，以利國防建設；宣佈國難時期教育宗旨；接見日大使有吉明及其武官磯谷，直接談商中日交涉[參⁠ 25]:32。
- 2月，蔣介石下令從速加強全國鐵路與公路建設[參⁠ 25]:32。
- 3月，蔣介石下令清剿山西中國工農紅軍，並加強綏遠防務[參⁠ 25]:33。
- 6月，蔣介石創辦所得稅；籌設農本局；計劃鐵路與公路聯絡辦法[參⁠ 25]:33。
- 7月，中國国民党五屆二中全會開會，蔣介石演講統一救國之必要，並提組織國防會議案；布置綏遠攻勢防禦[參⁠ 25]:33。
- 8月，蔣介石調整雲南省軍事，改組貴州省政府；蔣抵廣州，處理廣東省軍事政治善後，并勸導廣西省服從中央[參⁠ 25]:33。
- 9月，日本提出對華五條件，蔣介石回南京商決對策，並電誡各省準備對日交涉破裂；蔣命令督各省編練壯丁[參⁠ 25]:33。
- 10月，蔣介石檢閱全國童子軍；巡視河南、陝西，駐節洛陽，督剿中國工農紅軍；五十壽辰，全國發動獻機祝壽[參⁠ 25]:34。

### 1937年
- 7月7日——日軍在蘆溝橋附近夜間演習[參⁠ 75]:299。日軍無理要求進宛平城搜查，並攻打宛平城[參⁠ 75]:299。第二十九軍吉星文團（第三十七師第一〇九旅第二一九團）奮起抵抗，全民族抗戰開始[參⁠ 75]:299
- 7月11日——日本近衛內閣批准增援華北方案，擴大戰事[參⁠ 75]:57。日軍獨立第1旅奉命連夜集結出發[參⁠ 75]:57。
- 7月26日——上午，國軍失守廊坊，北倉、楊村等車站相繼陷落，平津交通斷絕[參⁠ 75]:57。
- 7月28日——日軍對南苑兵營猛攻，南苑守軍指揮失靈，各自為戰，傷亡慘重；第一三二師師長趙登禹犧牲[參⁠ 75]:57。
- 7月31日——中國駐屯軍旅團佔領大灰廠附近地區；此時平津完全淪陷[參⁠ 75]:300。
- 8月9日——周恩來、朱德、葉劍英、鄧小平赴南京參加蔣介石召開之最高國防會議，同時進行國共談判[參⁠ 73]:20。
- 8月22日——國民政府軍事委員會委員長蔣介石依據和中國共產黨達成之協議，任命朱德為國民革命軍第八路軍總指揮，彭德懷為副總指揮[參⁠ 73]:20。
- 8月22日至8月24日——中共中央政治局在陝西洛川舉行擴大會議，主要議是：分析全國抗戰開始後之新形勢，研究中國共產黨在抗日戰爭中之戰略任務和基本政策[參⁠ 73]:20。
- 8月23日——中共中央政治局常委會議決定成立中央軍委前方分會（後稱華北軍分會），由朱德、彭德懷、任弼時、張浩、林彪、聶榮臻、賀龍、劉伯承、關向應組成，朱德為書記，彭德懷為副書記[參⁠ 73]:21。
- 8月25日——中共中央革命軍事委員會主席毛澤東、副主席朱德、周恩來發布命令，宣布紅軍改名為國民革命軍第八路軍，將紅軍前敵總指揮部改為第八路軍總指揮部，以朱德為總指揮，彭德懷為副總指揮，葉劍英為參謀長，左權為副參謀長；紅軍總政治部改為八路軍政治部，以任弼時為主任，鄧小平為副主任，下轄三個師：第一一五師、第一二〇師、第一二九師；第一一五師以林彪為師長，聶榮臻為副師長，周昆為參謀長，羅榮桓為政訓處主任，蕭華為副主任；第一二〇師以賀龍為師長，蕭克為副師長，周士第為參謀長，關向應為政訓處主任，甘泗淇為副主任；第一二九師以劉伯承為師長，徐向前為副師長，倪志亮為參謀長，張浩為政訓處主任，宋任窮為副主任[參⁠ 73]:21。
- 9月11日——國民政府軍事委員會命令第八路軍改為國民革命軍第十八集團軍，並任命朱德為第十八集團軍總司令、彭德懷為副總司令，直屬第二戰區司令長官閻錫山指揮[參⁠ 73]:21。
- 9月19日——朱德、彭德懷、任弼時致電洛甫並周恩來、鄧小平，提出紅軍改編為國民革命軍第八路軍後，取消政治委員，並將各師政治部改稱政訓處，使部隊政治工作受到損失，建議恢復黨代表和政治機關原有制度[參⁠ 73]:21。
- 9月22日——洛甫、毛澤東覆電，表示完全同意，望即速令執行，惟黨代表名義不妥，仍應名為政治委員[參⁠ 73]:21-22。中國國民黨中央通訊社播發《中國共產黨為公布國共會作宣言》，次日蔣介石發表談話，承認中國共產黨在全國之合法地位[參⁠ 73]:22。
- 9月下旬——第二戰區民族革命戰爭戰地總動員委員會（簡稱動委會、戰委會）在太原成立，動委會是周恩來、彭德懷同閻錫山商談決定建立，續範亭任主任委員，鄧小平、南漢宸、彭雪楓等參加領導工作[參⁠ 73]:22。

### 1938年
- 6月9日——河南花園口決堤。國民政府軍事委員會人為缺堤，以阻止日軍沿鐵路南下武漢。
- 11月13日——湖南長沙文夕大火。長沙警備司令部（即武警、憲兵）因為溝通失誤，在日軍來犯之前過早燒城，全城盡毀。

### 1939年
- 1月21日至1月30日——中國國民黨五屆五中全會在重慶舉行，會議決定對中國共產黨採取「溶共」、「防共」、「限共」之反共方針[參⁠ 73]:28。
- 8月——因连续暴雨加上日军扒开河堤的因素，天津遭受严重水灾，天津市区百分之八十的地区被洪水所淹，超过10万间房屋被冲毁，八百多万人受灾，六十五万天津及其周边居民成为灾民。
- 11月1日——中國國民黨六中全會制定《處理異黨問題實施方案》，蔣介石隨即在全國發動第一次反共高潮[參⁠ 73]:30。

## 以此時期為主的影視作品
- 人間四月天
- 煙鎖重樓
- 水雲間
- 鬼丈夫
- 情深深雨濛濛
- 蒼天有淚
- 京華煙雲
- 青青河邊草
- 鑽石豪門
- 芸娘
- 大宅門（某段時期）
- 阮玲玉（1992年電影）

## 註解
1. ↑  十年建國，其成就表現在政治、經濟、社會、文化各方面，成就最大的是經濟，1951年9月19日魏德邁將軍在美國國會：「1927年至1937年之間，是許多在華很久的英美和各國僑民所公認的黃金十年（Golden Decade）。在這十年之中，交通進步了，經濟穩定了，學校林立，教育推廣，而其他方面，也多有進步的建制」。另外學者陳子明則指出「中国的建制市（包括直辖市、省辖市等）诞生于蔣中正时代。建立城市基础设施，不仅包括物质的基础设施——现代交通、上下水、电力电话等，而且包括社会的基础设施——市政管理、治安警察、卫生防疫等。黄仁宇所谓『新的高层机构』都是设置在现代城市中的——行政机构、司法机构、考试与现代文官系统、军政军令军工机构以及教育、科技、文化、新闻、出版机构等。在蔣中正时代，中国内乱频仍，外患不断，但仍然出现了经济发展的『黄金十年』。高等教育和中等教育在十年中增长一倍，师范教育增长三倍。如果说五四運動前后是中国学术思想的『黄金时代』，抗战前的十几年可以算是『白银时代』。在这样的时代，胡适、鲁迅、陈寅恪等一批大师得以产生和存活。在1936年『双十二事变』至1937年『七七事变』之间，受到市民阶层拥戴的蔣中正差一点就实现了统一中国的目标」 見陳子明，《一百二十年和两个六十年：中国现代化历程的连续性与曲折性》，《领导者》杂志第十九期
2. ↑  关于国民政府所办公营企业的经营弊端问题，有論者認為主要體現在兩大方面。一是不以赢利为目的，這很难使企业在竞争中求生存。因为不以赢利为目的，就必须靠政府投入。而在政府财力有限，包袱过重的情况下，就只能寄希望于银行贷款；而贷款不能赢利并导致大量的呆账坏账，造成金融危机。在相当长一段时间里，资源委员会所属厂矿由于政府的倾斜政策，其发展和增值曾非常迅速。但从1941年以后，由于战争的影响和通货膨胀，原料价格看涨，生产成本增高，而政府对资委会所属工厂产品的限价政策，使其产品售价远远赶不上原材料价格的上涨，从而导致入不敷出，资金缺乏，使许多工厂的产量开始下降。资委会曾一再要求追加拨款，但政府却没有按其所要求的金额拨付。其二是國府将企业经营的好坏寄托在「公」「诚」上而不是制度上，這既不能遏制腐败也不是长远之计。虽然资委会也引进了一些现代企业管理制度，但只是一些枝节和形式上的变化，本质上的官本位制并无多少变化；尽管资委会成员中不乏忠诚廉洁分子，但毕竟资委会本身还是一个官僚机构，旧的官场习气在所难免。资委会要求每个成员「保证不谋取个人私利」，因没有相应的制度保证是很难做到或很难长久的，学者趙興勝指出：当时的国营工业「除了遵循市场规律外，还要经常执行政府的特殊政策，在原材料、能源、资金的获得等方面及产品的分配方式上，又不完全遵循市场机制。这种经营上的双轨制常常造成很大的利益落差。在法律不健全、体制不完整的情况下，它为经济腐败行为提供了大量机会。」又认为国民政府的众多官僚「保持着亦官亦商的双重身份。在缺乏有效的体制约束与自我道德约束的情况下，他们辗转于公私之间，自觉不自觉地从事假公济私、损公肥私的勾当。这种双轨制在抗日战争时期及战后继续得到延续与强化，导致了国民政府的全面腐败，官僚资本恶性发展」似乎也是因此缘故，迄今为止仍有人习惯地将国民政府所办中央和地方公营事业称为「官僚资本主义企业」，參見：中國中俄關係史研究會骆晓会 (编). .   [2009-09-27]. （原始内容存档于2006-06-19）.
3. ↑  黃漢民認為进入1930年代以后，由于受国内政治社会环境以及自然环境等的影响，尤其是1931、1932年日本先后两次在中国工业的主要基地——东北和上海挑起侵略战争，而且又正值世界经济危机，中国工业生产受到很大冲击，但同时却又迫使中国工业在逆境中寻找新的出路。首先，这一时期工业结构因此发生了新的变。发轫于1920年代以前的针织、丝织、染织、印染、毛纺织等工业，在二三十年代有了很大发展，并又相继出現了一批新兴行业，如电器用具工业、电机工业、染料工业、酒精工业、酸碱工业等等。新兴行业的兴起又促进了工业部门结构的调整，进一步推动了相关工业的发展，并使一批手工业作坊在电力工业和电机工业的发展中走上了机制工业的现代化道路。工业产品的品种也大量增多，高中低档产品的结构也在变化，有一批国貨产品替代了进口外貨。其次，工业地区分布在扩大，棉纺、缫丝、面粉等主要工业的新设工厂基本上都向內地原料产地扩展，新的棉织厂、针织厂以及各种农副产品加工厂等等，几乎各地都有。这些扩散至各地市镇新工厂的开设，又推动了上海等老工业基地向新的高度发展。再次，工业生产技术水平和管理水平有较大提高。越来越多的企业开始重视生产设备的更新和升级换代。企业中受过专业教育的专门技术人員(包括管理人員)的比重在上升，劳动者的技能也在提高。企业新产品试制能力，以及产品的市场竞争力都在不断增强。伴随着生产技术水平的发展，企业的科学管理方法得到了更多的关注，企业管理和行业管理的状况正在逐步得到改善。此外，一批企业陆续改制组建为有限公司，有些还组成企业集团和各种形式的群体联合组织，企业组织结构的变化，为生产经营规模的不断扩大、产品市场营销能力的增强创造了新的条件。因此，从历史发展的角度来考察，上述影响工业生产力发展的诸多因素，都清楚地表明，虽然1930年代前期中国的经济面临前所未有的困境，但中国工业生产的总趋势却仍在跌宕起伏中继续有所发展，并在1936年达到了近代历史上最好水平。見黃漢民，"1930年代上海和全国工业产值的估计"，中國經濟史論壇
4. ↑  其主要内容有，分别成立钨业和锑业管理处，统制钨、锑，同时建设年产钨2000吨的江西吉安钨铁厂及年产锑4000吨的湖南模范炼锑厂。开发年30万吨的湖南湘潭和马鞍山钢铁厂，开采湖北大冶、阳新和四川彭县的铜矿，同时建设炼铜厂，年产铜2400吨。开办湖南常宁水口山和广西贵县铅锌矿及厂，年产铅、锌各5000吨。开发江西高坑、天河、湖南谭家山和河南禹县煤矿，年产共150万吨。建设煤炼油厂和重油提炼厂，同时开发陕西延长、四川巴县、达县石油矿。建设电气工厂、飞机发动机厂、原动力机厂、工具机厂、造船厂及纺织机厂、电工器材厂、水电厂等。根据资源委员会估计，国民政府实施这个创业计划，大约需要经费24000万元，流动资金6000万元。他们原来设想由政府拨少部分款，其余利用外资建设。1936年夏，国民政府从年度预算中先拨了1000万元，作为资源委员会建设重工业的经费。同时资源委员会也与湖南、江西、广东三省商定，从钨业管理处及锑业管理处每年的盈余中移拨一半，由资委会支配，作为建设重工业的经费。1936年，中国与德国签订了中德信用借款合同，德国向中国提供了一亿马克的信用贷款，其中近１０％用于购买重工业设备。资源委员会向德国订购了机械、电子、化工、冶金等设备，其中工业部分为492.11万马克，占50.1％，矿业部分357万马克，占36.4％，电业部分132.8万马克，占13.5％。1937年2月，中国国民党第五届中央执行委员会第三次全体会议制定的《五年建设计划》，则在政策上对于资源委员会的重工业建设计划做了进一步的确认，强调中央政府应立即举办钢铁、机器、电料、电力、制酸、制碱、酒精、炼油等重工业及基本化学工业。1937年国民政府又拨款2000万元用于重化工业建设。見张燕萍，"论七七事变前国民政府的经济备战"，中國經濟史論壇
5. ↑  全漢昇先生在他的"漢冶萍公司史略"中指出，民國成立以來，內亂時發，漢陽鐡廠每每爐毀敷停，萍鄉煤礦常因戰事停工，大冶鐡礦屢被迫向地方政府捐款。此外第一次世界大戰結束後，鋼鐵價格暴跌，漢冶萍公司走向衰落。1919年漢陽鐵廠1、2號高爐停產，1921年北洋政府改變鋼軌標準，造成漢陽鐵廠近５萬噸鋼軌無銷路。至此漢陽鐵廠鍊鋼部分全部停產，並日趨衰落。
6. ↑  1937年抗日戰爭前，法幣的總發行量不超過14億元。1937年抗戰開始至1941年英美參戰前，日本為破壞中國後方經濟，在日佔區強行以日本發行之貨幣收兌法幣，再加上以走私物資套得法幣，送往上海兌取國民政府的外匯。國民政府分別從英國及美國得到超過1000萬英鎊及5000萬美元貸款，但仍不足支持法幣匯價。至1940年起，取消無限制外匯買賣。於是法幣的價值開始下跌。對日抗戰期間，財政支出增加，法幣大量發行，到了戰後,面額總值已至5569億元，比戰前增加約400倍。1946年後，國民政府為支付與共產黨軍隊作戰的軍費，法幣的發行量更加大增，面額總值由抗戰勝利時的5569億上升至1948年8月的604兆元，三年間增加超過一千倍，造成了民間的惡性通貨膨脹。有關日本在抗戰期間對後方經濟破壞，及中日雙方進行的貨幣戰爭，可參考楊燕，楊振，"對中國經濟破壞--抗戰時期鮮為人知的中日偽鈔戰"，中國共產黨新聞網
7. ↑  抗戰初期，貫通不久的平漢、粵漢和廣九鐵路成為抗戰初期中國重要的陸上通道。當時中國軍隊80%的補給靠這條路北運。中國從國外購買的全部輕重武器、彈藥、器材由香港進口後，再由這條鐵路運往東南戰場。從七七事變到廣州失陷的15個月中，這條鐵路共運送部隊200餘萬人、軍用物資70餘萬噸。行車最密時，全線列車達140列，成為維持中國抗戰的主要交通線。正因為如此，日軍飛機對該路進行狂轟濫炸，平均每日達5次之多。浙贛、滬杭甬、京滬、蘇嘉和津浦鐵路的貫通，對東部地區的國防意義亦十分重大。1937年“八一三”淞滬抗戰開始之後，京滬杭鐵路專開軍用列車。淞滬會戰3個月，共開列車1,346次，運兵50個師、輜重5萬噸。該路除了前運軍用物資外，還由此線向大後方搬遷工廠、學校的人員和物資達幾百列車。廣州、武漢失守之後，寧波、溫州是惟一與鐵路連接的港口，西南的銻、鎢、桐油、茶葉等農、礦產品由該兩處出口，以換取國外的軍用品。從1938年初到1939年3月的15個月中，浙贛鐵路計開軍列1700列，運送部隊150萬人。
8. ↑  西北的交通建設，可簡介如下：二十年代末，即著手擴展从海州（连云港）直达西北地区的陇海铁路，1937年3月陇海线宝鸡以东至连云港1075公里的铁路线全线通车。另外两条轻便铁道支線也於1939年相繼修筑完成，大大便利了战时陕西对外交流。公路建設方面，西兰公路全长753公里，1935年5月1日通车。西漢公路全長447.6公里，亦於1935年12月完工，成为沟通西北地区与西南地区的重要通道。全面抗战爆发后，國府为了打破日本对中国沿海地区的封锁，即抓緊西南的滇緬公路及西北的西兰公路和甘新公路（兰州-迪化），使之成为贯穿西北地区的交通线。甘新公路直接通往苏联，1939年完工，全长1179公里是开发西北的一条重要公路干线。西兰公路則是当时西北地区路况最好的公路。另外国府改造和完善了一系列重要公路干线，包括1936，37年修整华双路华天段；1938年春整修了甘青公路。还有宁平路、宁兰路、宁包路、西汉路等等也都进行了整修。此外又新建了不少公路，當中，新疆自1935年修筑了迪伊线迪哈公路，该路于1937年7月1日完工通车，是一条重要的国际交通线，大批苏联援华物资就是通过这条公路运往中国的。總之，1930年代整个西北地区的公路幾乎爆炸性倍增，最终形成了近代西北地區的公路网。
9. ↑  关于1931-1941年陕西水利工程情况，可參考 全国经济委员会《西北建设概况》（1937年8月）、陕西银行经济研究室《十年来之陕西经济》（1942年8月）、赵敏求《跃进中的西北》，新中国文化出版社(1940)。
10. ↑  可參考 吉澤 誠一郎，"西北建設政策的起歩 :南京國民政府與區域經濟開發" 東京大学東洋文化研究所
11. ↑  十年建國期間，都市化在沿江沿海的省区快速进行。当时都市化最显著的地区是江苏。1919年江苏有10个10万以上人口的城市，7个5万以上人口的城市，16个2．5万以上人口的城市。到1932年，5万以上人口的城市和2．5万以上人口的城市各增至17个。上海是江苏的最大城市，其人口，1843年20万，1872年25万，1911年100万，1921年150万，1936年350万。与江苏相比，浙江省小城市较多，如1921年浙江有1至2万人口的城市66个，而江苏在1919年，这样的城市只有33个。浙江最大的城市是杭州，其人口，1884年25万，1911年68万，l928年81万。长江中游的城市以湖北的汉口最重要，其人口，1888年18万，1906年52万，1917年70万。由于铁路的修筑，近代以来华北的城市有显著的发展。在山东省，济南的人口，1906年10万，1911年20万，1917年27万；青岛的人口，1910年16万，1927年32万。在直隶省，北京的人口在19世纪后期为50万，1919年增至93万；天津的人口，1903年32万，1910年代增至75万。依据20世纪初年日本的调查，江苏、直隶和四川为中国三个都市化最显著的省区，三省住在一万人以上或重要城市的人口与全省人口的比，江苏为13．6％，直隶为11．2％，四川为9．9％。見"20世纪前半期的中国社会变迁" 免費論文網
12. ↑  歷史學家黃仁宇教授在其著作《从大历史的角度读蔣中正日记》中認為蔣中正對中國近代史最大貢獻就是重建新的上层建筑。
13. ↑  有關南京國民政府時期的法制建設，可參見趙金康，"南京國民政府法制理論設計及其運作(1927-1937)"，人民出版社，ISBN：7010057974
14. ↑  另外"自国民党北伐胜利统一全国后的数年间，党内武装对峙不断。由于汪精卫、胡汉民二人分立，总有一人支持蔣中正，从而使蒋一直能以国民党正统自居，稳坐南京中央。但当蔣中正企图将汪、胡二人一起抛开时，立即引起党内粤派势力的大团结，并最终逼蒋一度下野。不可否认，地域观念是构成这次国民党内派系斗争的一个重要因素。如同-学者所强调的：当一个-体系的全体人民是由地方集团、种族集团或社会各阶级构成，而且又各有特殊的趋向或趋势，这种-亚文化圈的形成往往给-建设带来很多问题。
15. ↑  所谓蓝衣社一说，是有“十三太保”之称的刘健群提出效法意大利褐衫党，将组织定名为蓝衣社，从服装到用具一律使用蓝色。尽管这一提议未被复兴社采纳，但蓝衣社的名称却流传因之开来。見 刘文瑞，“内战和建设——抗战以前的国民党统治状况评述”
16. ↑  左翼學者葉丁易在二十世紀四十年代中後期寫了本《明代特務政治》就是借探討明朝特務政治批評國民黨的秘密政治組織。另外大陸出版由丁三所著的"藍衣社碎片"一書中亦列舉了不少這些秘密組織即所謂藍衣社針對共產黨人的暴行事例
17. ↑  有關蔣中正法西斯主義的爭議可參考：曾廣維、姜壽彭，蔣中正是不是法西斯主義者
18. ↑  大陸作者丁三引"剿匪戰史"指藍衣社別動隊曾在中共进行所謂长征后进入苏区大肆报复屠杀。見丁三，"藍衣社碎片"，人民文學出版社
19. ↑  有論者則認為“蔣中正統治大陸時期，雖然有獨裁之名，卻沒有獨裁之實。因爲國民黨中派系很多，蔣中正的號令並不被認真執行，軍隊也有一部分不聽蔣的指揮。石退居臺灣後，才開始了真正的獨裁統治。蔣中正先是改編軍隊，凡是撤退到臺灣的軍隊都要接受蔣中正的改編，保證了蔣對軍隊的絕對控制；其次是改造國民黨，黨員重新登記，排除腐敗不純分子。蔣中正在大陸期間就想整治國民黨官員的貪污腐敗，但要整治腐敗打擊面太大，超過了蔣中正的權力範圍。到臺灣後蔣中正樹立起了絕對的權威，這次整黨改造效果非常明顯，國民黨官員的貪污腐敗現象大有好轉，爲日後臺灣的經濟發展奠定了基礎”。見林思雲，“蔣中正的眼淚”
20. ↑  論者李公明對藍衣社評價不高，但也認為蓝衣社的纲领中把清洗腐败官僚作为自己的重要任务 , 以特务手段来完成这种任务是不必有什么顾虑的，並舉康泽的别动队在江西期间比较成功地获得当地老百姓支持的一个重要原因 ,  就是他们在短期内调查和审判了数以千计的地方官僚的腐败案件和豪强劣绅的劣迹。此外藍衣社对于日本帝国主义极端仇恨的意识十分明显 ,日本人的情报机关对此高度重视。見"蓝衣社的改革与反腐败"，博訊
21. ↑  學者鄧元忠認為力行社(即所謂藍衣社)在民國史上的意義可以從三個角度得出結論：（一）從力行社對蔣中正事業發展的關係和意義看，力行社的組成是當時蔣中正統一國家的需要，同時也符合蔣中正「一切策略應在公開與秘密的配合下進行」的策略。隨著抗戰的開始以及力行社「發展到過於龐大，而失去其以暗配明的作用」，它在1938年被解散是可以理解的；從力行社的角度看，它強調擁護蔣中正，而且事實上建立了蔣中正「在全國人心目中的至高權威和信仰中心」。（二）從力行社與國民黨的發展關係上看，在1930年代左右，「國民黨的組織鬆懈，革命精神渙散」，力行社的出現「刺激了國民黨原來的組織，使其積極整頓，相互競爭」，故而力行社在蔣中正的領導下，「完成了有理想，有實力之護黨救國的工作」。（三）從中國現代化的過程看，力行社負責和參與了安內攘外運動、國民經濟建設運動、國民軍訓運動和新生活運動等1930年代的重要運動，特別使當時青年的國民意識明顯增強，對國家處境的認識由懷疑進至諒解。這些都是力行社在民國史上的成就。見鄧元忠：《國民黨核心組織真相──力行社、復興社暨所謂「藍衣社」的演變與成長》（台北：聯經出版事業公司，2000）
22. ↑  可參考黃家謨，"硬性影片與軟性影片"、唐納，"清算軟性電影論"、魯思，"駁斥江兼霞的《關於影評人》"等文章
23. ↑  所謂"民族主義文藝運動宣言"是一群中國民族主義文藝運動者於一九三○年六月一日在上海集會所發表的宣言。此宣言發表於《前鋒》第一期。此民族主義文藝運動集會是在左聯成立不久，右翼文人針對「左翼」所謂「無產階級的文藝運動」而發起的，為了要抗議左翼為蘇俄侵略東北而辯護。該民族主義運僕之支持者包括王平陵、黃震遐、范爭波、葉秋原、傅彥長、李贊華、朱應鵬、邵洵美等。此運動擁有刊物如《前鋒週報》、《前鋒月刊》、《文藝月刊》。此外，上海《晨報》、杭州《東南日報》與《黃鐘文藝月刊》、武漢《武漢日報》與《武漢文藝月刊》亦熱烈支持。參見李牧《三十年代文藝論》，頁61-62。胡秋原的批判是針對右翼的民族主義宣言，但是，左翼文人卻認為胡秋原是針對左翼發難，因而引發此一系列的論戰
24. ↑  關於蔣中正「攘外必先安內」政策，大陸學界普遍認為「安內」使外敵囂張，也是蔣為消滅异己力量的做法。台灣方面則普遍認為安內是手段，攘外是最終目的。2005年在大陸出版，由日人加近亮子著的《蔣中正與南京國民政府》則高度評價了這一政策，指出「安內」指打擊共產黨及消滅國內包括地方實力派的所有的敵對勢力，以實現完全意義上的國家統一和建設，「攘外」指反蘇、反日「持久戰論」。認為其本身就是負面的歷史遺產，是中日軍隊的實力存在絕對差距的前提下一種可以選擇的有效的戰略，是不得已的選擇，並在此期間為謀求國家政治、軍事、財政的統一，進行了國內建設包括國防建設，為抗戰勝利準備了條件，同時積極開展外交，與英美建立了同盟關係，這些都是值得肯定的。
25. ↑  對張學良發動西安事變動機，國共兩黨均認為是為了抗日，但近年有論者則認為張學良發動西安事變，不是逼蔣抗日，因為在西安事變爆前一個月，蔣中正就已親自指揮绥远抗战，获得百灵庙大捷，充份表明其抗日決心。因此西安事變發生其實源於蒋和张的根本分歧，除了是张學良力图保存东北军的实力，而蔣中正主张统一引起的权力斗争之外，最主要的还是对共产党的态度。张不是恨蒋“不抗日”，而是恨蒋剿共。因為张學良本身对中共存有好感，认定他们代表了中国希望。見芦笛，"张学良为何发动西安事变？——兼与杨奎松教授商榷" —博訊网。另外亦有學者指出，張學良確曾在1936年6月底通過中共中央聯絡員劉鼎，向中共中央提出加入中國共產黨的想法的。6月30日，劉鼎將此一情況電告中共中央。中共中央得到報告后，當即就作出決定，准備派重要領導干部前去幫助張學良，並計劃以后適當時機許其入黨。7月2日，當時的中共中央總負責人洛甫將此一決定正式通知了共產國際。隨后在共產國際的阻撓下，最終沒有入黨。見謎團一：張學良有沒有加入共產黨？—人民網
26. ↑  有論者認為國民政府采取的改订新约、收回权益等措施，使南京政府在相当一批国民心目中，首次摘掉了晚清以来“卖国政府”的帽子。因此可以说：自晚清以来的不平等条约问题，并不是随着1949年中华人民共和国成立而宣告终结的，而是在南京政府手里就基本解决了。見：劉瑞，"内战和建设——抗战以前的国民党统治状况评述"
27. ↑  有關國府於九一八事變十年後(1941.12月)才向日本正式宣戰，歷史學家劉繼興通過分析史料，提出以下論點:
(一) 是恐援華軍需物資的海運線被切斷。中國的軍需物資遠遠不能自給自足，絕大部分須依靠外國進口。如果中國公開對日絕交宣戰，日本就會以交戰國的身份通知各國禁止一切軍需品和軍需原料輸入中國，並切斷中國的海上運輸線，而中國則沒有能力保護大量的外國援華物資由海上輸入中國。 (二) 是擔心德國軍械裝備來華受阻。中國在近幾年的整軍備戰中通過德國軍事顧問團剛剛整訓裝備起幾個德械師，當時在德國還有大量預訂的重要軍事裝備沒有到貨，如果宣戰，日本就會名正言順地迫使德國取消對華軍售，這對中國的持續抗戰十分不利。(三) 是無力解決雙方的僑民問題。如斷交與宣戰，中國在日本的僑民將被驅逐或拘捕，而中國目前又無撤僑和護僑的能力，相反日本在華僑民則可遷入英法等國租界繼續發揮侵華第五縱隊的作用，而中國政府卻無法驅逐和干預。見劉繼興，"中國為何開戰十年后才向日本宣戰？"
28. ↑  有關不抵抗政策歷史爭議，按张学良在1990年6月和8月两次接受日本NHK电视台记者公开采访，谈及“九一八”事变时曾坦承所謂"不抵抗"命令是他基於對形勢判斷，親自下令的。見"“九一八”当夜不抵抗政策的责任争议"，三联生活周刊。另外在唐德剛的《张学良口述历史》中也印證了這個說法
29. ↑  "有一个众所周知的事实是，到目前为止，共有8位华裔诺贝尔奖获得者，其中有5位（李政道、杨振宁、李远哲、崔琦等）生于我国民国时期的二三十年代，接受的是民国时期的教育。而自建国以来，新中国培养的学生中只有高行健一人，而且还是文学奖，自然科学奖一个也没有，当代教育是不是应该反思？"，見"民国教育给我们的借鉴"，薛林荣,《教师博览》。由此可見民國時期培訓出的優秀人才對當代中國現代化建設貢獻很大
30. ↑  舉失业对策而言，南京国民政府的政策跟西方发达国家的现代式有所不同，是一種传统与现代的中西杂糅式，雖然有对西方现代方式的引进与借鉴，但主要还是依靠传统的治理方式。这种失业对策与西方国家相比具有明显的滞后性。例如当时一些欧美發达国家已经普遍采用失业保险制度，社会成效颇佳。但中国的失业保险仍仅限于法律层面，离实践层面还有相当长的距离。此外，中国的失业对策主要侧重于事后的补救，其未雨绸缪的防范能力十分有限，因而很难实现「标本兼治」的完美效果。參見《20世纪30年代南京国民政府解决失业问题透视》，中國論文網
31. ↑  訓政時期，国民政府出台了一些以审查新闻舆论为目的的法令、法规。 1930年12月，国民政府制订《出版法》要求出版刊物申请登记和限制出版品的内容。1932年11月，国民党中央宣传部又公布了《宣传品审查标准》，该《标准》宣称：凡宣传共产主义便是"反动宣传品"。这一《标准》的颁布，预示着注册登记制向审查制的发展倾向。1934年6月，国民政府公布了《图书杂志审查办法》，规定一切图书、杂志应于付印前将稿本送中央宣传委员会图书杂志审查委员会审查，审查委员会有权删改稿本。1935年7月15日，国民政府立法院颁布了《修正出版法》，规定报刊应于首次发行前，填具登记申请书，呈由发行所所在地之地方主管官署核准后，始得发行。
32. ↑  有關國軍陸軍整編詳情參考傅應川將軍之“國軍在抗日戰爭前的整軍與抗戰初期的戰略指導”，國家政策研究基金會
33. ↑  1937年抗戰爆發前夕，中國軍隊整編事實尚未完成。1936年底，陳誠將軍曾經評論道：「抗日戰爭越晚爆發對中國就越有利，因我方可以有更多的準備時間……如果目前發動，我方一定是處於被動局面，如再遲一年，最低限度我方可有半主動的機會，如遲兩年爆發，則我方可以完全掌握主動局面」。
34. ↑  蔣緯國曾在紀錄片"一寸河山一寸血"解釋作戰線轉向的重要性：因為中國歷史上，北朝征服南朝的模式，都是把南朝軍力壓縮在東南地區，予以致命打擊。把作戰線由南北向轉為東西向，除了避免歷史上北朝征服南朝模式，又可利用西面的天然地理屏障，跟敵人作持久戰。
35. ↑  中國著名的平民教育家晏陽初曾將這一時期中國工礦企業的大舉內遷形象地比喻為“中國實業界的敦刻爾克”。據統計，從1937年8月到1940年底，從沿海等地區內遷到後方的工礦企業共有639家。受其影響，福建、浙江兩省自行內遷的企業有191家，拆遷機器設備總重量約12萬噸。這些工礦企業的內遷，大幅度增加了中國中西部地區的產業資本，也保存了中國抗戰的經濟力量，還一舉奠定了後方工業建設的物質基礎，促進了後方工業的發展。從中國現代工業發展的視角看，抗戰初期工礦企業內遷的意義就更是巨大。見"抗戰時期中國現代工業的發展"，光明日報
36. ↑  有學者認為大陸普遍强调毛泽东时代和邓小平时代的连续性而忽略「前49」与「后49」连续性，黃仁宇則將蔣、毛、邓所推动的运动「视作中国长期革命之三个段落」。「这三项运动既相联系也相冲突。分拆看来有更换朝代之色彩；接连看去却又完成了中国的长期革命。」「在历史发展的过程上讲却又有分工合作的功效，也有如接力运动。」見陳子明，「一百二十年和两个六十年：中国现代化历程的连续性与曲折性」，《领导者》杂志第十九期
37. ↑   註: